# التعليم في مصر
انتشر التعليم في مصر منذ عهد المصريين القدماء الذين ساهموا في اختراع الكتابة؛ وسجلوا اللغة المصرية القديمة بالكتابة الهيروغليفية، وفي عهدهم أنشئت «بر عنخ» أو بيت الحياة كأول مدرسة ومكتبة في تاريخ الإنسانية. بدخول المسيحية مصر سنة 60م تغيرت بعض ملامح التعليم مع تلك الحقبة، فألحقت المدارس بالكنائس بدلاً من المعابد وأنشئت المدرسة اللاهوتية بالإسكندرية. أما بعد الفتح الإسلامي لمصر فقد ظهرت المدارس الملحقة بالمساجد وكان جامع عمرو بن العاص أول مركز تعقد فيه حلقات الدرس التطوعية في مصر خلال العصر الإسلامي بينما كان الجامع الأزهر أول المدارس الشبيهة بالمعاهد النظامية اليوم حيث كانت تعقد فيه الدروس بتكليف من الدولة ويؤجر عليها العلماء والمدرسون.:ج1ص71:72 ثم توالى بعد ذلك إنشاء المدارس خلال عهدي الدولة الأيوبية والدولة المملوكية. مع تولي محمد علي باشا حكم مصر بدأ في تغيير نظام التعليم ليكون على نسق الأنظمة الحديثة، فأنشأ المدارس العسكرية والمدارس العليا والمدارس التجهيزية والمدارس الابتدائية. وفي عام 1908 افتتحت أول جامعة مصرية حديثة وهي الجامعة المصرية (جامعة القاهرة الآن)، ثم توالى إنشاء الجامعات في جميع أنحاء مصر.
بحسب الدستور المصري، فإن التعليم مجاني وإلزامي حتى نهاية المرحلة الثانوية أو ما يعادلها بحسب القانون. ويُفترض أن تخصص الحكومة للتعليم ما لا يقل عن 4% من الناتج القومي الإجمالي.:16، إلا أن الإنفاق على التعليم في الواقع لا يصل إلى نصف الحد الأدنى الذي نص عليه الدستور. وطبقاً للمادة 19 من الدستور امتدت مرحلة التعليم الإلزامي من 9 سنوات إلى 12 سنة اعتباراً من سن 6 سنوات إلى 18 سنة لتضم حلقة التعليم الثانوي، فيما ينص قانون التعليم الحالي على أن مرحلة التعليم الأساسي تتكون من حلقتي التعليم الابتدائي والإعدادي بإجمالي 9 سنوات. ويضم التعليم الثانوي بشكل عام طريقين للدراسة هما العام أو الفني بتخصصاته (زراعي، صناعي، تجاري، فندقي، تمريض). بعد المرحلة الثانوية لا يصبح التعليم إلزامياً، وينقسم نظام التعليم بعد ذلك إلى قسمين: التعليم فوق المتوسط لمدة سنتين دراسيتين، والتعليم الجامعي بحد أدنى 4 سنوات دراسية في الجامعات الحكومية والخاصة والمعاهد العليا، والمؤهلة للدراسات العُليا في مراحل الدبلوم والماجستير والدكتوراه بنظامين (مهني، وأكاديمي). بجانب ذلك فإن للأزهر الشريف نظاماً تعليمياً خاصاً يُدّرس فيه العلوم الدينية الإسلامية بجانب الدراسات العلمية الأخرى، والمؤهلة لما بعد التعليم الثانوي للالتحاق بجامعة الأزهر وفروعها في جميع أنحاء الجمهورية. كما ينقسم التعليم العسكري بين الكليات والمعاهد التابعة للقوات المسلحة والكليات والمعاهد التابعة لوزارة الداخلية.
مستوى التعليم عمليا متردي على أكثر من مستوى في مصر، فبحسب مؤشرات المنتدى الاقتصادي العالمي لعام 2017، احتلت مصر مرتبة متأخرة فيما يتعلق بجودة التعليم الأساسي والعالي، مرتبة أرجعها البعض إلى عدم وضع الحكومات المصرية المتتالية التعليم على سلم أولوياتها لعقود من الزمن. وبحسب «دراسة الاتجاهات الدولية في الرياضيات والعلوم TIMS 2015» و«الاختبار الدولي PIRLS 2016»، فإن أكثر من نصف الطلاب في مصر لا يستوفون حتى المستوى المنخفض في تقييمات التعلم الدولية، فمثلا يضع التصنيف مصر ضمن الدول الأسوأ أداء بين الدول المشاركة بترتيب 49 من أصل خمسين في القراءة بمقارنة طلاب الصف الرابع، وترتيبها ال34 من أصل 39 بمقارنة طلاب الصف الثامن في الرياضيات، و38 من بين 39 بطلاب الصف الثامن في العلم. وذلك إلى جانب أساليب التدريس التي لا تشجع على مشاركة التلاميذ واستمرار استخدام العقوبات البدنية، إلى جانب مشاكل البنية التحتية للمدارس، فواحدة من كل 5 مدارس ينقصها حتى خدمات المياه والصرف الصحي بمبانيها غير صالحة للاستخدام. كما تصل نسب الأمية إلى 25.8.
حلّت مصر في المركز 86 في مؤشر الابتكار العالمي عام 2023، متقدمة من المركز 92 المسجّل عام 2019، وحافظت على نفس المركز في مؤشر عام 2024.

## التاريخ

### العصور القديمة

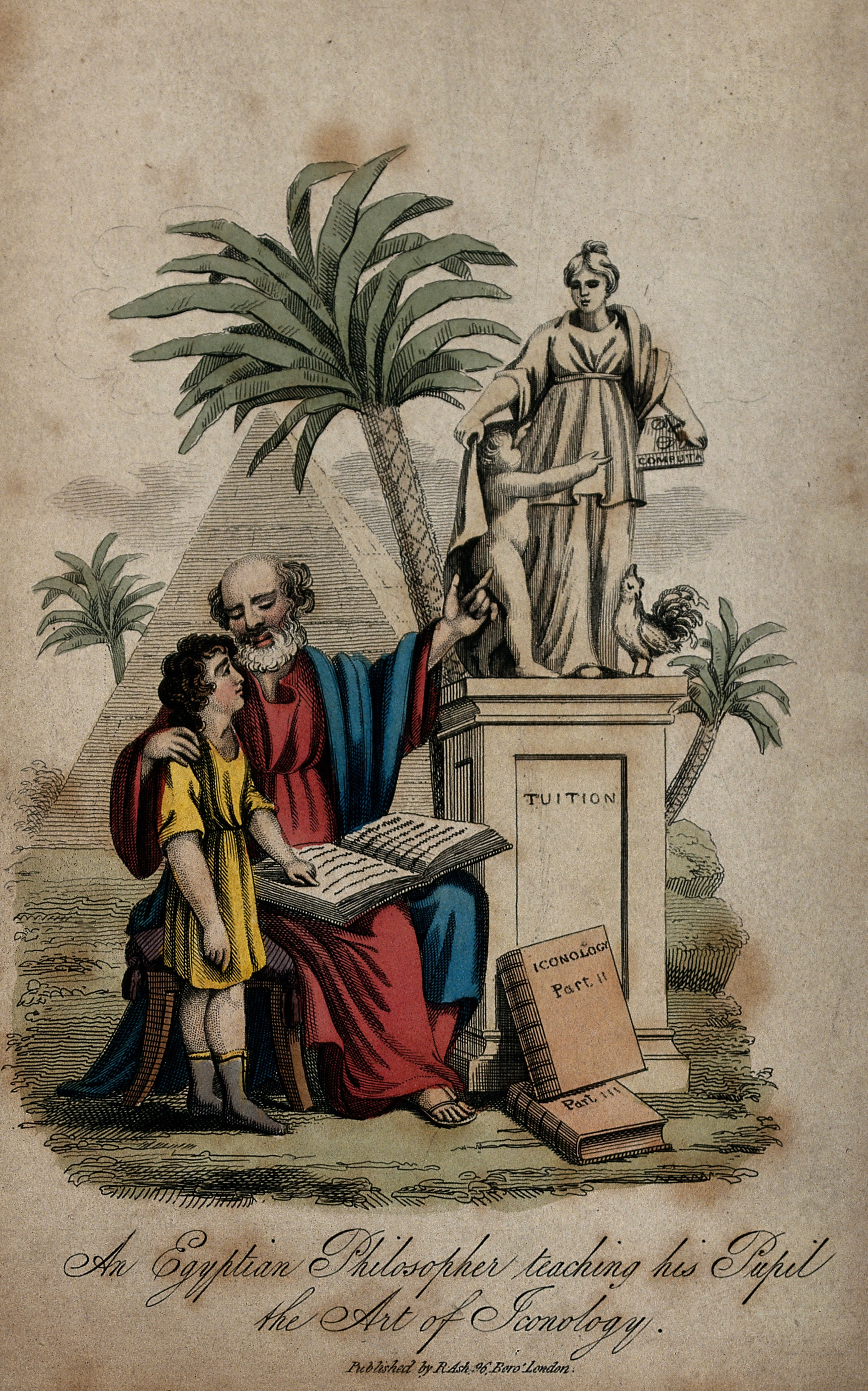
فيلسوف مصري يعلم تلميذه

كان التعليم بالتوارث هو الشائع في مصر القديمة خاصة تعلم الحرف والصناعات التي كانت تورث من الآباء إلى الأبناء ثم الأحفاد، وهو تعليم مهني لا يشترط فيه تعلم الكتابة. أما أولاد الملوك والأمراء والنبلاء فكانوا يدرسون في مدارس ملحقة بالقصر الملكي يتعلمون فيها من الصبا للكبر القراءة والكتابة وعلوم الدين والأدب والطب والرياضيات والفلك وما يرغبون من العلوم الأخرى. وكانت طبقة الصناع والموظفون يرسلون أولادهم ليتتلمذوا على يد الأساتذة. وكان بالمصالح والإدارات مدارس ملحقة خاصة بالدولة لتعلم شؤون هذه الإدارات، ومنها المدارس الملحقة بالجيش لتعليم العلوم العسكرية بما فيها من تدريبات على فنون القتال واستعمال السلاح. وكان التعليم المدرسي في الغالب مقتصراً على من هم مزمع تعيينهم كهنة أو في مناصب إدارية مدنية بدون تمييز بين البنين والبنات، فوصلت المرأة المتعلمة إلى العديد من المناصب المهمة وشغلن مناصب رفيعة في الدولة.
أما المدارس فكانت «بر عنخ» أو بيت الحياة هو اسم أول مدرسة ومكتبة في تاريخ الإنسانية. وكانت جامعة لتعلم العلوم الدينية وعلوم الطب والرياضيات والفلك والجغرافيا وأكاديمية للفنون. وكان هناك مبنى خاص للتعليم الأساسي لتعليم الكتابة والقراءة عرف باسم «عت سبا» أو مكان العلم أو المدرسة، وكان يبنى إما مستقلاً أو ملحق بمعبد، وكان يلحق بها تلاميذ من فئات مختلفة من الشعب في سن مبكرة ما بين خمس وعشر سنوات. وخلال العصر البطلمي مع نشأة مدرسة ومكتبة الإسكندرية، كانت مصر مقصداً لتلقي العلوم والتعليم على أيدي علماء مصريين ذاع صيتهم خارج حدود مصر، أضافوا للعالم في جميع العلوم والفنون والآداب وشتى أنواع المعرفة.:7:14 وكان بالإسكندرية جامعة يعود تاريخها إلى عام 300 ق.م، كانت مقراً لمشاهير العلماء مثل أرشميدس وإقليدس وكانت تلقى بها المحاضرات بنظام مماثل لما هو متبع بالجامعات الحالية.
بدخول المسيحية مصر سنة 60م كان التعليم قد أضحى سمة للتراث المصري القديم، تغيرت بعض من ملامحه مع تلك الحقبة، فألحقت المدارس بالكنائس بدلاً من المعابد، وبسطت اللغة المستخدمة لتصبح أبجديتها مكونة من 25 حرفاً يونانياً مضافاً إليها سبعة أحرف مصرية فكانت تلك بداية ظهور الأبجدية القبطية في أواخر القرن الثاني الميلادي. بإنشاء المدرسة اللاهوتية بالإسكندرية التي عاصرت المدرسة البطلمية الوثنية برزت سمة التلمذة خاصة للمرشحين لتولي مناصب كهنوتية.:30 بتغير الظروف السياسية وخلال العصر الروماني وحتى الاعتراف بالمسيحية ديناً رسمياً للدولة عام 379م كان هدف الكنيسة هو الحفاظ على القومية المصرية وتعليم اللغة القبطية وترجمة الكتاب المقدس إليها وتنحية كل ما هو يوناني.:31

### العصور الوسطى
كان جامع عمرو بن العاص أول مركز تعقد فيه حلقات الدرس في مصر خلال العصر الإسلامي فهو بذلك يكون قد سبق الجامع الأزهر في وظيفة التدريس، ولكن بينما كانت الدروس في جامع عمرو تعطى تطوعاً وتبرعاً، كانت الدروس بالجامع الأزهر بتكليف من الدولة يؤجر عليها العلماء والمدرسين فكان بذلك الأشبه بالمدارس والمعاهد النظامية اليوم، وكان مكان الدرس بجامع عمرو يسمى الزاوية، ويعرف في الجامع الأزهر باسم الحلقة.:ج1ص165:167:ج1ص71:72
كانت أولى مدارس العهد الأيوبي هي المدرسة الناصرية التي أنشأت عام 566هـ لتدريس الفقه الشافعي، وأنشأ على مقربة منها المدرسة القمحية لتدريس الفقه المالكي، ثم توالى إنشاء المدارس في مصر والقاهرة على أيدي السلاطين والأمراء والأعيان وكثر بناؤها في القرنين السابع والثامن، وكان إنشاؤها في بادئ الأمر على أساس التخصص لمذهب فقهي معين أو لعلوم الحديث أو علوم القرآن وقليل منها أنشئ على قاعدة التعميم كالمدرسة الصالحية التي درس فيها المذاهب الأربعة وأنشأها الملك الصالح نجم الدين أيوب عام 641هـ. وخلال تلك الحقبة نافست تلك المدارس الأزهر بسبب أوقافها ورعاية السلاطين لها، فمر الأزهر بفترة ركود إلا أنه ظل بضم العدد الأكبر من الطلاب نظراً لاتساع مجال الدراسة فيه وتنوعها بين سائر العلوم الدينية واللغوية وكونه مقصداً للطلاب الغرباء من كل بلاد الإسلام.:ج1ص168
خلال عصر الدولة المملوكية ازدهرت العمارة وأسست عدة مدارس كان هدفها الرئيسي العلوم الدينية بجانب بعض العلوم الأخرى ومن أبرزها المدرسة الظاهرية التي أنشئها الملك الظاهر بيبرس عام 662هـ، المدرسة المنصورية التي بناها السلطان المنصور قلاوون عام 683هـ وألحق بها بيمارستان، المدرسة الناصرية التي بدأ في بنائها الملك العادل زين الدين كتبغا المنصوري وأكملها بعد خلعه الملك الناصر محمد بن قلاوون وأتمها عام 703هـ، المدرسة الطيبرسية وكانت ملحقة بالأزهر وأنشأها الأمير علاء الدين طيبرس الخازندار عام 709هـ، المدرسة الجاولية وأنشأها الأمير علم الدين سنجر الجاولي عام 723هـ، المدرسة الجمالية وأنشأها الأمير الوزير علاء الدين مغلطاي الجمالي عام 730هـ، المدرسة الأقبغاوية وكانت ملحقة بالأزهر وأنشأها الأمير علاء الدين أقبغا عبد الواحد عام 740هـ، المدرسة الصرغتمشية الملاصقة لجامع ابن طولون وأنشأها الأمير سيف الدين صرغتمش الناصري عام 757هـ، مدرسة السلطان حسن وأنشأها السلطان حسن بن قلاوون عام 757 هـ،:127:131 المدرسة البرقوقية وأنشأها السلطان الظاهر سيف الدين برقوق عام 788هـ. وخلال القرن الثامن الهجري تمتع الأزهر برعاية حكام الدولة المملوكية وكان نتاجه الفكري والعلمي في أزهى عصوره، وتبوأ علمائه مكانه رفيعه، وشغلوا مناصب القضاء العليا.:169
بعد الفتح العربي واصل القبط حياتهم العادية واستمروا في تعليم أولادهم في كتاتيب القرى التابعة للكنيسة، وفي بداية تلك الحقبة بقي الأقباط يستخدمون اللغتين اليونانية والقبطية ويتعلمونها ومع ازدياد استخدام اللغة العربية مع انتشار الإسلام واتساع نطاق استخدامها بدأ المصريون في كتابة اللغة العربية بالحروف القبطية ثم أتقنوا كتابة الأحرف العربية وألفوا بها المؤلفات ومع ذلك بقيت اللغة القبطية مستخدمة لمدة طويلة واستخدمت في كتابتها الأحرف العربية.:45:46 وواصل القبط تعليم أولادهم بعد مرحلة الكتاتيب وتلمذتهم وكانوا كثيراً ما يصوبون اهتمامهم نحو الفنون الدقيقة والصناعات الرفيعة وتعلم الحساب فكانوا كثيراً ما يعينون في وظائف الكتاب والمحاسبين لكفاءتهم وإتقانهم أعمال تلك الوظائف من حساب المساحة الزراعية وغيره.:49

### العصر الحديث

#### عصر محمد علي
مع تولي محمد علي حكم مصر في عام 1805 بدأ في جعل التعليم وسيلة لتحقيق أهدافه العسكرية والسياسية والاقتصادية، فقام بإنشاء مجلس شورى المدارس عام 1836 وكان يتبع ديوان الجهادية، وفي 9 مارس 1837 انفصل وسمي ديوان المدارس وأصدر مجلس شورى المدارس لائحة التعليم الابتدائي، وحددت مدة الدراسة بها بثلاث سنوات من سن الثانية عشرة إلى الخامسة عشرة، تزداد سنة رابعة لبعض التلاميذ الذين تعوقهم ظروفهم الخاصة، ويلتحق الطفل بالفرقة الثالثة ثم ينتقل للثانية ثم الأولى، كما قامت الحكومة بدمج الكتاتيب الأهلية في نظام التعليم العام، وأنشئت تدريجياً مدارس أولية لتحل محل الكتاتيب. أنشأت أول مدارس تجهيزية (ثانوية) سنة 1825، وكانت تستقبل طلاب المكاتب والأزهر وتقوم على تعليمهم وتربيتهم، وحددت مدة الدراسة بها بأربع سنوات دراسية ينتقلون بعدها إلى المدارس الخصوصية، ويتلقى طلابها مواد دراسية موحدة تجمع بين الفنون الحربية والعلوم الأدبية دون تشعيب، وبذلك كانت المدارس التجهيزية تمثل المرحلة الثانية والوسطى من مراحل التعليم العام، وكانت تمثل حلقة الوصل بين مكاتب المبتديان وبين المدارس العليا. كانت مدرسة العمليات ببولاق أولى مدارس التعليم الفني الصناعي وكان الغرض من إنشائها تخريج الفنيين لسد احتياجات الجيش، فلما استنفذ الجيش أغراضه منها هبط مستواها وأهمل شأنها.

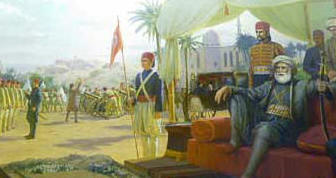
مُحمد علي يستعرض جيشه حديث النشأة

أسس مُحمد علي أول مدرسة حربية في أسوان في عام 1820، كما تم فتح مدرسة أخرى في القلعة باسم دار الهندسة واعتبرت نواة لمدرسة جديدة في بولاق باسم مدرسة الهندسة افتتحت في عام 1821. نقلت مدرسة الضباط من بولاق إلى القصر العيني في 1825 وسميت المدرسة الجهادية. ونقلت في عام 1836 إلى أبي زعبل. وكذلك تم إنشاء مدرسة أركان حرب في الخانكة، وتم فتح مدرستين للموسيقى العسكرية في عام 1824. كذلك تم فتح مدرسة الفرسان في عام 1830. وفي عام 1831 افتتحت مدرسة للمدفعية بِطُرَة أطلق عليها اسم مدرسة الطوبجية. وفي عام 1832 افتتحت مدرسة المُشاة في الخانكة ثم نقلت إلى دمياط ثم لأبي زعبل. كما تم فتح المدرسة البحرية في عام 1825 وتقرر نقلها في عام 1827 إلى رأس التين بالإسكندرية. وفي عام 1833 افتتحت مدرسة الذخيرة الحربية. وفي عام 1834 افتتحت مدرسة المعادن.

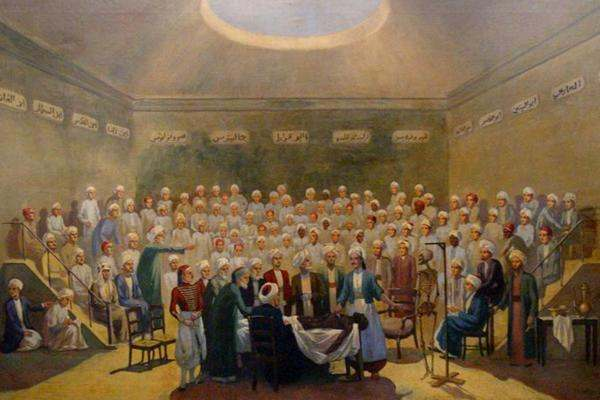
درس تشريح بمدرسة الطب بأبو زعبل عام 1829

أما بالنسبة للمدارس المدنية فقد تأسست مدرسة الطب وبدأت الدارسة فيها عام 1827 بإنشاء مستشفى في أبي زعبل، ثم مدرسة الصيدلة في أبي زعبل عام 1830، ومدرسة الولادة في عام 1831 كجزء من مدرسة الطب. وافتتحت المهندسخانة في بولاق عام 1834 وهي مدرسة قد تكون مرتبطة بدار الهندسة التي تأسست في عام 1820. وافتتحت مدرسة الكيمياء التطبيقية في عام 1831. ولتخريج المُحاسبين والكَتَبة افتتحت الدرسخانة الملكية في عام 1829. كما تم فتح مدرسة الصنايع في رشيد عام 1831 ومدرسة الري في بولاق عام 1831، وكذلك مدرسة الترجمة أو - مدرسة الألسن فيما بعد - عام 1836. أما مدرسة الزراعة فافتتحت في عام 1833 في نبروه بالمنصورة ثم انتقلت إلى شبرا في عام 1836. وفي عام 1827 تقرر إنشاء مدرسة للبيطرة في رشيد للاهتمام بالخيول الحربية ونقلت لاحقاً في عام 1837 إلى حي شبرا لكي تكون بجانب مدرسة الزراعة. وفي عام 1840 افتتحت مدرسة القانون الإداري.
أما أول بعثة لأوروبا أرسلها محمد علي فقد كانت لإيطاليا في الفترة ما بين 1809 إلى 1818، ثم تلتها البعثة الكُبرى لفرنسا عام 1826 والتي تكونت من 44 طالب، وقد تم إرسال بعثة ثالثة بين عامي 1828 و1836 إلى فرنسا وإنجلترا ضمت 108 طالب، كما تم إرسال بعثة رابعة إلى إنجلترا بين عامي 1837 و1843، وكانت آخر بعثة أرسلها محمد علي هي في الفترة ما بين 1844 و1849، وكانت وجهتها إلى فرنسا والنمسا وإنجلترا، وسُميت ببعثة الأنجال حيث ضمت 112 طالباً كان منهم بعض من أبناء وأحفاد محمد علي.

#### عصر الأسرة العلوية

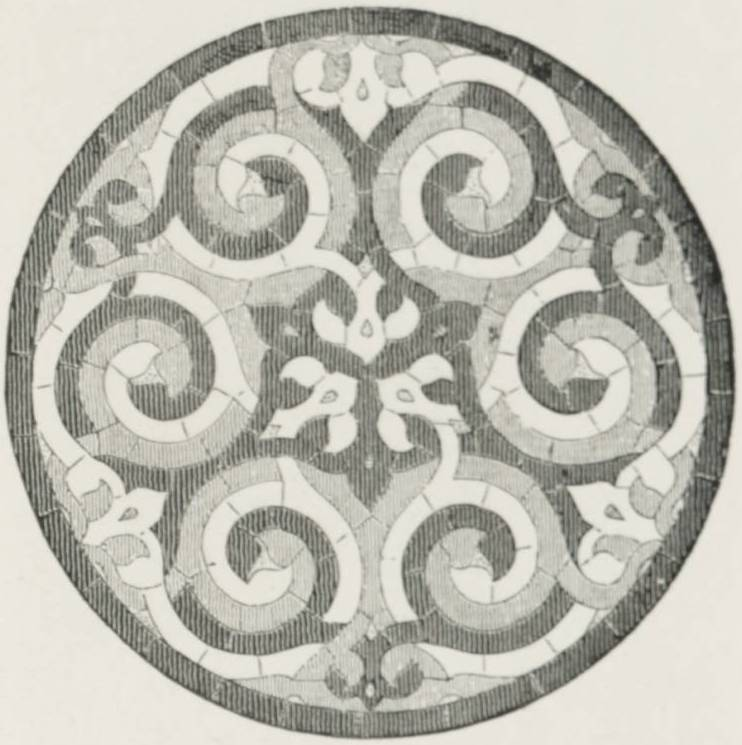
شعار مدرسة ابتدائية سنة 1878

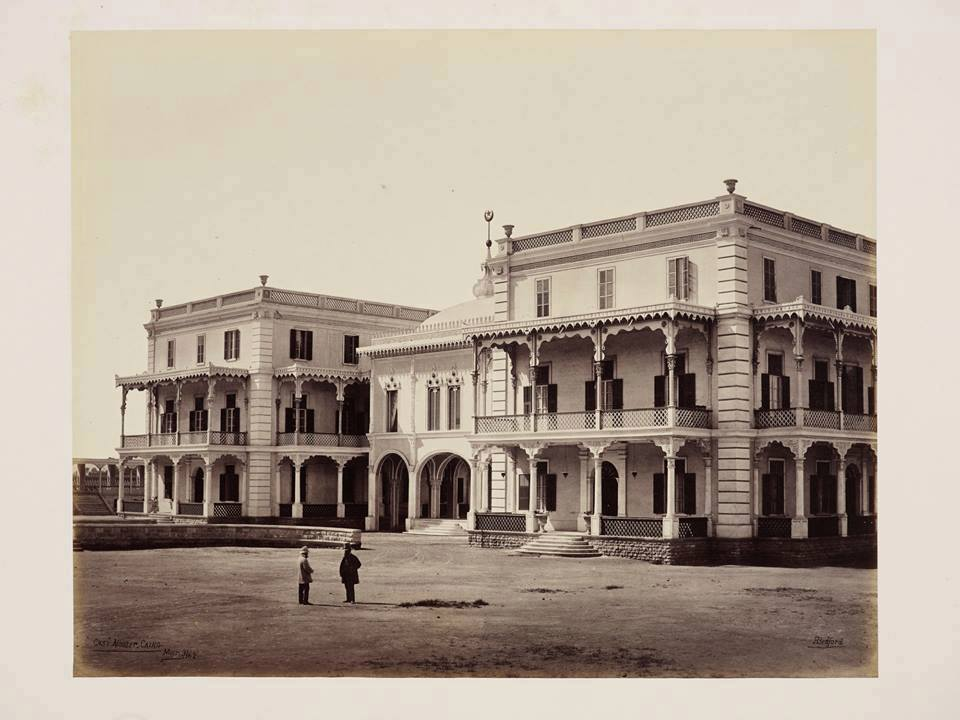
المدرسة التوفيقية

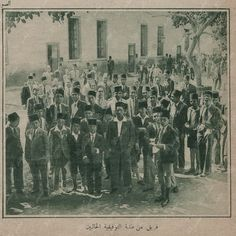
طلاب المدرسة التوفيقية سنة 1932

انعكس انحدار الدولة خلال عهد عباس الأول على نظام التعليم فألغيت المدارس بعد تعطيل الكثير منها في آخر حكم محمد علي باشا ولم يبق منها إلا القليل، وفي عهد سعيد استمرت سياسة إغلاق المدارس وتضييق الخناق على التعليم حتى أصبح ديوان المدارس لا يشرف إلا على مدرستين فقط هما «المهندس خانة والطب»، وذلك حتى ألغي في عام 1854. جاء عصر إسماعيل ليعيد لمصر نهضتها التعليمية، فاهتم بالكتاتيب وأدخلها في نطاق النظام التعليمي وأنشأ مجلس المعارف للمشورة في أمور التعليم. في 15 أبريل 1868 تولى علي مبارك نظارة المعارف وعمل على إتاحة التعليم لكل من يرغب دون تمييز، كما وضع أول تخطيط علمي لمشروع التعليم القومي فيما سمي بلائحة رجب، وفي عام 1872 صدر أول قانون للأزهر الذي نظم حصول الطلاب على الشهادة العالمية (الدكتوراه). وفي عام 1880 شكلت الحكومة لجنة لتنظيم التعليم أطلق عليها «مجلس قومسيون المعارف». انعكست آثار الاحتلال الإنجليزي وظروف السياسية والاقتصادية والاجتماعية على نظام التعليم المصري. واتبعت سلطات الاحتلال سياسة تشجيع التعليم الأجنبي، بالإضافة إلى وجود أنواع أخرى من المدارس التي لم تكن ترقى إلى نفس المستوى، مما أدى إلى ظهور مدارس الجمعيات الخيرية الإسلامية والقبطية الأولية والابتدائية والفنية. لكن ومع ذلك حرص الإنجليز على توفير تعليم شعبي رخيص في الكتاتيب القديمة وتم ضمها إلى نظارة المعارف عام 1889، والمدارس الأولية، والمدارس الأولية (الراقية) وتم إنشائها عام 1916 للبنين والبنات، ومدارس البنات الإعدادية التحضيرية لمدارس المعلمات. وكانت المواد يتم تدريسها باللغة الإنجليزية أو الفرنسية إلى أن أصبح التدريس باللغة العربية عام 1915. وفي عام 1925 وضع مشروع لتعميم التعليم الأولي، فأنشئت المدارس الإلزامية، وحددت مدة الدراسة فيها بست سنوات، ثم أنقصت إلى 5 سنوات من سن السابعة إلى سن الثانية عشرة، كما أنشئت مدارس الحقول التي تجمع بين المواد النظرية والعملية، ومدة الدراسة بها 6 سنوات تبدأ من السابعة، وفي عام 1933 صدر القانون رقم 46 «قانون التعليم الإلزامي» والذي بمقتضاه تحولت جميع المدارس الأولية التابعة لوزارة المعارف إلى نظام المدارس الإلزامية، وتم تحديد سن الإلزام للبنين والبنات في سن السابعة حتى الثانية عشرة، وحددت مدة الدراسة بخمس سنوات دراسية فيما تقررت مجانية التعليم الابتدائي في عام 1944.
تغيرت مدة الدراسة بالمرحلة الثانوية أكثر من مرة، فكانت 5 سنوات منذ بداية الاحتلال الإنجليزي، وفي عام 1897 خفضت تلك المدة إلى 4 سنوات، وفي عام 1905 استمرت 4 سنوات ولكن قسمت على قسمين مدة كل قسم سنتين، ينتهي القسم الأول بامتحان يحصل الناجحون فيه على «شهادة الأهلية»، والقسم الثاني تتشعب فيه الدراسة إلى شعبتين (أدبية وعلوم). وفي سنة 1928 زادت مدة الدراسة إلى خمس سنوات تنقسم إلى مرحلتين: الأولى مدتها 3 سنوات يحصل الناجحون في نهايتها على «شهادة الكفاءة»، والثانية مدتها سنتان يتخصص فيها الطالب في إحدى الشعبتين «العلمية أو الأدبية» ويحصل الناجحون في نهايتها على «شهادة البكالوريا». في عام 1935 استمرت مدة الدراسة 5 سنوات ولكن تحول تقسيمها إلى مرحلتين: الأولى مدتها 4 سنوات تنتهي بامتحان الثقافة العامة «القسم العام»، والثانية مدتها سنة دراسية واحدة «سنة التوجيه»، يحصل الطلاب في نهايتها على شهادة الدراسة الثانوية العامة «القسم الخاص»، وتتشعب فيها الدراسة إلى ثلاث شعب هي: العلوم، الآداب، الرياضيات، وتخضع لإشراف جامعي على امتحاناتها. أصبحت مدة الدراسة بالمدارس الثانوية للبنات 6 سنوات اعتباراً من سنة 1937 وكانت مقسمة إلى مرحلتين: الأولى مدتها 5 سنوات للثقافة العامة، والثانية مدتها سنة واحدة «مرحلة التوجيه». في عام 1951 توحدت المناهج ومدة الدراسة بين مدارس البنين ومدارس البنات الثانوية لتكون 5 سنوات وأعيد تقسيمها لتكون على ثلاث مراحل، الأولى مدتها سنتان يحصل الناجحون في نهايتها على شهادة الدراسة المتوسطة، والثانية مدتها سنتان ويحصل الناجحون في نهايتها على شهادة الثقافة العامة، والثالثة مدتها سنة وتنقسم فيها الدراسة إلى «علمي وأدبي»، ويحصل الناجحون في نهايتها على شهادة التوجيهية.

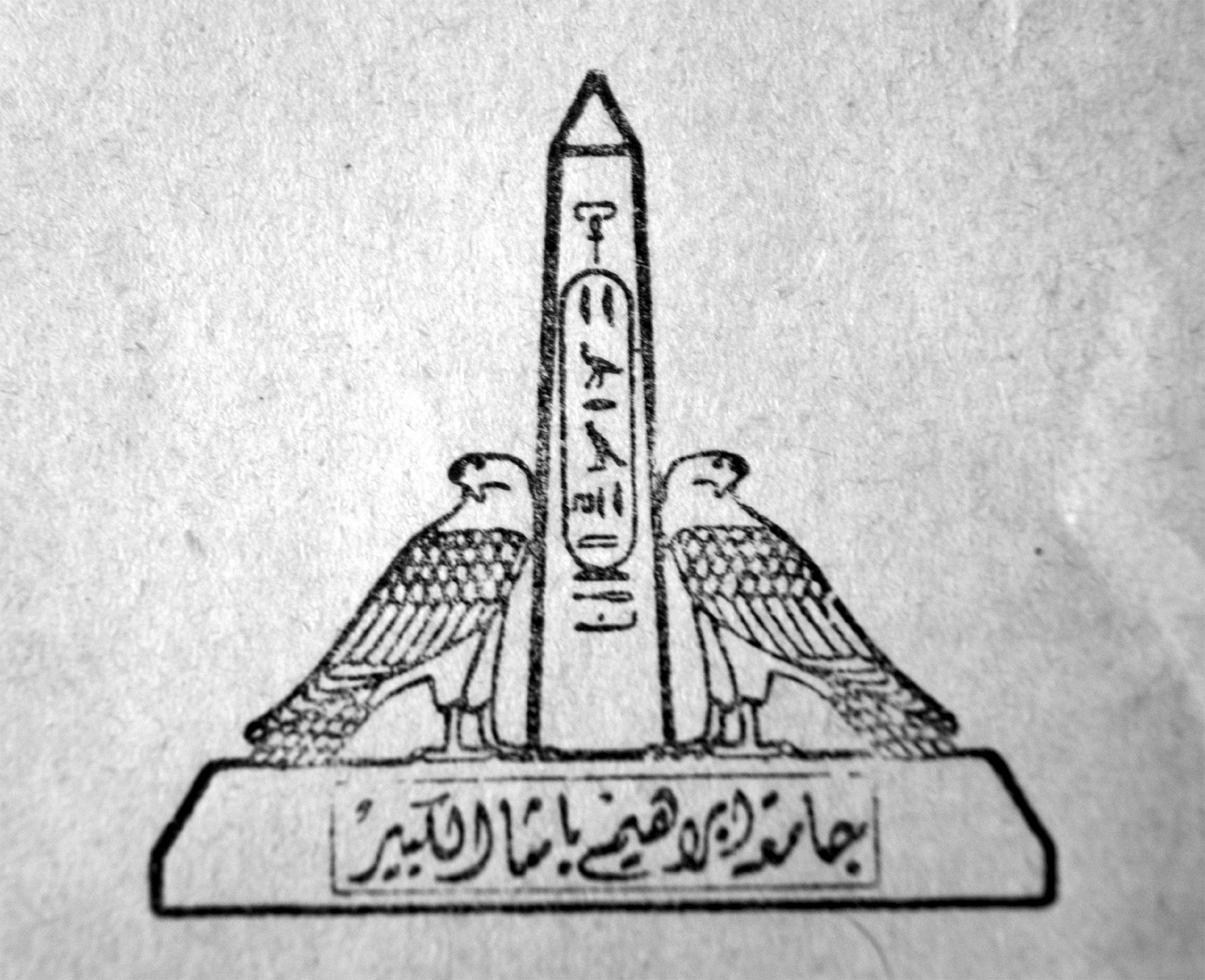
شعار جامعة إبراهيم باشا الكبير "جامعة عين شمس حالياً"

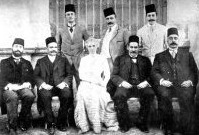
هيئة تدريس الجامعة المصرية عام 1911 "جامعة القاهرة حالياً"

وجدت فكرة إنشاء جامعة مصرية معارضة شديدة من جانب سلطات الاحتلال البريطاني، ولكن على الرغم من ذلك أخذت لجنة من الوطنيين بزمام المبادرة حتى تم افتتاح الجامعة المصرية كجامعة أهلية في 21 ديسمبر 1908 بحضور الخديوي عباس الثاني، ولم يكن للجامعة مقر دائم وقتذاك فكانت المحاضرات تلقى في قاعات متفرقة، حتى اتخذت لها مكاناً في سراي الخواجة نستور جناكليس، ثم انتقلت إلى سراي محمد صدقي بشارع الفلكي. وفي 11 مارس 1925 صدر مرسوم بقانون إنشاء الجامعة الحكومية باسم الجامعة المصرية، وفي عام 1928 بدأت الجامعة في إنشاء مقار دائمة لها في موقعها الحالي بالجيزة، وفي 23 مايو 1940 تغيير اسم الجامعة المصرية إلى جامعة فؤاد الأول، وعقب قيام ثورة يوليو وتحديداً في 28 سبتمبر 1953 صدر مرسوم بتعديل اسم الجامعة من جامعة فؤاد الأول إلى جامعة القاهرة. عندما ازداد الإقبال على التعليم الجامعي أصبحت جامعة فؤاد الأول لا تتسع لقبول جميع المتقدمين فقرر مجلس الجامعة في عام 1938 إنشاء فرعين للجامعة بالإسكندرية لكليتي الحقوق والآداب ثم أنشئ فرع لكلية الهندسة بالإسكندرية عام 1941. في 2 أغسطس 1942 أنشئت جامعة فاروق الأول بالإسكندرية وتكونت في بادئ الأمر من كليات الآداب والحقوق والطب والعلوم والهندسة والزراعة والتجارة. وبعد قيام ثورة يوليو تغير اسم الجامعة إلى جامعة الإسكندرية. في عام 1950 أنشئت جامعة إبراهيم باشا الكبير بالعباسية بالقاهرة لتلبية الحاجة إلى التوسع في التعليم الجامعي. بدأت الجامعة ببعض المنشآت المتفرقة بالعباسية وذلك حتى تم بناء الحرم الحالي للجامعة بالعباسية وانتقلت إليه أغلب الكليات في عام 1962. في 21 فبراير 1954 بعد قيام ثورة يوليو تغير اسم الجامعة إلى جامعة هليوبوليس، وبعد ذلك تغير في نفس السنة إلى اسمها الحالي جامعة عين شمس.

#### العصر الجمهوري
عملت ثورة يوليو 1952 على الاهتمام بتعميم التعليم ونشره وإقرار مجانيته وذلك بإصدار القانون رقم 210 لسنة 1953. وفي عام 1953 صدر القانون رقم 211 الذي ساوى بين جميع أنواع التعليم الثانوي حيث قسم الدراسة في المرحلة الثانوية إلى: عامة ونسوية وصناعية وزراعية وتجارية، وحدد مدة الدراسة بثلاث سنوات، وتكون الدراسة بالسنة الأولى عامة، تنقسم في السنة الثانية والثالثة إلى شعبتين هما «القسم الأدبي – القسم العلمي»، ويتم في نهاية السنة الثالثة عقد امتحان عام على مستوى الجمهورية يمنح فيه الناجحون «شهادة الدراسة الثانوية العامة». تعرضت المدرسة الثانوية للتجديد والتجريب، فأنشأت الوزارة مدارس تجريبية ونموذجية بالمرحلتين الإعدادية والثانوية، وذلك في عام 1956، وفي نفس العام أنشأت الوزارة مدرسة للمتفوقين بالقاهرة يلتحق بها الخمسة الأوائل في الشهادة الإعدادية (من البنين فقط)، كما أنشأت الوزارة مدارس ثانوية نسوية مشابهة للمدارس الفنية. بإصدار القانون رقم 213 لسنة 1956 رسخ استقرار السلم التعليمي على أساس (6 سنوات للمرحلة الابتدائية + 3 سنوات للمرحلة الإعدادية + 3 سنوات للمرحلة الثانوية)، ومن ثم أعيدت دراسة وضع المدرسة الابتدائية الراقية، وتم ضمها إلى التعليم الإعدادي باسم «المدرسة الإعدادية العملية» وكانت تجمع بين الإعداد الثقافي والإعداد المهني ووضعت تحت التجربة اعتباراً من عام 1957 وحتى ألغيت عام 1966. نصت عدة قوانين على نوع التعليم الإعدادي الفني بأنواعه المختلفة حتى تبين عدم جدواها فتمت تصفيتها تدريجياً اعتبار من عام 1963.

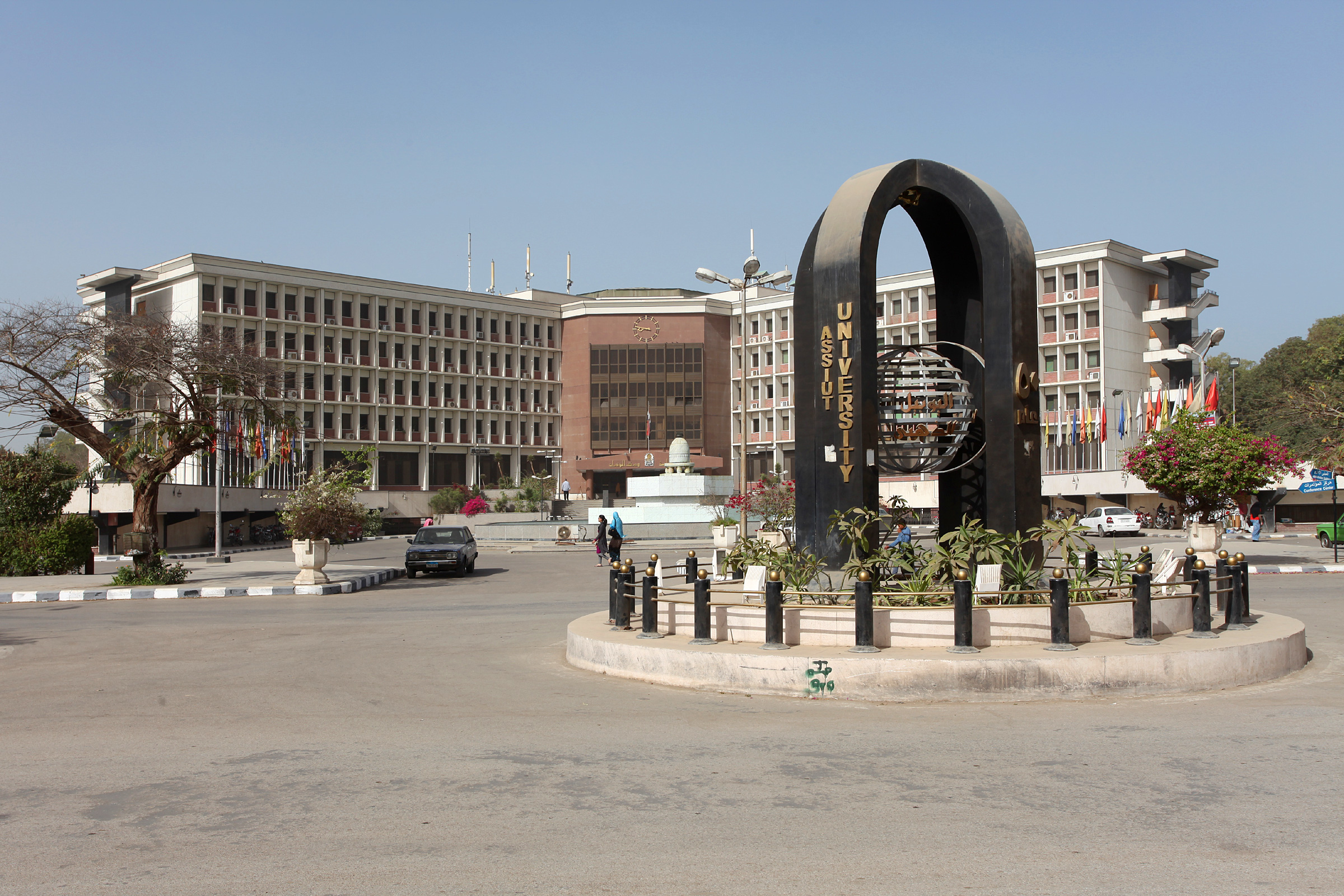
جامعة أسيوط

جاء القانون رقم 68 لسنة 1968، ليشمل جميع قوانين التعليم السابقة، وليؤكد على مجانية التعليم العام ويقر تنظيمه وكيفية الانتقال من مرحلة لأخرى مع استمرار العمل بنظام التشعيب (الآداب والعلوم) في المدارس الثانوية العامة من خلال ذلك القانون طوال عقد السبعينات. في ضوء تلك الاستراتيجية صدر قانون التعليم رقم 139 لعام 1981 المنظم لشؤون التعليم قبل الجامعي في مصر، وبموجبه تم إلغاء القوانين السابقة عليه، وهو القانون رقم 68 لعام 1968 في شأن التعليم العام، والقانون رقم 16 لعام 1969 في شأن التعليم الخاص، والقانون رقم 75 لعام 1970 في شأن التعليم الفني، وأصبح هناك قانون واحد ينظم مرحلة التعليم قبل الجامعي بجميع مراحله وأنواعه، وقد شملت أهم أحكامه مد فترة الإلزام إلى تسع سنوات دراسية لتشمل المرحلتين الابتدائية والإعدادية. ومنذ السبعينات زاد الطلب على التعليم الخاص في ظل ما شهده التعليم الحكومي من كثافة طلابية عالية، أدت في بعض الأحيان إلى تشغيل بعض المدارس بنظام الفترات.
أما بالنسبة للتعليم العالي فقد أقرت مجانيته في عهد جمال عبد الناصر، وأنشئت جامعة أسيوط (1957) لتكون بذلك أول جامعة تقام في صعيد مصر، كما تم تطوير الأزهر وتحويله إلى جامعة عصرية تدرس فيها العلوم الطبيعية المدنية بجانب العلوم الدينية وأنشأ مدينة البعوث الإسلامية لتضم آلاف الطلاب القادمين من الدول الإسلامية للتعلم في الأزهر. وتوالى بعد ذلك إنشاء الجامعات في عهد الرؤساء اللاحقين.

## مراحل التعليم

### رياض الأطفال
يقدم قطاع التعليم في مصر برنامجاً لمرحلة رياض الأطفال وتناظر المستوى الأول (اسكد-0) من التصنيف الدولي لنظم التعليم، ويلتحق بها التلميذ بعد سن 4 سنوات طبقاً للمادة 56 من قانون الطفل رقم 12 لسنة 1996 وتعديلاته. ولكنه ليس جزءاً من نظام التعليم الأساسي «الإلزامي»، ولا يعد شرطاً للقبول بالمرحلة الابتدائية بالمدارس العامة.:17 ويكون حساب السن للمقبول برياض الأطفال بجميع المدارس الخاصة والمدارس الرسمية على أساس السن في أول أكتوبر من العام الدراسي المتقدم فيه الطالب، ويسمح بالتقدم للمدارس الرسمية والخاصة لكل طفل من سن الرابعة ودون السادسة، ويجوز بالنسبة للمدارس الخاصة حال وجود أماكن النزول بالسن إلى ثلاث سنوات وستة أشهر، تنفيذاً للقرار الوزاري رقم 138 لسنة 2007. بدأت بعض المدارس الخاصة اعتماد منهج مونتيسوري للتعليم في مرحلة رياض الأطفال والتي تعتمد على التوازن بين القدرات العقلانية والعملية للطفل والتعليم باستخدام الصور والمجسمات.

### التعليم الإلزامي

منظومة التعليم في مصر

بحسب الدستور المصري فإن حق التعليم المجاني الإلزامي لكل الأطفال المصريين وطبقاً للمادة 19 من الدستور امتدت مرحلة التعليم الإلزامي من 9 سنوات إلى 12 سنة اعتباراً من سن 6 سنوات إلى 18 سنة لتضم حلقة التعليم الثانوي، فيما ينص قانون التعليم الحالي رقم 139 لسنة 1981 وتعديلاته بالمادة 15 على أن مرحلة التعليم الأساسي تتكون من حلقتي التعليم الابتدائي (6 سنوات) والإعدادي (3 سنوات) بإجمالي 9 سنوات، وتتشكل مراحل التعليم من:
- التعليم الابتدائي: قررت مدته خلال بعض الفترات ب 5 سنوات، وحالياً مدته 6 سنوات، ويناظر المستوى الأول (اسكد-1) من التصنيف الدولي لنظم التعليم، ويلتحق به التلميذ في سن 6 سنوات وهو السن الرسمي للالتحاق بالتعليم.
- التعليم الإعدادي: مدته 3 سنوات، ويناظر المستوى الثاني (اسكد-2) من التصنيف الدولي لنظم التعليم، ويلتحق به التلميذ في سن 12 سنة.
- التعليم الثانوي: يناظر المستوى الثالث (اسكد-3) من التصنيف الدولي لنظم التعليم، ويلتحق به التلميذ في سن 15 سنة، وله مسارين هما:
  - الثانوية العامة: بفصولها التي تقبل المجموع المحدد لنهاية المرحلة الإعدادية أو فصول الخدمات التي تقبل مجموع أقل، ويؤهل هذا المسار الطالب للالتحاق بالتعليم الجامعي أو ما بين الثانوي والجامعي (المعاهد فوق المتوسطة).
  - الثانوية الفنية «الدبلوم»: بأنواعها (الصناعي، التجاري، الفندقي، الزراعي) ومدتها إما 3 سنوات أو «3-5 سنوات للتعليم الصناعي» ويعد ذلك المسار الطالب للالتحاق بسوق العمل مباشرة مع إمكانية الالتحاق ببعض الكليات والمعاهد في حالة كان مجموع درجات الطالب 70% على الأقل في نهاية تلك المرحلة.
  - الشهادات الثانوية الأجنبية المعادلة «عامة أو فنية»: يمكن للطلاب الحاصلين على مؤهل المرحلة الثانوية من بعض الدول الأجنبية أو من المدارس الدولية في مصر من ذوي الشهادات المعادلة للثانوية العامة أو الفنية المصرية الالتحاق بالدراسة الجامعية في البلد الذي تتبعه المدرسة أو الجامعات المصرية.[5]:13:17[53]:مادة15[54][55][56][57][58]

### التعليم العالي
يشمل التعليم العالي في مصر المؤسسات الحكومية والخاصة والعسكرية والدينية التي تمنح درجات المؤهل فوق المتوسط ودرجتي المؤهل العالي (البكالوريوس، الليسانس) ودرجات الدراسات العليا (الدبلوم، الماجستير، الدكتوراه) سواء المهنية بنظام الساعات المعتمدة فقط والتي لا تؤهل للالتحاق بالدراسات العليا البحثية أو الأكاديمية التي يقدم الطالب في نهايتها رسالة بحثية يناقش فيها بالنسبة للماجستير والدكتوراه.

## التعليم التقليدي

### أنواع المدارس

شعار مدارس النيل المصرية

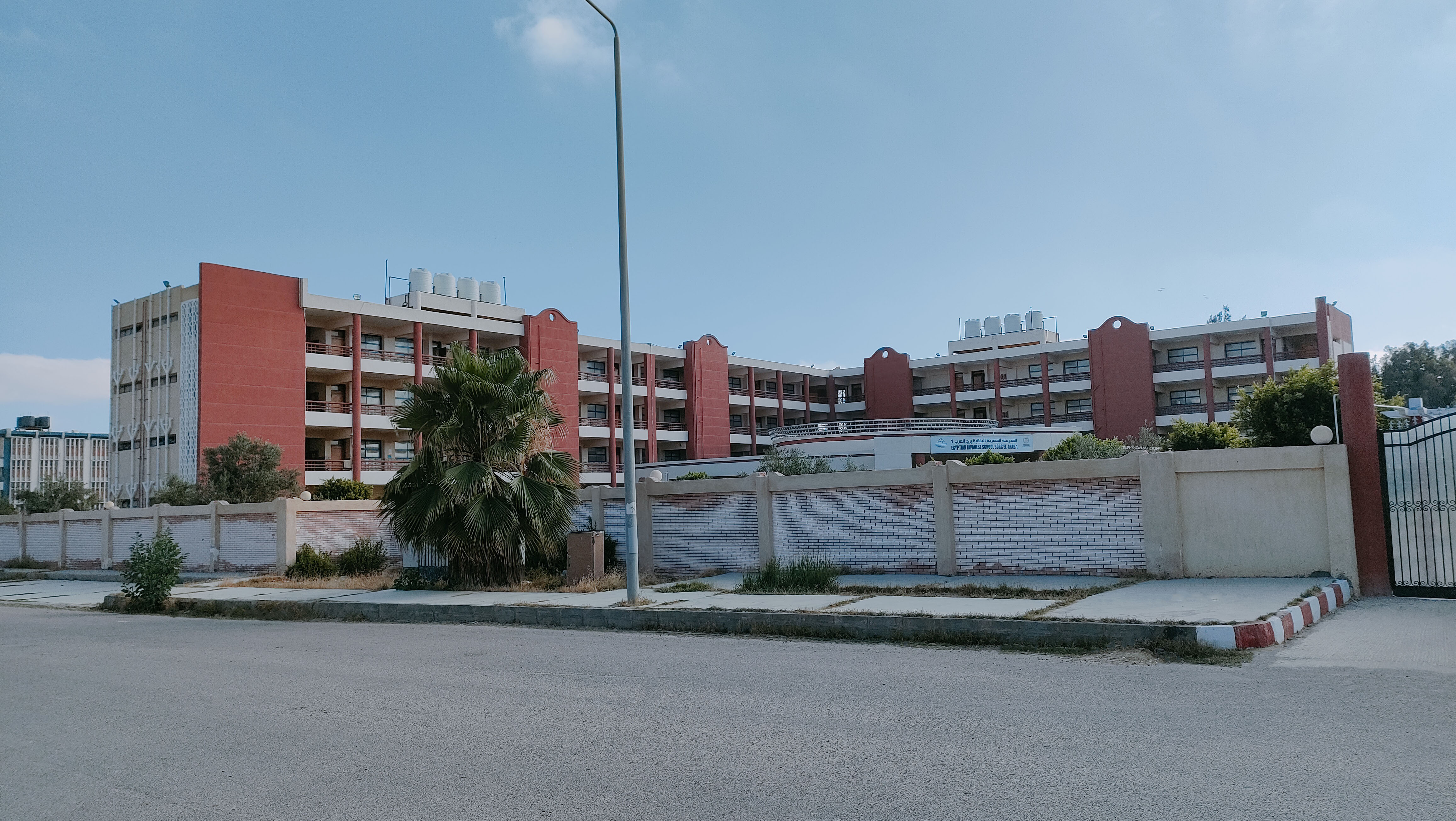
المدرسة المصرية اليابانية ببرج العرب الجديدة

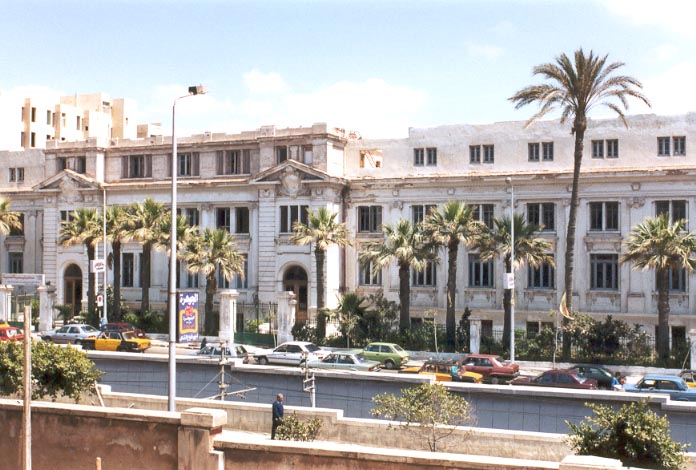
مدرسة الليسيه الفرنسية القومية بالإسكندرية

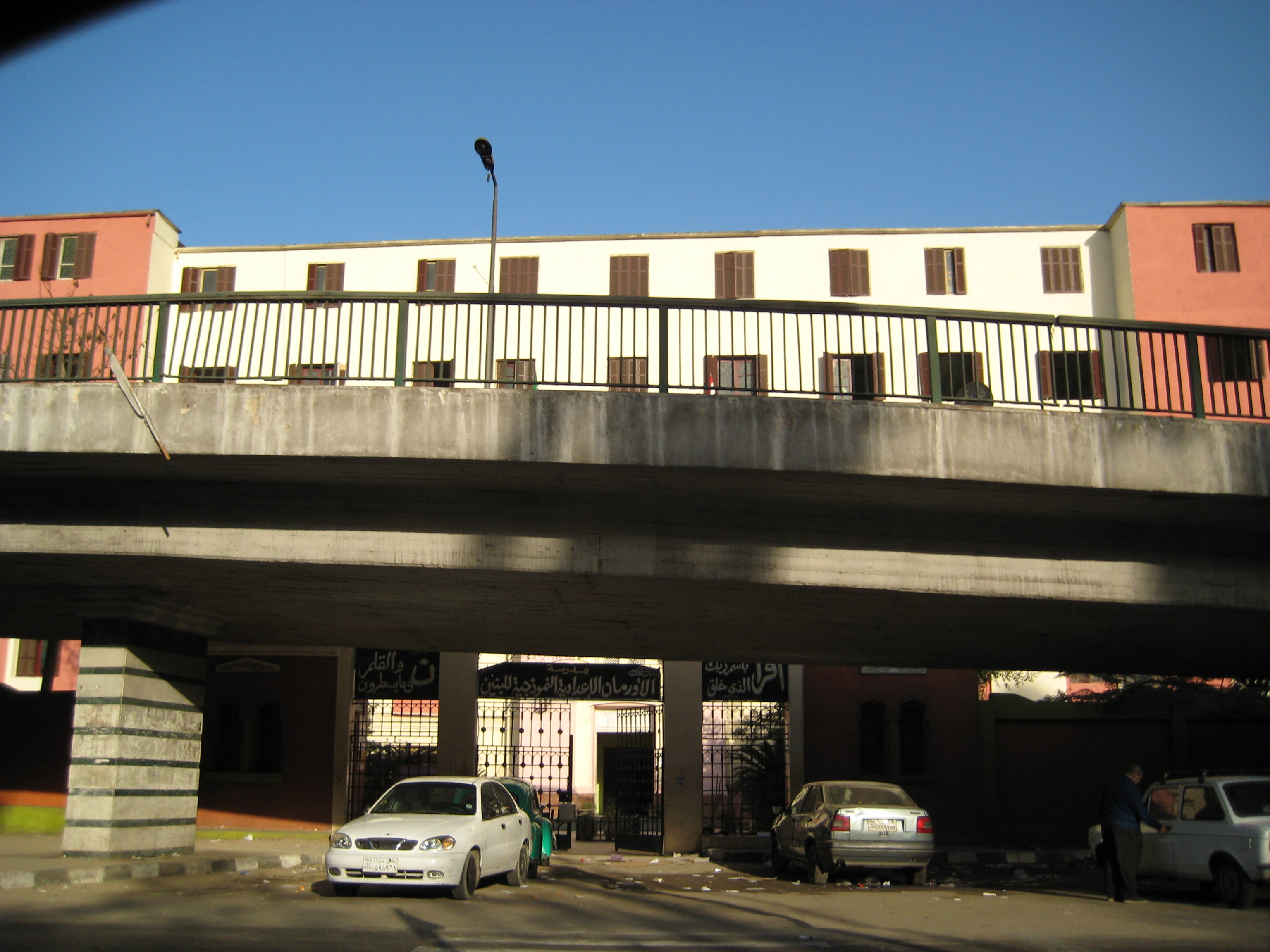
مدرسة إعدادية نموذجية

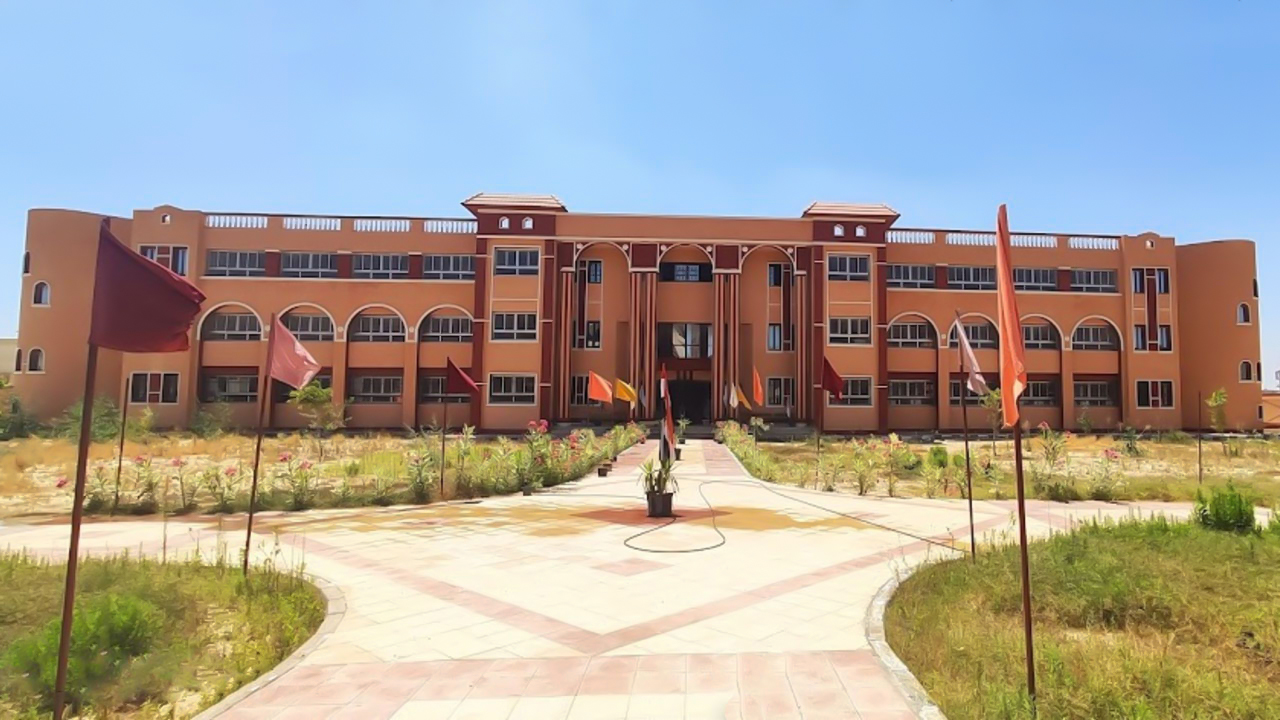
مدرسة رسمية لغات ببرج العرب الجديدة

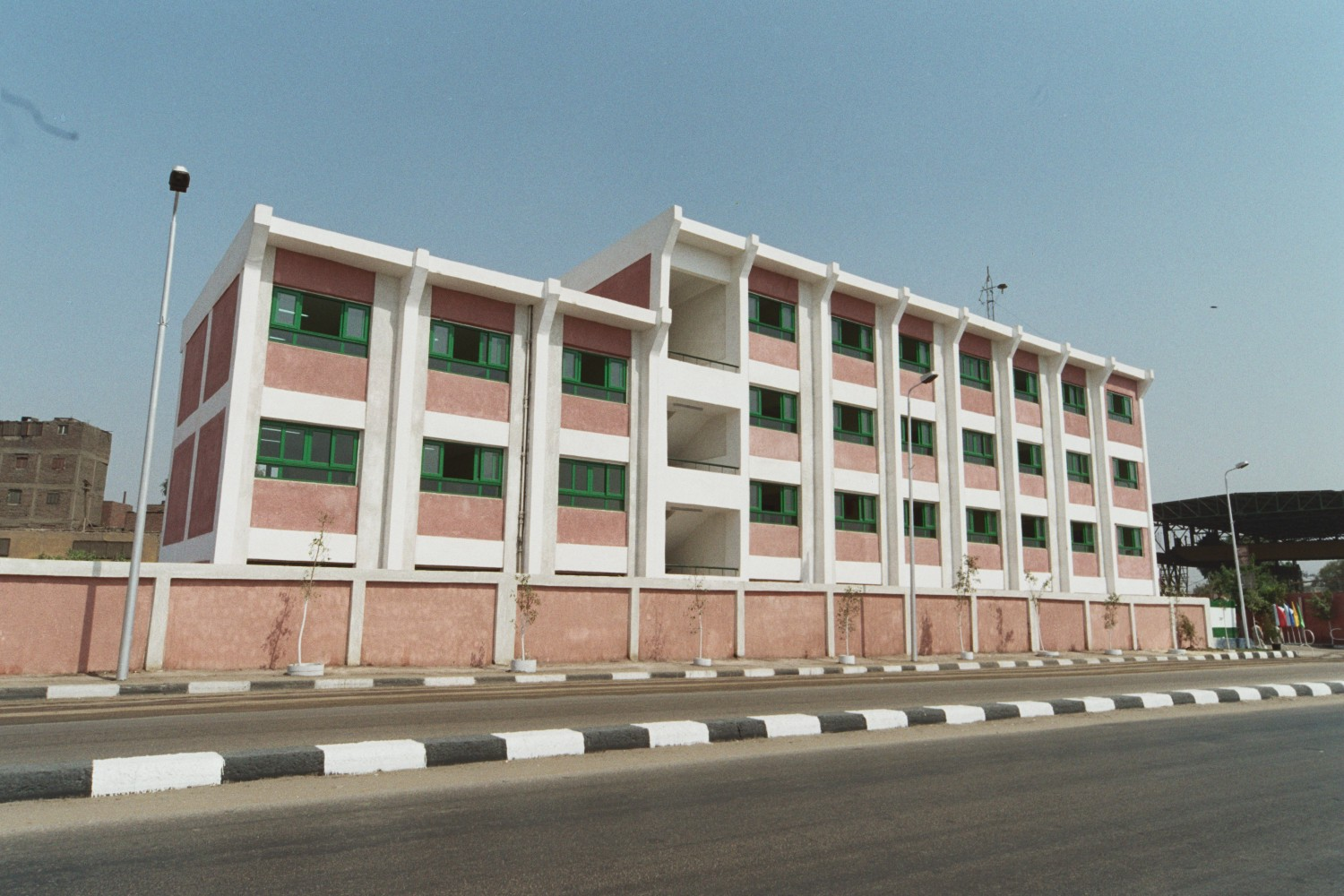
مدرسة ابتدائية

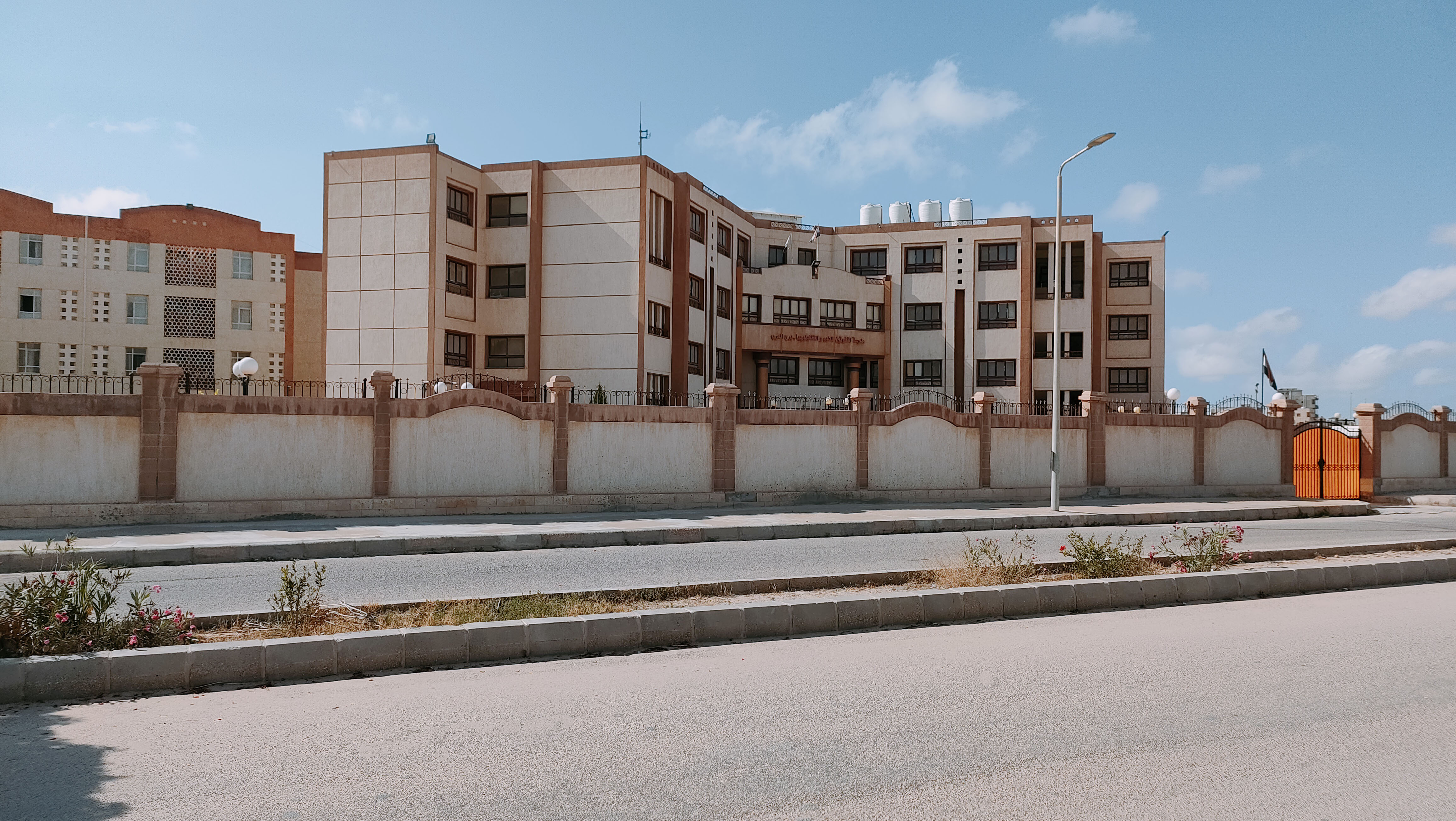
مدرسة المتفوقين للعلوم والتكنولوجيا بمحافظة الإسكندرية

#### المدارس الحكومية
- مدارس النيل المصرية الدولية (م.ن.م) (بالإنجليزية: Nile Egyptian Schools)‏: هي مدارس حكومية تقدم خدمة تعليمية مشابهة للمدارس الدولية الأجنبية. تأسست عام 2010 ككيان مستقل لصندوق تطوير التعليم التابع لرئاسة مجلس الوزراء.[60] وتقوم تلك المدارس بتدريس مناهج مصرية بمعايير دولية لمراحل التعليم المختلفة، وتتميز بشراكة دولية مع هيئة الامتحانات الدولية بجامعة كيمبردج التي تقدم الدعم الفني للمدارس. ويحصل الطالب على شهادة النيل الثانوية الدولية (بالإنجليزية: CNISE - Certificate of Nile International Secondary Education)‏ التي تمكنه من الالتحاق بالجامعات المصرية والدولية، وتعادل شهادتها شهادة «أي جي» الدولية المعتمدة في التعليم البريطاني. تقدم تلك المدارس خدماتها مقابل مصاريف تعتبر الأعلى بين المدارس الحكومية.[61][62][63][64][65]
- المدارس المصرية الدولية (بالإنجليزية: EIS - The Egyptian International School)‏: هي مدارس حكومية دولية تمنح شهادة البكالوريا الدولية (بالإنجليزية: IB - International Baccalaureate)‏، وتتبع قطاع التعليم العام. أنشئت المدارس بهدف مواكبة تطورات التعليم العالمية بالاشتراك مع مؤسسة البكالوريا العالمية ومؤسسة جرين لاند التعليمية.[66][67][68][69] وتعتمد أيضاً بعض المدارس الخاصة هذا النظام في التدريس. يدرس طلاب تلك المدارس باللغة العربية في السنوات الابتدائية وباللغة الإنجليزية في برنامجي المرحلة المتوسط الإعدادية والبكالوريا الصفين الثاني والثالث الثانوي.[70]
- المدارس المصرية اليابانية (بالإنجليزية: Egyptian Japanese Schools)‏: التوكاتسو هو نظام التعليم الياباني الذي أعلنت مصر اتجاهها لتطبيقه من خلال اتفاقية الشراكة في التعليم (بالإنجليزية: EJEP - Egypt-Japan Education Partnership)‏ الموقعة بين البلدين في مارس 2016. بدأ التخطيط لتطبيق النظام خلال العام الدراسي 2016/2017 في 12 مدرسة موزعة على محافظات القاهرة الكبرى، وفي أبريل 2017 أعلن عن التخطيط لبدء تطبيق النظام في 45 مدرسة أخرى موزعة على محافظات الجمهورية.[71][72][73][74]
- مدارس القوات المسلحة: هي مدارس مدنية تابعة للقوات المسلحة المصرية أو تشرف عليها ويؤدي طلابها الامتحانات العامة تحت إشراف الإدارات التعليمية بوزارة التربية والتعليم، وتتمثل في مدارس التحرير للقوات المسلحة التي يلتحق بها الأفراد من داخل القوات المسلحة فقط وفقاً لرغبتهم من فئة (مجند، صانع عسكري، صف ضابط متطوع) بالمرحلتين الإعدادية والثانوية، تحت إشراف هيئة تدريب القوات المسلحة.[75] ومدارس بدر الدولية (بالإنجليزية: BIS - Badr International Schools)‏ التي تقدم خدماتها للمدنيين سواء مصريين أو أجانب مقابل مصروفات سنوية للتعليم طبقاً للنظام الدولي الأمريكي أو البريطاني.[76][77]
- مدارس الجمعيات التعاونية التعليمية: هي مدارس تعمل تحت مظلة القانون رقم 1 لسنة 1990 والخاص بالجمعيات التعاونية التي تنشأ بهدف تأسيس مدارس خاصة، ويتكون رأس مال الجمعية من أسهم اسمية غير محدودة العدد وغير قابلة للتجزئة، تؤدى دفعة واحدة عند الاكتتاب، ويجوز للجمعيات التعاونية التعليمية إذا بلغ عددها عشر جمعيات على الأقل أن تكون جمعية تعاونية تعليمية عامة على مستوى الجمهورية.[78] ومن أمثلة تلك المدارس:
  - المدارس القومية: المدارس أو المعاهد القومية أغلبها كانت مدارس الجاليات الأجنبية القديمة التي لا يوجد بها كنائس، وأممت عقب العدوان الثلاثي وأنشئ لإدارتها الشركة العامة للمعاهد القومية، ثم قامت وزارة التعليم ببيع تلك المدارس إلى الجمعيات التعاونية وعقب إصدار القانون رقم 1 لسنة 1990 بشأن الجمعيات التعاونية التعليمية، والقرار الوزاري رقم 306 لسنة 1993 بشأن التعليم الخاص، أصبحت تلك المدارس تدار من خلال الجمعيات التعاونية التعليمية ومجلس إدارة منتخب، تحت إشراف وزارة التربية والتعليم والجمعية العامة للمعاهد القومية. تعتبر تلك المدارس من نماذج التعليم مدفوع الأجر متوسط التكلفة، وهي غير هادفة للربح، وتجمع بين مميزات الرقابة الموجودة في المدارس الحكومية، وجودة التعليم بالمدارس الخاصة.[79] وتنقسم إلى: (مدارس عربية تقدم المناهج الحكومية العربية، مدارس لغات بأنواعها التقليدية التي تقدم المناهج الحكومية المترجمة للغة أجنبية أو الدولية التي تقدم مناهج أجنبية).[80][81]
  - مدارس مصر للغات: هي من مدارس الجمعيات التعاونية التعليمية الغير هادفة للربح، أسس المدرسة كل من عثمان أحمد عثمان وإسماعيل عثمان وماجدة موسى سنة 1985. تقدم المدرسة أقسام اللغات (التقليدية، والدولية «أمريكي، بريطاني، فرنسي»، بالإضافة إلى قسم لذوي الاحتياجات الخاصة).[82]
- المدارس الرسمية: هي مدارس حكومية أنشئت طبقاً للقرار الوزاري رقم 94 لسنة 1985 تحت اسم «المدارس التجريبية الرسمية للغات»،[83] وتغير اسمها حالياً إلى المدارس الرسمية طبقاً للقرار الوزاري رقم 285 لسنة 2014. تدرس بتلك المدارس جميع المواد بالإنجليزية، ماعدا مواد محدودة تدرس باللغة العربية وتكون اللغة الفرنسية أو لغات أخرى كالألمانية أو الصينية هي اللغة الثانية بها طبقاً لاختيار الطالب.[84][85] تبدأ الدراسة بتلك المدارس من مرحلة رياض الأطفال وسن الالتحاق بها هو سن أربع سنوات. وتنقسم إلى:
  - رسمية للغات (التجريبية سابقاً): وهي مدارس أقل كثافة طلابياً من نظيرتها العامة حيث لا يزيد عدد الطلاب بها عن 36 طالب، ومصاريفها أعلى نسبياً من نظيرتها العامة.[80]
  - رسمية متميزة للغات (المستقبل سابقاً): وهي مدارس أقل كثافة طلابياً من نظيرتها الرسمية للغات حيث لا يزيد عدد الطلاب بها عن 29 طالب، ومصاريفها تقريباً ضعف مصاريف نظيرتها الرسمية للغات.[49][80][86][87]
  - رسمية دولية (بالإنجليزية: IPS - International Public School)‏: هي مدارس رسمية تعمل بالنظام البريطاني وتمنح شهادة IG - آي جي - الشهادة الدولية العامة للتعليم الثانوي أو شهادة الثقافة العامة البريطانية (بالإنجليزية: IGCSE - International General Certificate of Secondary Education)‏.[88]
- المدارس النموذجية: هي مدارس أنشئت طبقاً للقرار الوزاري رقم 64 لسنة 1985 بهدف تطبيق التجارب التعليمية الجديدة تمهيداً لتعميمها عندما يثبت نجاحها.[89]
- المدارس العامة: هي المدارس الأكثر انتشاراً وتدرس فيها جميع المواد باللغة العربية، بجانب تدريس اللغة الإنجليزية كلغة أجنبية أولى، ثم تضاف لغة أجنبية ثانية في المرحلة الثانوية طبقاً لاختيار الطالب، وسن الالتحاق بها يكون عند سن السادسة مقابل مصاريف رمزية.[90]
- المدارس المجتمعية: هي مدارس حكومية تابعة لنظام التعليم العام أنشئت في التسعينات للأطفال الذين لم يلتحقوا بالتعليم الأساسي (8 سنوات كحد أقصى لبداية المرحلة الابتدائية) أو الذين تسربوا منه. تأسست تلك المدارس بمساعدة منظمة «يونيسف» وزارة التربية والتعليم والمجتمع المحلي ويتم افتتاحها في الغالب في المناطق محدودة السكان المحرومة من المدارس وتتميز بنظام تعليم مرن يسمح بتدريس أكثر من مستوى في نفس الفصل.[5]:17[91]
- مدارس الفصل الواحد: هي مدارس حكومية تابعة لنظام التعليم العام أنشئت في 2004 بالإشراك مع منظمة اليونسكو وبالتعاون المشترك مع برنامج الغذاء العالمي ومنظمات المجتمع المدني بهدف علاج مشكلة تسرب الأطفال من التعليم في المناطق الأكثر فقراً بسبب عمالة الأطفال أو بسبب الظروف الصعبة. وفي عام 2007 انضمت تلك المدارس إلى منظومة التعليم العام.[92][93]
- مدارس التربية الخاصة: هي مدارس خاصة بالأطفال الذين يعانون من حالات عقلية أو صحية خاصة. ويسري بشأن تلك المدارس مواد القرار الوزاري رقم 37 لسنة 1990 المعدل بالقرار الوزاري رقم 561 لسنة 2014 بشأن مدارس وفصول التربية الخاصة. ويأتي على رأس تلك المدارس: مدارس النور للمكفوفين وضعاف البصر، مدارس الأمل للصم وضعاف السمع، مدارس المشافي لمرضى شلل الأطفال، مدارس التربية الفكرية للأطفال ذوي الإعاقات العقلية.[94][95]
- مدارس المتفوقين والموهوبين: هي نوعين من المدارس تنقسم إلى:
  - مدارس المتفوقين في العلوم والتكنولوجيا (بالإنجليزية: STEM - Science and  Technology)‏: يلتحق بها التلاميذ المتفوقون أكاديمياً في بداية المرحلة الثانوية بعد النجاح في الاختبارات المقررة والحصول على مجموع أعلى من 90% في نهاية المرحلة الإعدادية يحدد سنوياً، وتوفر إقامة كاملة للطلاب. تعمل تلك المدارس بنظام STEM وهو نظام معمول به في عدة دول، حيث تراعي مناهجها تغطية الموضوعات التي تدرس في مدارس الثانوية العامة مع مراعاة طرق التدريس الحديثة بنظام مجموعات العمل مع مراعاة كثافة الفصول المنخفضة «24 تلميذ»، ويحصل خريجيها على شهادة العلوم والتكنولوجيا للمتفوقين. تتولى هيئة المعونة الأمريكية أو الوكالة الأمريكية للتنمية الدولية (بالإنجليزية: US AID)‏ الإشراف على المدارس من الناحية الأكاديمية والتجهيزية.[96][97][98][99]
  - مدارس الموهوبين رياضياً: يلتحق بها الطلبة المتميزون رياضياً اعتباراً من بداية المرحلة الإعدادية عقب اجتيازهم لاختبارات القبول، وتقدم المصاريف المالية الخاصة بالطالب والمدرسة كمنحة من المجلس القومي للرياضة، فيما تتحمل وزارة التربية والتعليم مصاريف الكوادر الإدارية والتعليمية. ومن الألعاب التي تنفذ بتلك المدارس: (كرة القدم، الملاكمة، المصارعة، التايكوندو، ألعاب القوى، الجودو، رفع الأثقال).[100][101]

#### المدارس الخاصة
هي مدارس تعمل طبقاً للقرار الوزاري رقم 420 لسنة 2014 بشأن التعليم الخاص، وتنقسم إلى:
- مدارس عربي ومدارس اللغات: تقدم مناهج مشابهة للمناهج القومية العربية أو مناهج اللغات المقررة في المدارس الرسمية ويجوز لها إضافة بعض المناهج الخاصة مع خدمة تعليمية أفضل سواء بالنسبة للتدريس أو الكثافة الطلابية مقابل مصاريف سنوية.[102]:مادة43[103] ويسري بشأن مصروفات تلك المدارس القرار الوزاري رقم 299 لسنة 2016.[104]
- المدارس الخاصة المجانية المعانة: تنطبق عليها القرارات الصادرة بشأن المدارس الرسمية ولا تقبل مقابل من التلاميذ سوى مقابل الخدمات الإضافية المقررة على المدارس الرسمية، وتتولى وزارة التربية والتعليم الإشراف على شؤونها الفنية والمالية والإدارية وتعيين المدرسين وتحمل تكاليف الأجور والترميم والصيانة والأثاث والتجهيزات والكتب والمصاريف الخدمية في ما عدا إيجار مبنى المدرسة الذي يتحمله أصحاب المدرسة في مقابل الإعانة التي تصرف له من الوزارة مقابل هذا الإيجار وكتعويض مقابل تطبيق نظام المجانية.[102]:مادة65-68

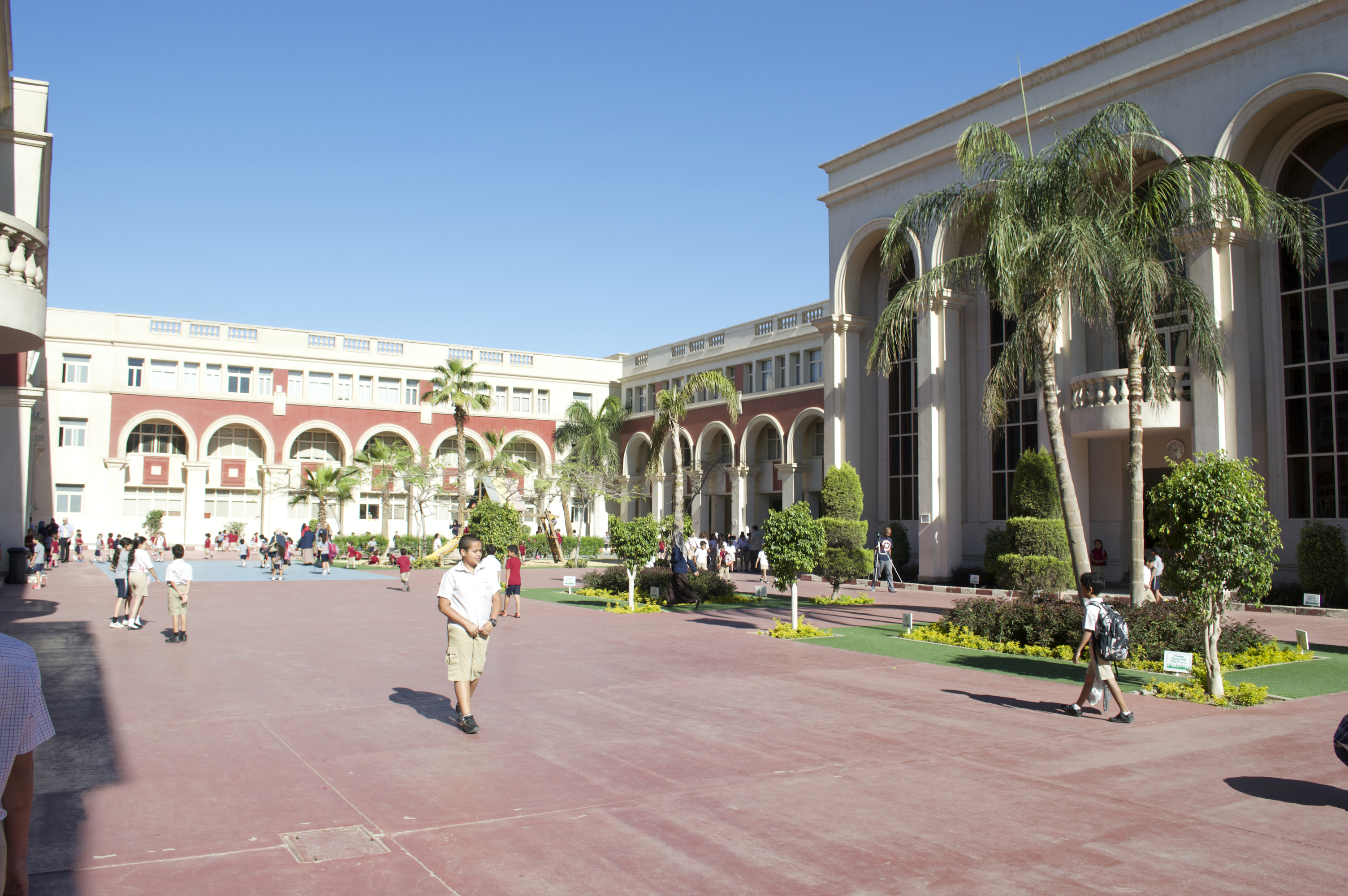
إحدى المدارس البريطانية الدولية

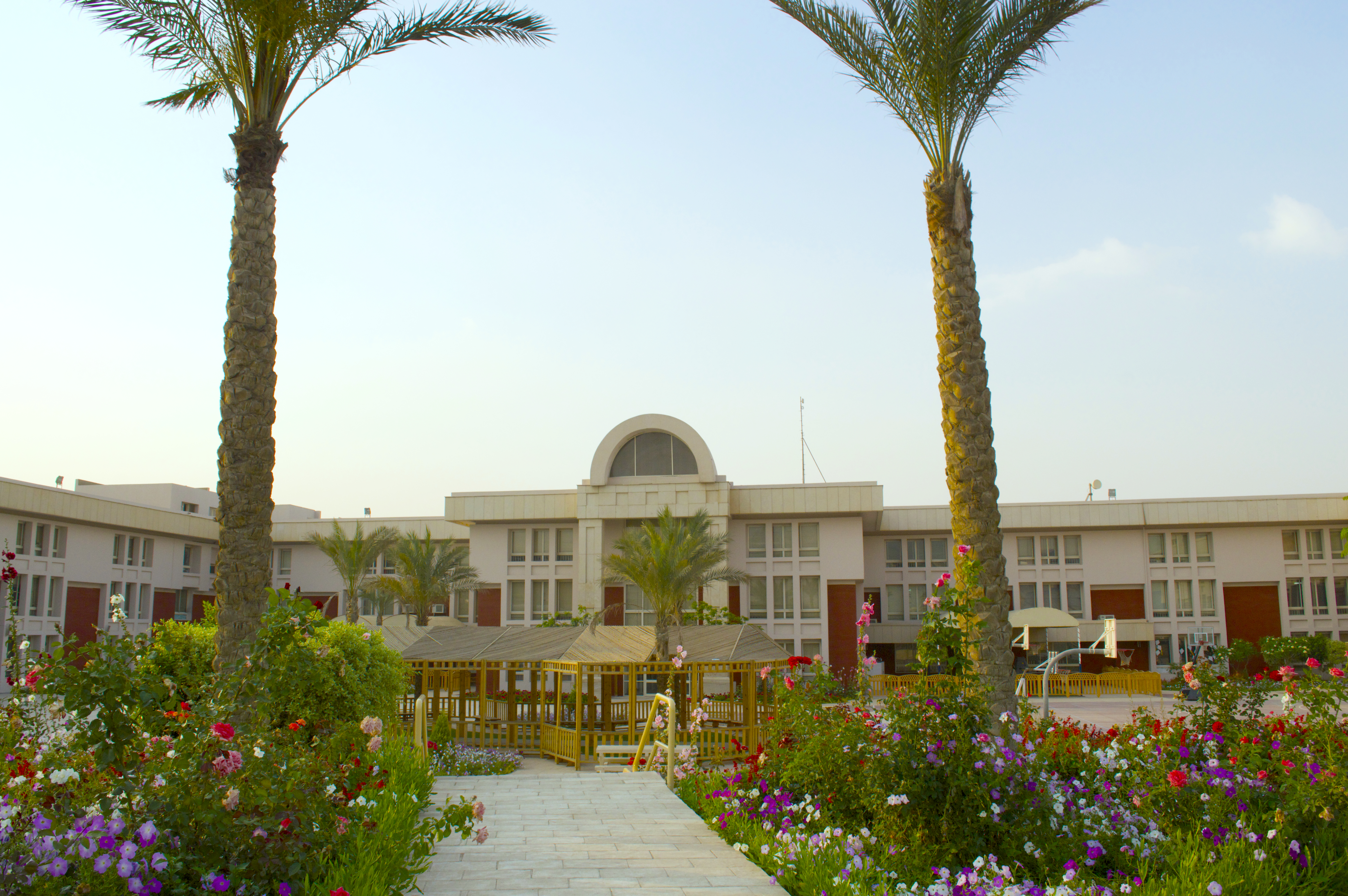
إحدى المدارس الأمريكية الدولية

- المدارس الدولية: هي مدارس شهاداتها معادلة لشهادة الثانوية العامة المصرية والشهادة الثانوية المناظرة في البلد الأجنبي الذي تتبعه وتسمح بالالتحاق بالجامعات في كلا البلدين. ومن أمثلة تلك المدارس:[58][81]
  - المدارس البريطانية: تعتمد على نظام أي جي - الشهادة الدولية العامة للتعليم الثانوي أو شهادة الثقافة العامة البريطانية (بالإنجليزية: IGCSE - International General Certificate of Secondary Education)‏ الذي دخل مصر عام 1994 من قبل المركز الثقافي البريطاني.[105][106]
  - المدارس الأمريكية: مدارس الدبلومة الأمريكية (بالإنجليزية: High School American Diploma)‏ هي المعتمدة من قبل سيتا - هيئة الاعتماد الدولي وعبر الأقاليم (بالإنجليزية: CITA - Commission on International and Trans-Regional Accreditation)‏.[105] ويخضع طلاب هذه المدارس لامتحان السات - اختبار الكفاءة المدرسية أو اختبار التقييم المدرسي - (بالإنجليزية: SAT - Scholastic Aptitude Test or Scholastic Assessment Test)‏.[81] ويقيم الطالب طبقاً لنظام درجات حساب المتوسط التراكمي (بالإنجليزية: GPA - Grade Point Average)‏ الذي يستخدم الرموز (A, B, C, D, F) للتقييم طبقاً للنقاط المرصودة لكل رمز. وتُعتمد امتحانات طلاب تلك المدارس عبر مجلس الكليات الأمريكي (بالإنجليزية: College Board)‏.[107][108]:13
  - المدارس الفرنسية: تمنح الشهادة الثانوية العامة الفرنسية (البكالوريا الفرنسية) (بالإنجليزية: French Baccalaureate)‏ هي المدارس المعتمدة من وكالة التعليم الفرنسي في الخارج (بالإنجليزية: AEFE - Agence pour l'enseignement français à l'étranger)‏.[58][105][109][110]
  - المدارس الكندية: تمنح دبلوم المدارس الثانوية بمقاطعة أونتاريو (بالإنجليزية: Ontario Secondary School Diploma)‏ أو شهادة التخرج بمقاطعة كولومبيا البريطانية (بالإنجليزية: British Columbia Certificate of Graduation)‏ أو دبلوم المدارس الثانوية بمقاطعة نوفا سكوتيا (بالإنجليزية: Nova Scotia High School Diploma)‏ أو دبلوم المدارس الثانوية بمقاطعة مانيتوبا (بالإنجليزية: Manitoba High School Diploma)‏.[70]
  - المدارس الألمانية: تمنح الشهادة الثانوية الألمانية (البكالوريا) «شهادة الأبيتور الألمانية» (بالألمانية:  Abitur oder Zeugnis der Allgemeine Hochschulreife) أو (بالإنجليزية: The German Secondary School Certificate)‏.[58][111]
  - المدارس الإيطالية: تمنح شهادة الثانوية التي تمنحها المدارس الإيطالية.[112][113]
- مدارس السفارات والقنصليات: هي مدارس تنشئها هيئات أجنبية ويقتصر التعليم فيها على غير المصريين من أبناء العاملين بالسلك الدبلوماسي والقنصلي الأجنبي وغيرهم من الأجانب، ولا يسري عليها أحكام القرارات الوزارية بشأن المدارس الخاصة،[102]:مادة1 ومنها المدرسة الروسية،[70] المدرسة اليابانية،[114] المدرسة الكورية.[115]

### اللغات الأجنبية
اللغة الأجنبية الأولى في أغلب المدارس هي الإنجليزية، بينما يخير الطالب في اختيار اللغة الأجنبية الثانية خلال المرحلة الثانوية ما بين الفرنسية والألمانية والإيطالية والإسبانية والصينية.

### أنظمة ومصطلحات مدرسية
- مدارس الفترة الواحدة الصباحية: هي المدارس التي تعمل بنظام فترة واحدة تبدأ من الساعة السابعة والنصف صباحاً إلى الظهر.[117]
- مدارس الفترتين الصباحية والمسائية: هي مدارس تعمل بنظام فترتين، تبدأ الفترة الأولى «الصباحية» من الساعة السابعة والنصف صباحاً إلى الظهر وتبدأ الفترة الثانية «المسائية» من الظهر حتى الساعة الخامسة مساءً تقريباً.[117]
- مدارس اليوم الكامل: هي مدارس يكون يومها الدراسي أطول بساعة أو اثنين من مدارس الفترة الواحدة.[117][118]
- المدارس الداخلية: هي مدارس تعمل بنظام المبيت حيث توفر للطلبة وسائل إقامة وإعاشة كاملة.
- المدارس الثانوية العسكرية: هي مدارس تدرس بها نفس المناهج الثانوية العامة ولكن يدرس طلابها مادة إضافية هي التربية العسكرية بإشراف من القوات المسلحة المصرية.[119]
- المدارس المتكاملة: هي مدارس تقدم الأنشطة بالتوازي مع العمل الأكاديمي بحيث لا يطغى جانب على الآخر، مع الاهتمام بالجوانب الأخلاقية والتربوية والدينية، والمساعدة في بناء شخصية الطفل.
- المدارس الذكية: هي مدارس تستخدم تكنولوجيا المعلومات كوسيلة للتعلم واكتساب المهارات باستخدام الحاسب الآلي والمعمل والمكتبة.[120]
- المدارس المنتجة: هي مدارس تعمل على تدريب الطلاب وإكسابهم مهارات مختلفة تمكنهم من القيام ببعض المشروعات الصغيرة، ويتم توزيع دخل تلك المنتجات على الطلاب والمدرسين والمديريات.[121]
- فصول الخدمات الإدارية: هي فصول ثانوية عامة ولكنها فترة مسائية فقط وبمصروفات منخفضة، والتي تقبل طلاب المرحلة الإعدادية الحاصلين على مجموع أقل من المحدد للالتحاق بفصول الثانوية العامة الطبيعية.[122]
- المواد التطبيقية: هي التي يمتحنها طلاب المدارس العامة عملياً فقط ولا يعقد لها امتحان نظري على أن يختار الطالب واحدة من مواد (التربية الفنية والموسيقية، الاقتصاد المنزلي، المجال الزراعي والصناعي والتجاري، الحاسب الآلي) للامتحان فيها ولا تعتبر أي منها مادة نجاح أو رسوب.[123] واعتباراً من بداية المرحلة الإعدادية تعتبر مادتي الحاسب الآلي والتربية الفنية مواد نجاح ورسوب ولا تضاف للمجموع.[124]
- المستوى الرفيع للثانوية العامة: بالنسبة لطلبة الثانوية العامة «بالنظام القديم» هي مادة واحدة يجوز للطالب أن يؤدي الامتحان فيها وهي بالنسبة للمجموعة العلمية «علوم» مادة الأحياء، بالنسبة للمجموعة العلمية «رياضة» مادة الرياضيات، بالنسبة للمجموعة الأدبية مادة الفلسفة والمنطق، وبالنسبة لجميع طلاب المجموعات مادتي اللغة العربية واللغة الأجنبية الأولى. ولا تعتبر مادة المستوى الرفيع ضمن مواد الرسوب لطلاب الثانوية العامة ولا تحتسب للطالب إلا الدرجات التي تزيد عن النهاية الصغرى للنجاح وتضاف درجة المستوى الرفيع إلى المجموع الكلى لدرجات الطالب عن طريق مكتب التنسيق وفقاً للقواعد التي يضعها المجلس الأعلى للجامعات، وتم إلغاء هذا النظام. ولا تعتبر مادتي التربية الدينية والتربية الوطنية من مواد المستوى الرفيع، ولكن تعتبر مواد نجاح ورسوب للطالب ولكنها لا تضاف إلى المجموع الكلي لدرجاته. وهناك بعض الكليات تجري اختبارات قدرات للطلاب الراغبين في الالتحاق بها مثل كلية الفنون الجميلة وغيرها.[123][125][126]
- المستوى الرفيع للغة الإنجليزية: هو منهج أجنبي «غير حكومي» من مناهج اللغة الإنجليزية المختلفة، كانت تختار المدارس الخاصة «لغات» والقومية «لغات» والرسمية/التجريبية «لغات» إحداها لتدريسها بجانب منهج الوزارة للغة الإنجليزية بهدف رفع مستوى الطالب في اللغة الإنجليزية وذلك منذ بداية التحاقه بالمدرسة، وتم إلغاء هذا النظام مع بداية تنفيذ نظام التعليم الجديد اعتباراً من العام الدراسي الذي بدأ في 2018، واستبدلت تلك المناهج بكتاب حكومي اختياري بديل للمستوى الرفيع.[127][128]
- نظام الثلاثة أيام لرياض الأطفال بالمدارس الرسمية: هو نظام يعتمد على تقسيم الطلاب في الأسبوع الدراسي إلى مجموعتين، كل مجموعة ثلاثة أيام صباحي، ويومين مسائي، على أن تكون الأيام الصباحية داخل مقر المدرسة، والأيام المسائية في أحد المراكز الشبابية، وهو نظام مطبق في بعض المدارس الرسمية لاستيعاب الزيادة الطلابية وكثافة الفصول.[129][130]

## التعليم الفني «التقني»
أنشئت المدارس الفنية بهدف إعداد فنيين في مجالات الصناعة والزراعة والتجارة والإدارة والخدمات ويتم قبول التلاميذ في نوعيات التعليم الثانوي الفني بعد إتمامهم مرحلة التعليم الإعدادي وفقاً للشروط والقواعد التي تصدرها وزارة التربية والتعليم سنوياً. يمنح الطالب في نهاية الدراسة شهادة الدبلوم طبقاً لمدة دراسته وتخصصه إما دبلوم «3 سنوات» فئة فني أو دبلوم متقدم «5 سنوات» فئة فني أول، ويسمح لطلاب نظام 3 سنوات باستكمال دراستهم لمدة عامين إضافيين بالمدارس الفنية المتقدمة نظام الخمس سنوات مع مراعاة التخصصات والشروط التي يحددها قطاع التعليم الفني بوزارة التعليم.

### مجالات الدراسة الرئيسية

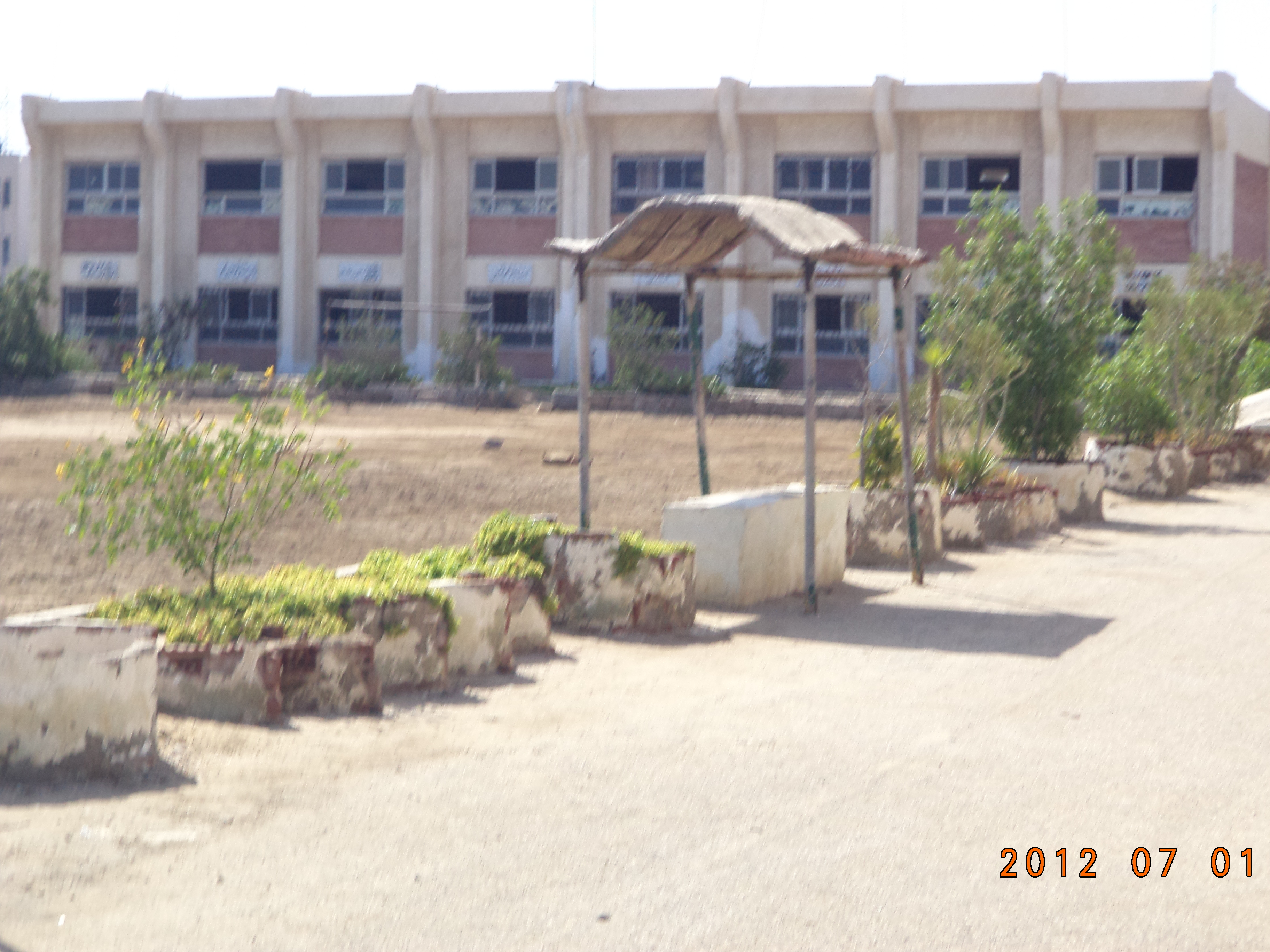
مدرسة ثانوية زراعية

- صناعي: ومن شعبه: البحرية، إلكترونية، معمارية، ميكانيكية، كهربية، مركبات، معدنية، خشبية، نسجية، التريكو والتطريز الآلي، الملابس الجاهزة، الزخرفة والإعلان، تبريد وتكييف الهواء.[132]
- تجاري: ومن شعبه: إدارة، إدارة وموانئ وخدمات بحرية، إعداد مهني، تسويق وسوق المال، حسابات، محاسبة، إنتاج وخدمة، بيع وترويج، تأمينات تجارية، خدمات النقل الدولي، سكرتارية طبية، شؤون قانونية، مساعد فني إداري، مشتريات وأعمال مخازن، مصارف، معاملات تجارية.[132]
- فندقي: ومن شعبه: خدمات سياحية، إشراف داخلي، فندقي فني طاهي، فندقي فني مطاعم، مطبخ، مطعم.[132][133]
- زراعي: ومن شعبه: ألبان وصناعات زراعية، استصلاح أراضي وميكنة زراعية، إنتاج حيواني، إنتاج حيواني وداجني، إنتاج سمكي، تصنيع زراعي، تصنيع غذائي، عجائن ومخبوزات، إنتاج الحاصلات البستانية، بستنة، تربية النحل ووقاية المزروعات، صحة بيطرية، فني معامل.[132]
- تمريض: تتمثل منشآت هذا الفرع في المدارس الثانوية الفنية للتمريض والمعاهد الفنية للتمريض بخلاف منشآت التمريض العسكرية.
- الإدارة والخدمات: ومن شعبه: الشؤون القانونية، مشتريات وأعمال مخازن، معاملات تجارية، تأمينات تجارية. ويحصل خريجيها على دبلوم المدارس الثانوية الفنية للإدارة والخدمات.[134]

### أنواع المدارس

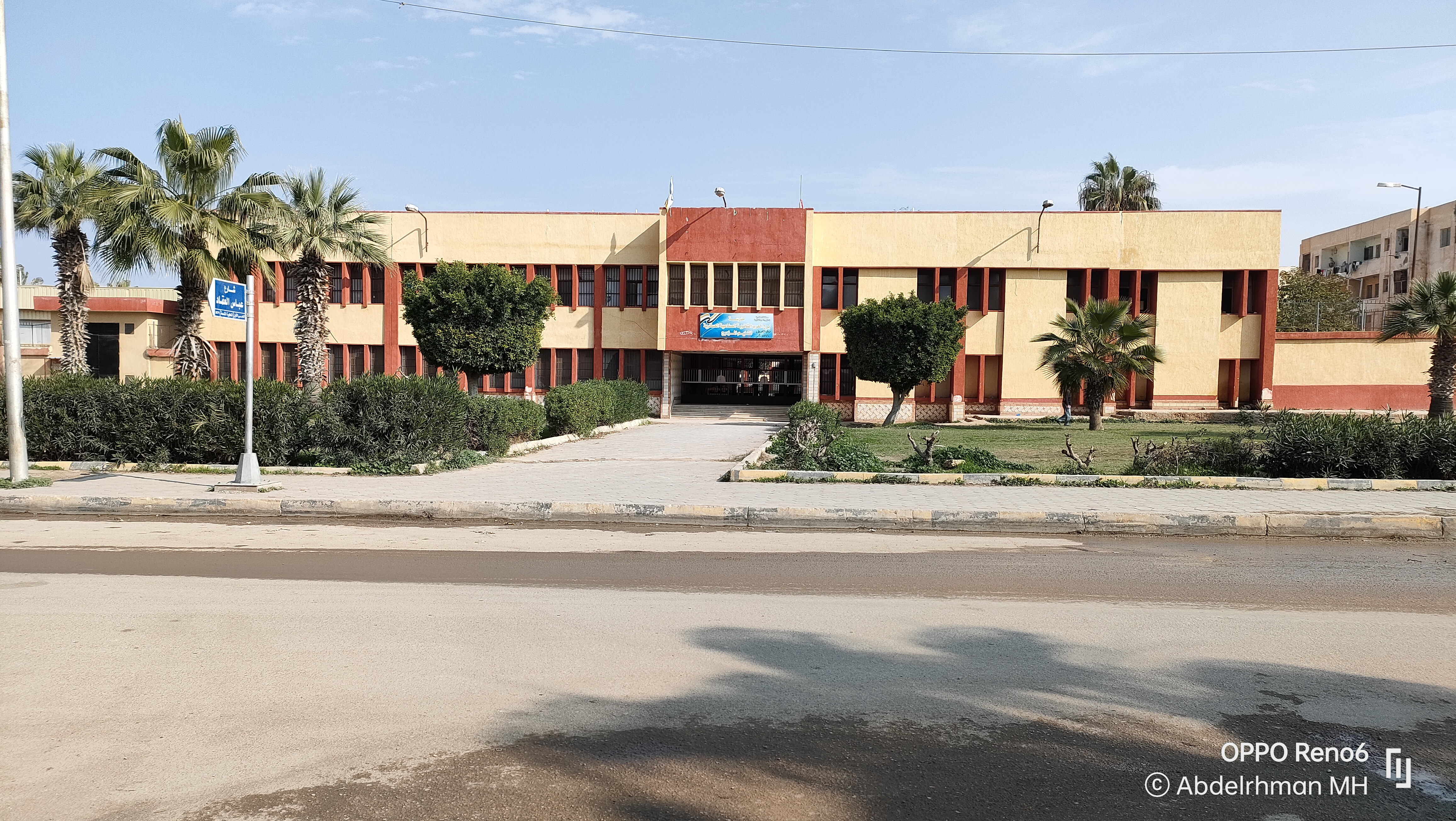
مدرسة ثانوية فنية صناعية ببرج العرب الجديدة

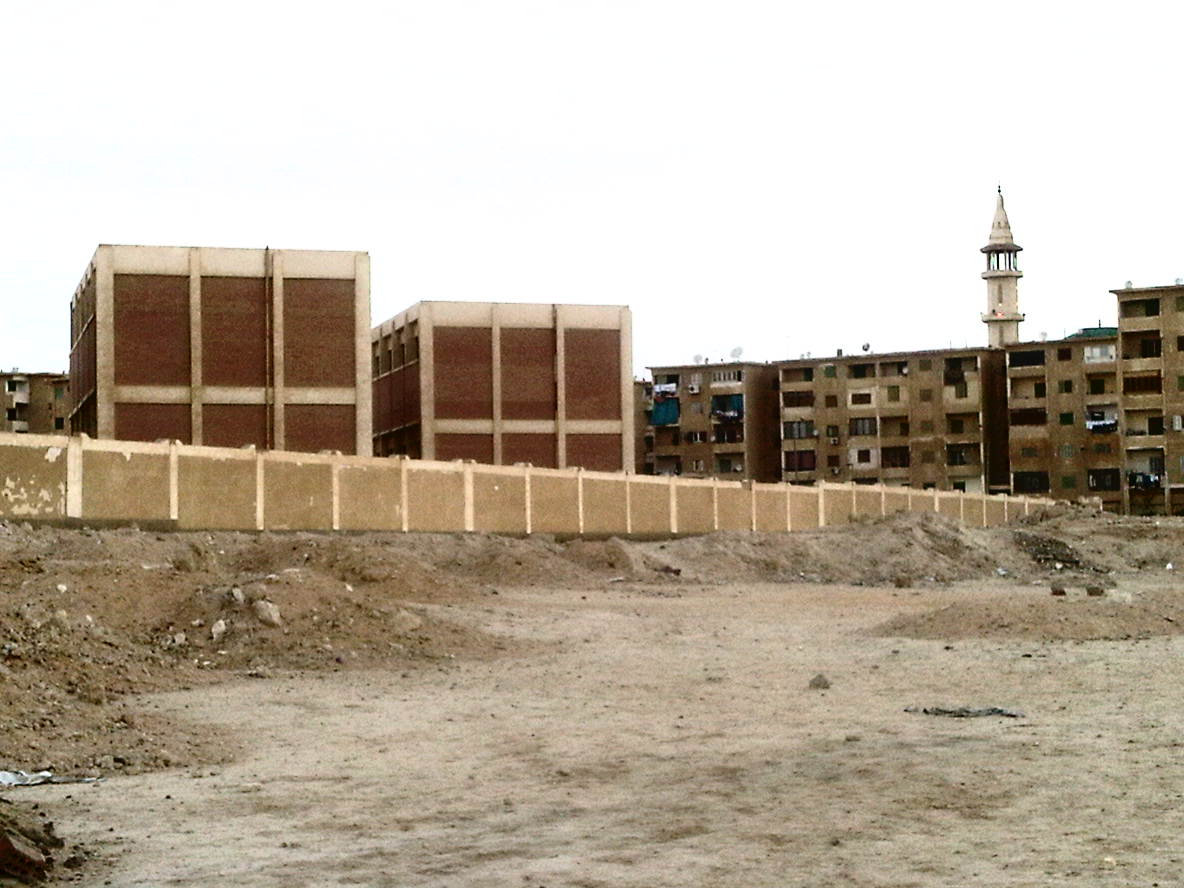
مدرسة للتعليم والتدريب المزدوج "مبارك كول سابقاً"

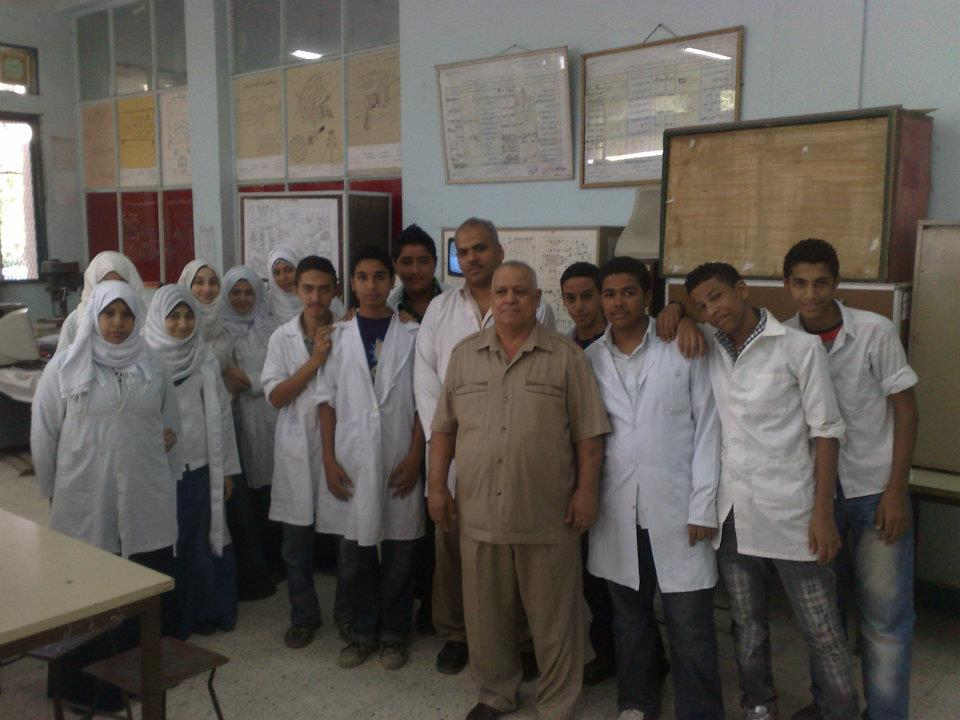
طلاب إحدى المدارس الفنية

- المدارس الثانوية نظام 3 سنوات: مدة الدراسة فيها 3 سنوات وتنقسم إلى:
  - المدارس الثانوية الفنية للتعليم الصناعي: تعمل طبقاً لـ (نظام قديم) أو (نظام مطور) وتمنح شهادة دبلوم المدارس الثانوية الفنية.[135][136]
  - مدارس التعليم والتدريب المزدوج «مبارك كول سابقاً»: هي مدارس بدأت نشاطها في أبريل 2004 بالشراكة بين المؤسسة الألمانية للتعاون الفني ووزارة التعليم والاتحاد النوعي لجمعيات المستثمرين الممثل للقطاع الخاص. يقوم هذا النظام على تعليم المواد النظرية الثقافية والمواد الفنية داخل المدرسة والتدريب كتطبيق عملي داخل منشأة القطاع الخاص «المنشأة التدريبية». مدة الدراسة بتلك المدارس 3 سنوات يمنح الطالب الناجح في نهايتها شهادة دبلوم المدارس الثانوية الفنية للتعليم والتدريب المزدوج - نظام 3 سنوات - بالإضافة إلى شهادة محلية من الجهة المشرفة على التدريب العملي.[135][137][138]
  - مراكز التدريب المهني: هي مراكز تشرف عليها فنياً مصلحة الكفاية الإنتاجية والتدريب المهني التابعة لوزارة الصناعة والتجارة. وتشمل أقسام ومراكز المصلحة، ومراكز الشركات، ومحطات التدريب. مدة الدراسة بالمراكز 3 سنوات يمنح الطالب الناجح في نهايتها شهادة دبلوم التلمذة الصناعية المعادل لدبلوم المدارس الثانوية الصناعية، بالإضافة إلى حصوله على المؤهل المهني الثاني لوحدات الجدارة المهنية المصرية.[135][139][140][141][142]
  - مدارس الثانوية الفنية للصم وضعاف السمع: تمنح شهادة دبلوم الصم وضعاف السمع.[135][143]
  - برنامج إدارة وتشـغيل المطاعم «التعليم التبادلي»: هو نظام دراسي قائم على اتفاقية تعاون بين وزارة التعليم العالي وتمثلها كلية السياحة والفنادق بجامعة حلوان وإحدى مؤسسات القطاع الخاص العاملة في مجال التصنيع الغذائي وإدارة المطاعم. يعتمد هذا النظام على التعليم الذاتي للمقررات الدراسية بجانب الوسائل التعليمية المختلفة والتدريب الميداني بنظام الساعات المعتمدة. توزع الساعات المعتمدة على أربع مستويات دراسية (أول وثاني وثالث ورابع) كل مستوى منها عبارة عن فصلين دراسيين بإجمالي 8 فصول دراسية. بعد اجتياز الطالب المستوى الأول والثاني بنجاح يمنح شهادة دبلوم المهارات الفنية في المطاعم «دبلوم التعليم التبادلي»، وبعد اجتيازه المستوى الثالث والرابع يمنح بكالوريوس إدارة وتشغيل المطاعم.[135][144][145]
  - المدارس الفنية النوعية: هي مدارس تخضع لإشراف مزدوج من وزارة التربية والتعليم والجهة العملية التي تشرف على الجانب الفني وتعمل بنظام الثلاث سنوات ومن أمثلتها: المدرسة الثانوية الصناعية للنقل التي أنشئت بموجب اتفاقية تعاون بين وزارة النقل ووزارة التربية والتعليم.[146]المدرسة الثانوية الفنية لمياه الشرب والصرف الصحي التي أنشئت بموجب اتفاقية تعاون بين الشركة القابضة لمياه الشرب والصرف الصحي ووزارة التربية والتعليم، وتمنح شهادة دبلوم المدارس الثانوية الصناعية (نوعي) - لمياه الشرب والصرف الصحي.[147][148] والمدرسة الثانوية الفنية لصيد وتربية الأسماك التي أنشئت بموجب اتفاقية تعاون بين محافظة أسوان ووزارة التربية والتعليم، وتمنح شهادة دبلوم المدارس الثانوية الزراعية للتعليم والتدريب المزدوج (نوعي) - لتكنولوجيا تربية وإنتاج الأسماك.[132][149][150] والمدرسة الثانوية الفنية للتعليم المزدوج بعين حلوان التي أنشئت بموجب اتفاقية التعاون الموقعة في 8 نوفمبر 2002 بين وزارة الإنتاج الحربي، ووزارة التربية والتعليم. وتمنح شهادة دبلوم المدارس الثانوية الصناعية للتعليم والتدريب المزدوج (الإنتاج الحربي).[151] والمدرسة الثانوية الصناعية لترميم الآثار بمدينة نصر وتمنح شهادة دبلوم المدارس الثانوية الصناعية (نوعي) - لترميم الآثار.[132][136] المدارس الثانوية للبريد التي أنشئت طبقاً لقرار رئيس الجمهورية رقم 1620 لسنة 1961 لتخريج موظفي هيئة البريد ويمكن لخريجيها الدراسة بكلية التجارة «شعبة بريد».[152][153][154]
  - المدارس المهنية أو مدارس الإعداد المهني وهي مدارس تمنح شهادة دبلوم المدارس الثانوية الصناعية/الزراعية/الفندقية (إعداد مهني).[136]
  - مركز إعداد العمال والفنيين المتخصصين «شركة ترسانة الإسكندرية»: هو مركز لإعداد الفنيين في 14 مهنة متعلقة ببناء وإصلاح السفن منها ميكانيكا عامه / نجارة / أعمال صاج خفيف وثقيل / مواسير / تركيبات ميكانيكية / كهرباء / ديزل / نقش وزخرفة. يتبع المركز شركة ترسانة الإسكندرية ومدة الدراسة به ثلاث سنوات يمنح في نهايتها الطلاب في حال إتمامها بنجاح شهادة دبلوم الثانوي الصناعي.[155]
  - معهد السالزيان دون بوسكو بروض الفرج «الإيطالي»: هو معهد فني صناعي يخضع لإشراف إيطالي به نظامان للدراسة 3 و5 سنوات تم تأسيسه بناءً على بروتوكول تعاون بين الحكومة المصرية والإيطالية وشهاداته «شهادة دبلوم الثانوي الصناعي» معادلة للشهادة الممنوحة من المدارس الحكومية الإيطالية والمدارس الفنية المصرية ويتم توثيق اجتياز امتحانات المعهد عن طريق دبلوم معتمد من وزارة الخارجية الإيطالية وبذلك يتم السماح للطلاب بالالتحاق سواء بالجامعات المصرية أو بجامعات الاتحاد الأوروبي. تدرس المناهج المقررة بالمعهد باللغة الإيطالية فيما عدا ثلاثة مواد تدرس باللغة العربية هي (العربية، الدين، الدراسات الاجتماعية) طبقاً للمناهج المصرية. يقدم المعهد برنامج جامعي للتعليم عن بعد بالتعاون مع جامعة أونو نيتتونو الإيطالية يحصل الطالب في نهايته على شهادة تخرج معترف بها على المستوى الأوروبي ويناقش مشروع التخرج في إيطاليا.[156][157]
- المدارس الثانوية نظام 5 سنوات أو المدارس الفنية المتقدمة: مدة الدراسة فيها 5 سنوات ويمنح الناجحون في نهايتها دبلوم الدراسة الفنية المتقدمة نظام السنوات الخمس ويحدد فيه التخصص.[53]:مادة38-42 ومنها الفني والنوعي.[132]

### منشآت التعليم فوق المتوسط والعالي الفني

شعار الجامعة العمالية

بخلاف منشآت التعليم العسكري والتعليم الديني تتنوع تلك المنشآت ما بين:
- المجمعات التكنولوجية: هي مجمعات تكنولوجية متكاملة لإعداد الفنيين على 3 مراحل، المرحلة الأولى هي المدرسة الثانوية الفنية/التقنية ومدة الدراسة بها 3 سنوات يمنح الطالب الناجح في نهايتها شهادة دبلوم التكنولوجيا «مؤهل متوسط»، المرحلة الثانية هي الكلية التكنولوجية/التقنية ومدة الدراسة بها سنتان يمنح الطالب الناجح في نهايتها شهادة دبلوم التكنولوجيا العالي «مؤهل فوق متوسط»، أما المرحلة الثالثة فهي الكلية التكنولوجية/التقنية المتقدمة ومدة الدراسة بها سنتان يمنح الطالب الناجح في نهايتها شهادة بكالوريوس في التكنولوجيا المتقدمة «مؤهل عالي».[135][158][159][160]:63
- المنشآت الصحية: يلتحق طلاب هذا الفرع من التعليم الفني بالمدارس الثانوية الفنية للتمريض «مؤهل متوسط» التي تقبل الحاصلين على الشهادة الإعدادية ومدة الدراسة بها خمس سنوات دراسية،[161] أو بالمعاهد الفنية للتمريض «مؤهل فوق متوسط» التي تقبل الحاصلين على الشهادة الإعدادية ومدة الدراسة بالنسبة لهؤلاء خمس سنوات دراسية، وتقبل أيضاً الحاصلين على الشهادة الثانوية العامة أو الحاصلين على دبلوم المدارس الثانوية الفنية لمساعدي الخدمات الصحية أو ما يعادلها ومدة الدراسة بالنسبة لهؤلاء سنتان دراسيان، ويقضي الطالب بعد إنهاء الدراسة ستة أشهر امتياز في جميع الأحوال.[162][163] ويحق لطلاب تلك المدارس والمعاهد الالتحاق بكليات التمريض «مؤهل عالي» بالجامعات الحكومية.[164][165] ويمكن لطلاب التعليم الفني أيضاً الالتحاق بالمعاهد الفنية الصحية ومدة الدراسة بها سنتان.[166]
- الجامعة العمالية: تقبل الجامعة خريجي المرحلة الثانوية الفنية والعامة، ونظام الدراسة فيها مقسم على مرحلتين، المرحلة الأولى سنتان يمنح في الطالب الناجح في نهايتها مؤهل فوق متوسط، والمرحلة الثانية سنتان إضافيتان يمنح الطالب الناجح في نهايتها مؤهل عالي «بكالوريوس».[167]

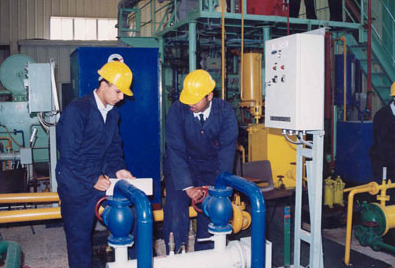
تدريب عملي بالأكاديمية العربية للعلوم والتكنولوجيا والنقل البحري

- المعاهد الفنية الصناعية: تشمل الدبلوم الصناعي «مؤهل فوق متوسط» الذي يمنحه معهد الدراسات التقنية والمهنية بالأكاديمية العربية للعلوم والتكنولوجيا والنقل البحري، ودبلوم التشغيل الأوتوماتيكي «مؤهل فوق متوسط» الذي يمنحه مركز التكنولوجيا المتطور بمصلحة الكفاية الإنتاجية والتدريب المهني، والدبلومات الفوق متوسطة للمعاهد الفنية الصناعية المختلفة.[168]
- المعاهد الفنية للسياحة والفنادق: تشمل دبلوم الفندقة البحرية «مؤهل فوق متوسط» الذي يمنحه مركز الفندقة البحرية بالأكاديمية العربية للعلوم والتكنولوجيا والنقل البحري، والدبلومات الفوق متوسطة للمعاهد الفندقية المختلفة.[169]
- المعاهد الفنية التجارية: مدة الدراسة بها سنتان يمنح الطالب الناجح في نهايتها دبلوم معهد فني تجاري «مؤهل فوق متوسط».[170]
- معاهد الحاسب الآلي: مدة الدراسة بها سنتان يمنح الطالب الناجح في نهايتها دبلوم نظم معلومات إدارية «مؤهل فوق متوسط».[171]
- معاهد الخدمة الاجتماعية: مدة الدراسة بها سنتان يمنح الطالب الناجح في نهايتها دبلوم خدمة اجتماعية «مؤهل فوق متوسط».[172][173]
- معاهد الإدارة والسكرتارية: تقبل الطالبات فقط. مدة الدراسة إما مرحلة واحدة سنتان أو مرحلتين - أربع سنوات، المرحلة الأولى مدتها سنتان تحصل من تجتازها على دبلوم الإدارة والسكرتارية «مؤهل فوق متوسط»، المرحلة الثانية مدتها سنتان تحصل من تجتازها على درجة البكالوريوس «مؤهل عالي».[174][175]
- معاهد الموضة: تمنح درجة الدبلوم «مؤهل فوق متوسط» في (تصميم أزياء، خياطة وتفصيل) بعد مدة دراسة 3 سنوات.[176]

## التعليم الديني

### التعليم الإسلامي

#### مؤسسات الأزهر

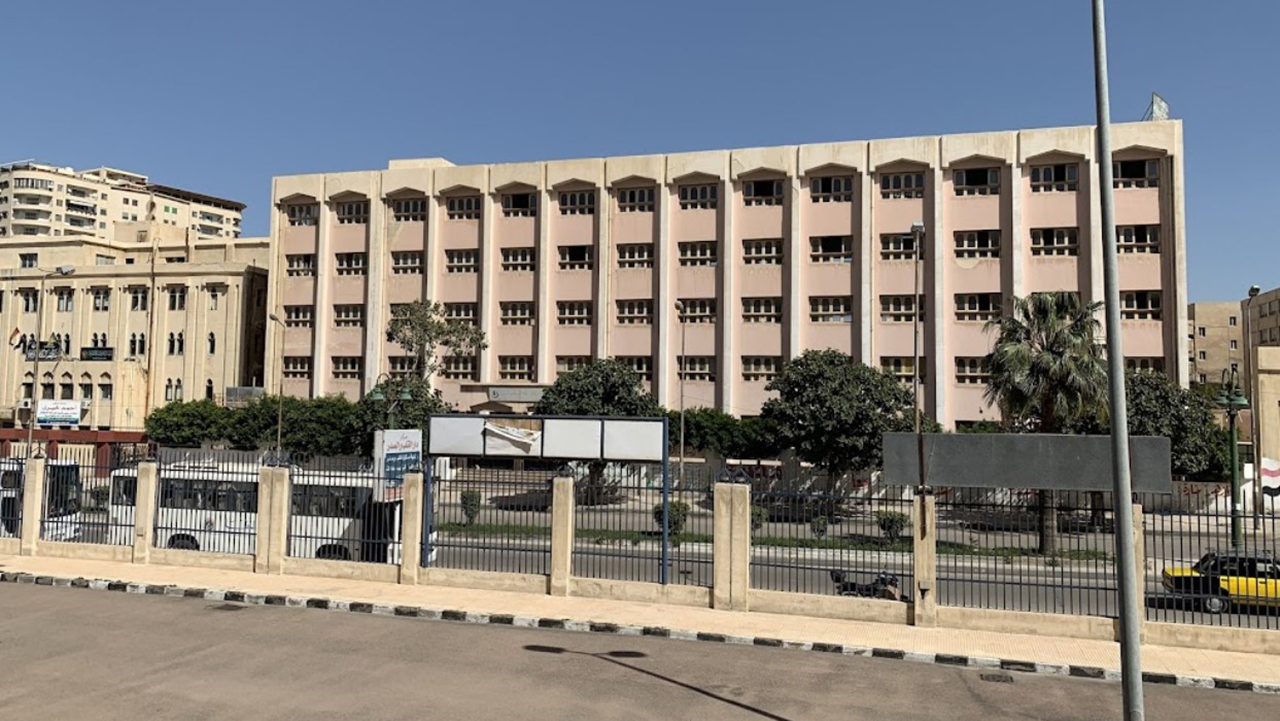
معهد أزهري نموذجي بالإسكندرية

- المعاهد الأزهرية: المعاهد الأزهرية هي المعاهد التابعة للأزهر الشريف وتبدأ مراحلها التعليمية من رياض الأطفال مروراً بالابتدائية والإعدادية وحتى الثانوية. وتقبل الطلاب المسلمين فقط فتيان وفتيات دون اختلاط، وتمثل البوابة الوحيدة للالتحاق بجامعة الأزهر. تنقسم المعاهد الأزهرية إلى:
  - معاهد عادية: تدرس فيها مناهج وزارة التربية والتعليم باللغة العربية بجانب علوم الدين الإسلامي.
  - معاهد نموذجية: تدرس فيها بعض مناهج وزارة التربية والتعليم باللغة الإنجليزية وبقيتها بالعربية بجانب علوم الدين الإسلامي.
  - معاهد نموذجية خاصة: تدرس فيها كل مناهج وزارة التربية والتعليم باللغة الإنجليزية بجانب علوم الدين الإسلامي.[177][178]
  - معاهد القراءات: تبدأ الدراسة فيها من عمر 9 سنوات ودون حد أقصى للسن ولمدة ثمانية سنوات على ثلاث مراحل هي (التجويد «سنتان»، عالية القراءات «ثلاث سنوات»، التخصص «ثلاث سنوات»). ويمكن للطالب استكمال الدراسة في كلية علوم القرآن «أربع سنوات» يحصل بعد نهايتها على البكالوريوس.[179][180]
  - معاهد البعوث الإسلامية: هي معاهد التعليم قبل الجامعي للوافدين إلى الأزهر من خارج مصر بمراحله الثلاث (الابتدائية، الإعدادية، الثانوية).
  - معاهد الدراسات الخاصة: هي معاهد تأهيلية للوافدين إلى الأزهر في علوم اللغة العربية والعلوم الإسلامية ولا تعتبر الدراسة بها مرحلة تعليمية ولا تمنح مؤهلات دراسية.[181]

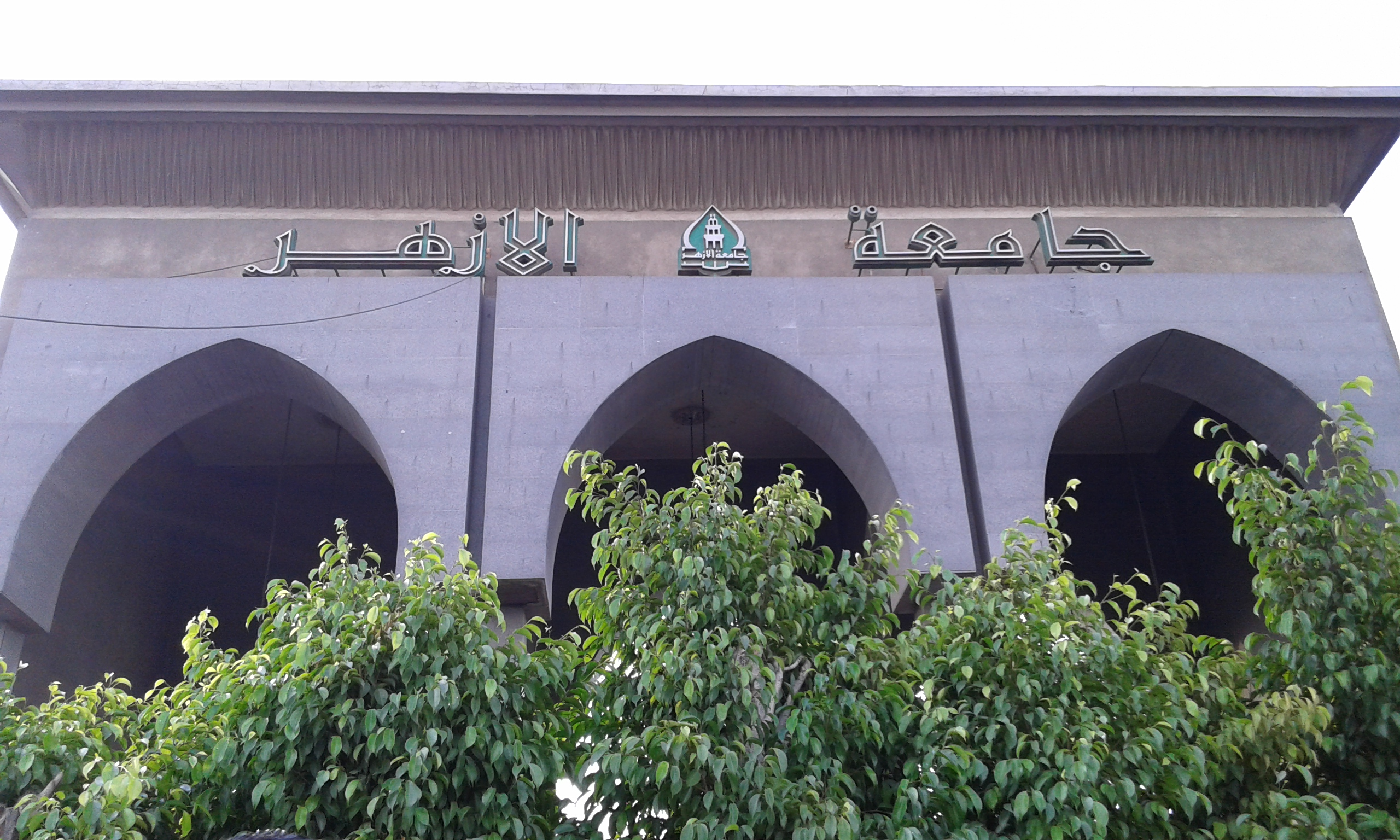
جامعة الأزهر

- جامعة الأزهر: هي التي تمثل التعليم الجامعي الديني الإسلامي بفروعها المنتشرة بمحافظات مصر وتضم كل من:
  - التعليم العالي «مدة الدراسة أربع سنوات فما فوق»:
    - كليات العلوم الحديثة.
    - كليات العلوم الشرعية الإسلامية.

  - التعليم فوق المتوسط «مدة الدراسة سنتان»:
    - المعاهد الشرعية: تتمثل في معاهد مقيمي الشعائر التابعة لكلية أصول الدين وكلية الدراسات الإسلامية والعربية.
    - المعاهد الفنية: تتمثل في المعاهد التابعة لكلية العلوم (معهد فني مختبرات، معهد التحاليل البيولوجية، معهد إعداد قواعد البيانات)، المعاهد التابعة لكلية الهندسة (معهد صيانة المعدات الكهربائية، معهد التركيبات الكهربائية).[182]

#### مؤسسات وزارة الأوقاف
- معاهد الأوقاف لإعداد الدعاة: هي معاهد معدة للراغبين في دراسة علوم الأزهر من خريجي التعليم العالي الغير أزهري، ومدة الدراسة بها ثلاثة أشهر في المجالات الدينية، وقد تستخدم وزارة الأوقاف خريجي تلك المعاهد عند الحاجة لأداء خطبة الجمعة بنظام المكافأة أو التطوع.[183]

#### المدارس الإسلامية الخاصة
هي مدارس غير حكومية ولا تخضع لرقابة الأزهر الشريف في حين أنها تقدم مناهج تعليمية تتضمن بعض العلوم والتعاليم الإسلامية، وتتنوع ما بين النظام الخاص بقسميه العربي واللغات والدولي بقسميه الأمريكي والبريطاني.

### التعليم المسيحي

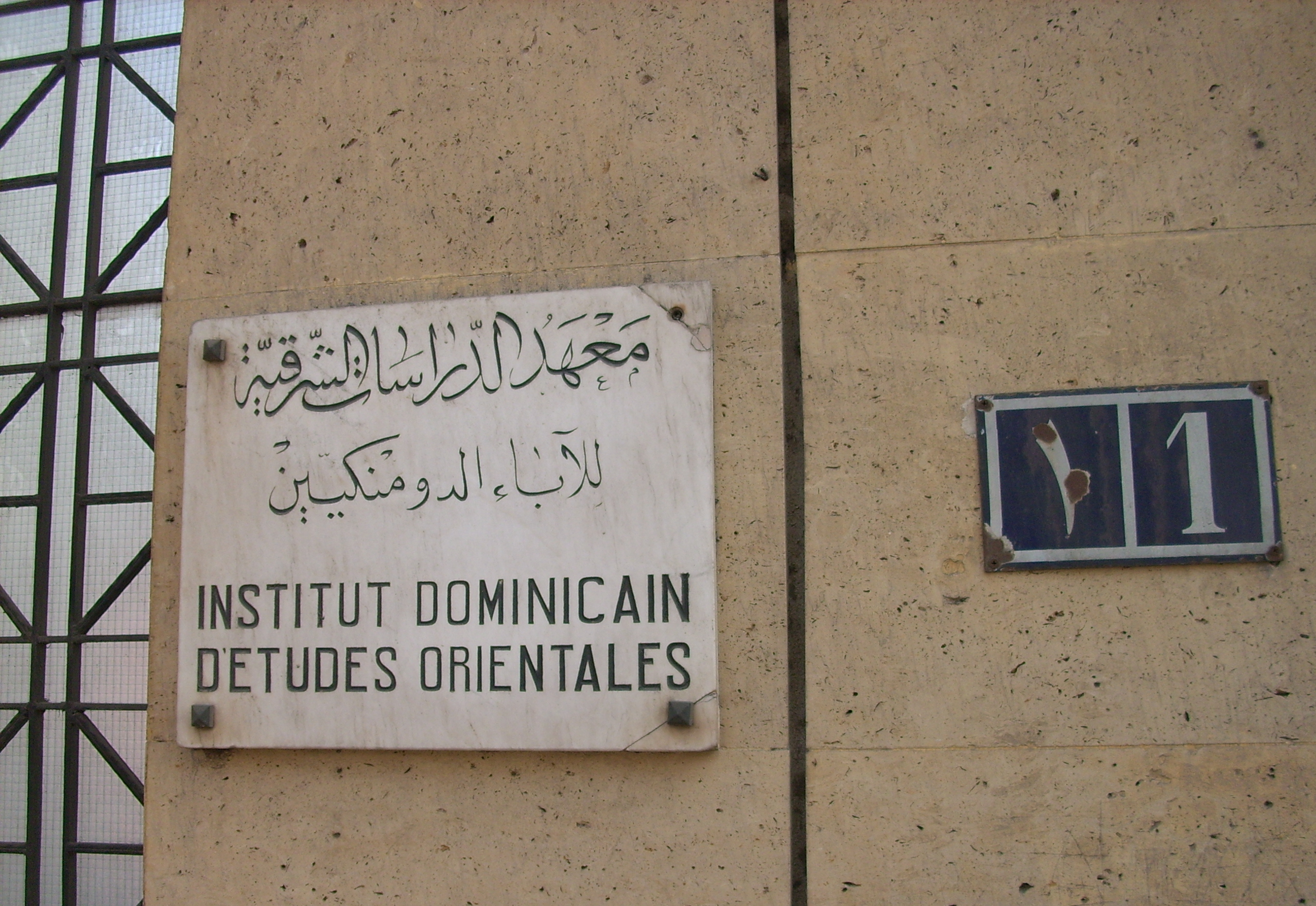
معهد الدراسات الشرقية للآباء الدومنيكان

- المدارس المسيحية: هي مدارس أقامها ويشرف عليها رهبان مسيحيون ولكنها تقبل الطلاب المسيحيين والمسلمين على حد سواء ولا تتطرق في مناهجها إلى النواحي الدينية ولا يوجد بها أي نوع من التفرقة بين التلاميذ وفقًا للديانة فيما عدى فصل الطلاب في حصة الدين حيث يتلقى الطلاب المسيحيون دروسهم في الكنيسة والطلاب المسلمون في الفصل الدراسي. كما يوجد في كل مدرسة مكان يستخدم مسجدًا لصلاة الطلاب المسلمين.[186]
- الكلية الإكليريكية: هي كليات تابعة الكنيسة القبطية الأرثوذكسية وعدد سنوات الدراسة بها أربع سنوات يحصل الطالب الناجح في نهايتها على بكالوريوس في العلوم اللاهوتية.[187]
- معهد الدراسات القبطية: يقبل المعهد الطلبة الحاصلين على شهادة جامعية (الليسانس أو البكالوريوس) في جميع أقسامه، فيما عدا الأقسام التي تشترط شهادة جامعية في تخصص معين. ويقبل الطلبة الحاصلين على بكالوريوس الكلية الإكليريكية أو من فروعها المعترف بها.[188]
- معهد الدراسات الشرقية للآباء الدومنيكان: هو معهد أنشأه رهبان دير الدومنيكان لدراسة التراث العربي والإسلامي.[189]

## التعليم العسكري

### منشآت القوات المسلحة

#### أنواع المدارس

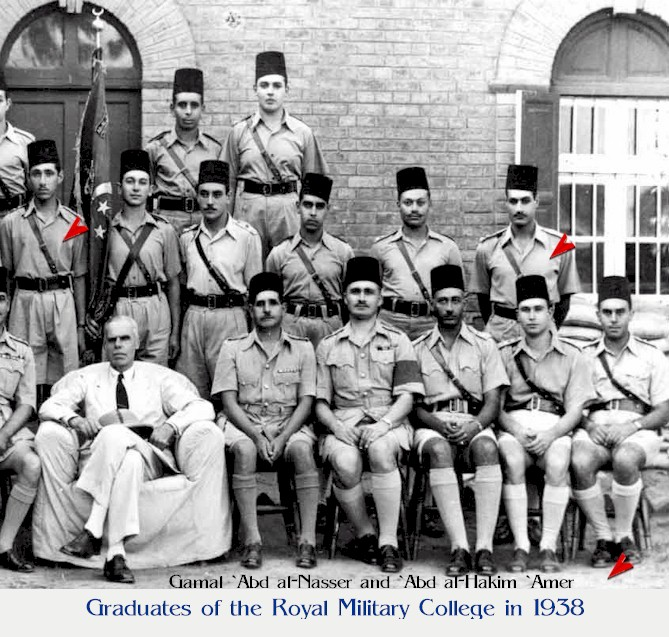
خريجي الكلية الحربية الملكية سنة 1938 وبينهم جمال عبد الناصر وعبد الحكيم عامر

- المدارس الفنية الأساسية العسكرية: تقبل المدارس الحاصلين على شهادة إتمام الدراسة الابتدائية طبقاً لشروط وزارة الدفاع. مدة الدراسة بالمدرسة 3 سنوات بنظام الدراسة الداخلية «المبيت» يدرس خلالها الطالب مناهج المرحلة الإعدادية العامة بالإضافة إلى المواد الفنية، ويحصل في نهايتها على شهادة إتمام الدراسة الفنية الأساسية العسكرية معتمدة من إدارة التعليم والتدريب المهني للقوات المسلحة، بجانب حصوله على شهادة الإعدادية العامة ويعين الخريج بدرجة صانع عسكري بالقوات المسلحة ثم يرقى للدرجات الأخرى حتى درجة ملاحظ فني عسكري ويمكن للخريجين استكمال الدراسة الثانوية بمدارس التحرير للقوات المسلحة أو بنظام الانتساب بالمدارس الثانوية العامة. للمدارس مقرين الأول «بحوش عيسى» (تغطي محافظات البحيرة والإسكندرية والوجه البحري بشكل عام)، والثاني «الجوية» بحلوان (تغطي القاهرة والجيزة).[190][191]
- المدرسة الثانوية الجوية: تقبل الحاصلين على الشهادة الإعدادية للالتحاق بقسميها الداخلي والخارجي طبقاً لشروط وزارة الدفاع. يتم تدريب طلاب المدرسة من الصف الثاني الثانوي على جهاز محاكي الطائرات أما طلبة الصف الثالث الثانوي فيطيرون فعلاً على طائرات تدريب خفيفة وذلك لتأهيلهم للالتحاق بالكلية الجوية.[192]
- المدارس الثانوية العسكرية للتمريض: تقبل الحاصلين على شهادة الإعدادية العامة أو الأزهرية. مدة الدراسة بالمدارس 3 سنوات دراسية، يحصل في نهايتها الطالب على الثانوية العسكرية للتمريض يليها عامان كاملان للتدريب التمريضي العملي والسريري الإجباري كجزء متتم ومكمل للدراسة. تتبع المدارس إدارة الخدمات الطبية للقوات المسلحة. وهي قسمين الأول للذكور بكوبري القبة، والثاني للإناث (المعادي، المركز الطبي العالمي، الإسكندرية، سوهاج).[193][194]
- المدارس العسكرية الرياضية: تتبع جهاز الرياضة للقوات المسلحة وتقع بمحافظات (القاهرة، الإسكندرية، السويس، الإسماعيلية، المنيا، أسيوط). تقبل المدارس الطلبة الموهوبين رياضياً من البنين فقط من المرحلة الابتدائية من الصف الخامس بنظام اليوم الكامل، والمبيت بمنزل ولي الأمر، أما بالنسبة لطلبة المرحلة الإعدادية والثانوية يتم المبيت بالمدرسة والإجازات بنظام الراحات الأسبوعية.[195]

#### الكليات والمعاهد النظامية

شعار الأكاديمية العسكرية المصرية

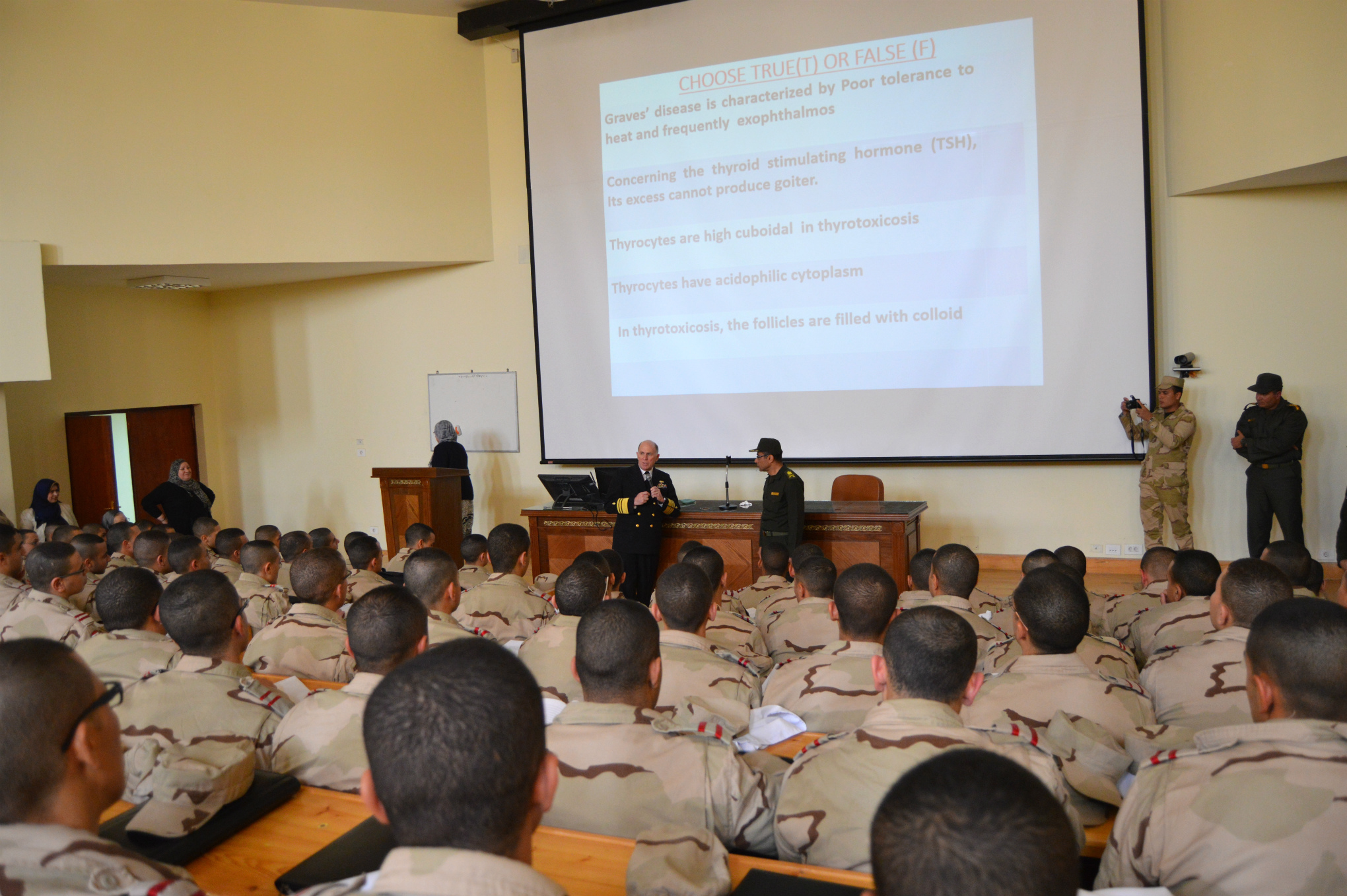
نائب الأدميرال / ماثيو نيثان "كبير جراحي البحرية الأمريكية" يناقش التقدم في مجال الطب العسكري مع طلبة كلية الطب بالقوات المسلحة المصرية

الدراسة بكليات ومعاهد الأكاديمية العسكرية المصرية داخلية حيث توفر للطلبة وسائل إعاشة كاملة من عنابر ومطاعم ومطابخ ووسائل ترفيه وملاعب الأنشطة الرياضية المختلفة. ويمنح الطلبة خلالها الإجازات الدورية والإجازات الرسمية طبقاً لقرارات كل كلية وظروفها.
- الكلية الحربية تقبل الحاصلين على الثانوية العامة طبقاً لشروط وزارة الدفاع. مدة الدراسة بها أربع سنوات دراسية (أساسي، إعدادي، متوسط، نهائي) خلال ثلاث أعوام ميلادية، ويتخصص الطالب في القسم النهائي في أحد تسع أجنحة مختلفة هي (مشاة، مدرعات، مدفعية، إمداد وتموين، إشارة، أسلحة وذخيرة، حرب إلكترونية، استطلاع، حرس حدود). وتقبل الكلية أيضا خريجي الجامعات المدنية مثل الأطباء والمهندسين وغيرهم ومدة الدراسة بالنسبة لهؤلاء هي ستة أشهر وذلك لتخريج الضباط المتخصصين.[196][197][198]
- الكلية البحرية تقبل الحاصلين على الثانوية العامة طبقاً لشروط وزارة الدفاع. مدة الدراسة بالكلية أربع سنوات دراسية مقسمة إلى ثمانية فصول دراسية، تكون الدراسة في السنة الأولى والثانية تخصص عام، وفي السنة الثالثة والرابعة تبدأ دراسة التخصـص يتخصص فيها الطالب في أحد التخصصات (ملاحة بحرية، صواريخ ومدفعية، أسلحة تحت الماء، الإشارة البحرية)، ويتخرج بعدها الطالب ضابطاً مؤهلاً يحصل على شهادة بكالوريوس علوم بحرية وشهادة ضابط ثاني، وأثناء الخدمة بالتشكيلات البحرية يحصل على شهادة ضابط أول ثم شهادة ربان أعلى البحار.[199][200][201][202]:68:62
- الكلية الجوية تقبل الحاصلين على الثانوية العامة طبقاً لشروط وزارة الدفاع. مدة الدراسة بالكلية ثلاثة سنوات مقسمة إلى ستة فصول دراسية، يقضي الطالب الفصل الأول «فترة الإعداد العسكري» منها بالكلية الحربية ثم يستكمل الدراسة في الفصل الثاني بالكلية الجوية، واعتباراً من السنة الدراسية الثانية يتخصص الطلاب إما في فرع الطيران للطلبة اللائقين للطيران بتخصصاته (المقاتلات، الهليكوبتر، النقل والمواصلات) أو فرع العلوم العسكرية الجوية للطلبة غير اللائقين للطيران بتخصصاته (الملاحة الجوية، المراقبة الجوية، توجيه الطائرات).[203][204]
- كلية الدفاع الجوي تقبل الحاصلين على الثانوية العامة طبقاً لشروط وزارة الدفاع. مدة الدراسة بالكلية خمس سنوات دراسية على مرحلتين: المرحلة الأولى مدتها أربع سنوات دراسية يتخرج الطالب بنهايتها حاصلاً على بكالوريوس العلوم العسكرية للدفاع الجوي برتبة ملازم تحت الاختبار، المرحلة الثانية «السنة التكميلية» يستكمل فيها بعد تخرجه برتبة الملازم دراسته للمواد الهندسية لمدة سنة دراسية واحدة بتفرغ كامل ويحصل بنهايتها على بكالوريوس الهندسة شعبة الاتصالات والإلكترونيات من كلية الهندسة - جامعة الإسكندرية.[205][206]
- الكلية الفنية تقبل الحاصلين على الثانوية العامة طبقاً لشروط وزارة الدفاع. مدة الدراسة بالكلية خمس سنوات دراسية يتخرج الطالب بنهايتها حاصلاً على شهادة إتمام الدراسة العسكرية وبكالوريوس الهندسة بشعابها المختلفة برتبة ملازم أول ويكون له الحق في عضوية نقابة المهندسين المصرية. كما تمنح الكلية درجات الدراسات العليا الدبلوم والماجستير والدكتوراه في الهندسة بتخصصاتها المختلفة.[207][208]
- كلية الطب تقبل الحاصلين على الثانوية العامة طبقاً لشروط وزارة الدفاع. مدة الدراسة بالكلية 6 سنوات دراسية ويؤدي الطالب التدريب الإكلينيكي وفترة الامتياز لمدة سنة بالمستشفيات العسكرية التعليمية يتخرج الطالب بنهايتها حاصلاً على شهادة إتمام الدراسة العسكرية وبكالوريوس الطب والجراحة بأقسامه المختلفة. كما تمنح الكلية درجات الدراسات العليا الدبلوم والماجستير والدكتوراه في المجالات الطبية المختلفة.[209][210]
- المعهد الفني يقوم المعهد بإعداد الضباط الفنيين وتأهيلهم للعمل في منظومة التأمين الفني بالقوات المسلحة للخدمة في الوحدات وورش الإصلاح والمنشآت التعليمية والفنية والمهنية بالقوات المسلحة. مدة الدراسة بالمعهد سنتان دراسيتان يسبقها سنة تأهيلية بمركز تدريب المعهد. وتقسم الفترة الدراسية إلى 3 أقسام هي (الإعدادي، المتوسط، النهائي) يتخرج الطالب بنهايتها برتبة الملازم فني ويمنح درجة الدبلوم الفني التخصصي.[211][212]
- كلية الضباط الاحتياط هي الكلية المسؤولة عن إمداد القوات المسلحة بضباط من حاملي المؤهلات العليا بشتي أنواعها من المجندين، ومن شروط التحاق المجندين بالكلية أن تتوافر الرغبة لدى المجند في الالتحاق بالكلية كلما أمكن ذلك. مدة الدراسة بالكلية ستة أشهر دراسية مقسمة على مرحلتين (إعداد، نهائي).[213][214][215][216]
- معهد ضباط الصف المعلمين يقبل المعهد الحاصلين على الشهادة الإعدادية والدبلومات الثانوية الفنية طبقاً لشروط وزارة الدفاع لتخريج ضباط الصف. مدة الدراسة بالمعهد 18 شهراً مقسمة بالتساوي على 3 أقسام هي (الإعدادي، المتوسط، النهائي).[217][218]
- المعهد الفني للتمريض للإناث يقبل الحاصلين على شهادة الثانوية العامة أو الأزهرية علمي علوم من الإناث طبقاً لشروط وزارة الدفاع. مدة الدراسة بالمعهد عامين دراسيين يتخرج الطالب بنهايتها برتبة رقيب متطوع ويمنح درجة الدبلوم الصحي.[193]
- المعهد الصحي يقبل الحاصلين على شهادة الثانوية العامة أو الأزهرية علمي علوم من الذكور طبقاً لشروط وزارة الدفاع. مدة الدراسة بالمعهد عامين دراسيين يتخرج الطالب بنهايتها برتبة رقيب متطوع ويمنح درجة الدبلوم الصحي.[193]

#### منشآت الدراسات الإضافية والدراسات العليا
- الكلية العسكرية لعلوم الإدارة تتولى الكلية إعداد ضباط القوات المسلحة في علوم الإدارة وإجراء الأبحاث العلمية والتطبيقية المتعلقة بها، وترتبط هذه الكلية بإحدى الكليات الحكومية الخاضعة لقانون تنظيم الجامعات بالنسبة لنظام الدراسة والامتحان.[219]
- كلية القادة والأركان ينظم الالتحاق بها هيئة تدريب القوات المسلحة بعد التنسيق مع إدارة شؤون الضباط. ويمنح الخريجون بعد إتمام الدراسة بنجاح درجة الماجستير في العلوم العسكرية ودرجة أركان حرب.[220]
- أكاديمية ناصر العسكرية العليا تضم (كلية الحرب العليا، كلية الدفاع الوطني، مركز الدراسات الإستراتيجية). وتمنح درجة الدكتوراه في الفلسفة في موضوعات (العلوم العسكرية، الإستراتيجية القومية)، درجة زميل كلية الحرب العليا لمن أتم بنجاح دورة الكلية، درجة زميل كلية الدفاع الوطني لمن أتم بنجاح دورة الكلية، درجة زميل أكاديمية ناصر لمن أتم بنجاح دورتي (الحرب والدفاع).[221]

#### منشآت تدريبية
هي منشآت معدة لتدريب عناصر القوات المسلحة في الأفرع والأسلحة المختلفة وتتمثل في الأكاديمية الطبية العسكرية (معهد طب الطيران والفضاء العسكري، معهد الصحة والوقائيات العسكري، معهد الطب البحري، معهد الطب العسكري)، معهد نظم المعلومات، معهد اللغات، معهد المشاة، معهد المدرعات، معهد المدفعية، معهد الحرب الإلكترونية، معهد الحرب الكيميائية، معهد الدفاع الجوي.

### المنشآت الشرطية

شعار كلية الشرطة

- أكاديمية الشرطة تضم (كلية الشرطة، كلية الدراسات العليا، كلية التدريب والتنمية، مركز بحوث الشرطة، الإدارة العامة لتدريب كلاب الأمن والحراسة).
  - كلية الشرطة تقبل الحاصلين على شهادة الثانوية العامة أو الشهادات المعادلة لها طبقاً لشروط وزارة الداخلية. مدة الدراسة بالكلية أربع سنوات دراسية يتخرج بعدها الطالب ضابطاً مؤهلاً ويحصل على ليسانس في الحقوق وعلوم الشرطة، وتقبل الكلية أيضا خريجي الجامعات المدنية مثل الأطباء والمهندسين وغيرهم ومدة الدراسة بالنسبة لهؤلاء هي سنة دراسية وذلك لتخريج الضباط المتخصصين.[222][223][224]
  - كلية الدراسات العليا هي الكلية المسؤولة عن إعداد الكوادر العلمية من الضباط الحاصلين على درجتي الماجستير والدكتوراه في علوم الشرطة.[225]
  - كلية التدريب والتنمية هي المسؤولة عن زيادة الخبرة النظرية والعملية للضباط ورفع مستوى أدائهم في المواد الشرطية والعسكرية.[226]
- المعاهد الشرطية تقبل حالياً الحاصلين على الشهادة الإعدادية طبقاً لشروط مصلحة التدريب بوزارة الداخلية للعمل بوظيفة معاون أمن ومدة الدراسة 18 شهر موزعة على 3 سنوات دراسية.[227] أما سابقاً فقد تغيرت قواعد القبول ومدة الدراسة بتلك المعاهد عدة مرات فكانت تقبل حملة الثانوية العامة أو ما يعادلها.[228] وكانت تقبل حاملي الشهادة الإعدادية للعمل بوظيفة مندوب شرطة بعد مدة دراسة قدرها عامين دراسيين.[229] وخلال فترة أخرى كانت تقبل المتطوعين للعمل بوظيفة جندي درجة أولى.[230] تتمثل معاهد التدريب الشرطية للأفراد وجنود الصف في: معاهد معاوني الأمن: بالقاهرة (ذكور، إناث) وبالبحيرة، معهد مندوبي الشرطة بالقاهرة، معهد التدريب الراقي بالقاهرة، معهد تأهيل ضباط صف وجنود الشرطة بسوهاج.[231]
- المعاهد الفنية الشرطية للتمريض (ذكور، إناث) تقبل المعاهد الحاصلين على الشهادة الإعدادية (لغة إنجليزية) طبقاً لشروط قطاع الخدمات الطبية بوزارة الداخلية. تقع مقرات المعاهد بمحافظتي القاهرة والإسكندرية ومدة الدراسة بها 5 سنوات دراسية يمنح الطالب/الطالبة الناجح في نهايتها رتبة جندي أول.[232]

## التعليم العالي

### مؤسسات التعليم العالي
تنقسم مؤسسات التعليم العالي في مصر بخلاف مؤسسات التعليم العسكري والديني والفني إلى:
- جامعات حكومية: وهي جامعات أنشأتها الدولة في مختلف الأقاليم وتتكون من عدد من الكليات أو المعاهد أو المراكز. يبلغ عدد الجامعات الحكومية حالياً 24 جامعة هي على الترتيب طبقاً لتاريخ إنشائها (القاهرة، الإسكندرية، عين شمس، أسيوط، طنطا، المنصورة، الزقازيق، حلوان، المنيا، المنوفية، قناة السويس، جنوب الوادي، بنها، الفيوم، بني سويف، كفر الشيخ، سوهاج، بورسعيد، دمنهور، أسوان، دمياط، مدينة السادات، السويس، العريش، الأقصر، الوداي الجديد، مطروح، الغردقة).
- جامعات خاصة وأهلية: وهي جامعات تعود ملكيتها إلى أشخاص أو مؤسسات وتقبل الطلاب مقابل مصاريف سنوية وتنقسم إلى جامعات عربي، وجامعات أجنبية، وتقبل كليات تلك الجامعات الطلاب بمجموع أقل لدرجات الثانوية العامة من المجموع الذي تحدده الجامعات الحكومية بحد أدنى. ويضم هذا النوع من التعليم الجامعات الأهلية وهي منشآت تعليمية لا تهدف للربح وتوجه مكاسبها إلى تطوير المنشأة نفسها.
- معاهد عليا وأكاديميات: تقدم تعليماً موازياً للتعليم الجامعي، لكن يغلب عليه الطابع التطبيقي، ومن تلك المعاهد الحكومي والخاص، ومدة الدراسة بها إما سنتين ويحصل خريجيها على مؤهل فوق متوسط، أو أربع أو خمس سنوات ويحصل خريجيها على مؤهل عالي.[233]

### شروط القبول والأنظمة الدراسية
أباحت اللائحة التنفيذية لقانون تنظيم الجامعات (مواد 75، 77، 88) قبول الطالب في الجامعات الحكومية عند حصوله على:
1. الثانوية العامة وما يعادلها: بشرط الحصول على المجموع المؤهل للكلية ومراعاة التوزيع الجغرافي (الثانوية الأزهرية معادلة للثانوية العامة ويحق لحاملها ما يحق لحامل الثانوية العامة، وهو ما حكمت به محكمة القضاء الإداري حكم رقم 84121 لسنة 70 ق كقاعدة عامة)[234]
2. الدبلوم الفني: بشرط اجتيازه للمسابقة المركزية الموحدة
3. حصول الطالب على مؤهل عال ويرغب في الالتحاق بالجامعات للحصول على مؤهل آخر[235] (قرار المجلس الأعلى للجامعات بتاريخ 31/7/2010)، ويُعرف باسم قبول المؤهلات العليا، (يُراعى عدم الخلط بينه وبين الدراسات العليا) ويُمكن للطالب الحاصل على مؤهل عال أن يلتحق بالكليات النظرية (كالحقوق والتجارة) بالنظام الدراسي الانتساب العادي، أو يلتحق بالكليات العملية (كالهندسة والعلوم وغيرها بحسب كل جامعة) بالنظام الدراسي الانتظام، وتضع كل جامعة بعض الشروط الخاصة للقبول في نظام المؤهلات العليا.

تشمل الأنظمة الدراسية بالجامعات:
- الانتظام: هو النظام الطبيعي للالتحاق بالجامعات فور إنهاء الطالب المرحلة الثانوية طبقاً لمجموعه المحدد لكل كلية عن طريق مكتب التنسيق سواء للمؤسسات العامة أو الخاصة، أو فور حصوله على مؤهل عال ويرغب في الحصول على مؤهل آخر من كلية عملية.
- الانتساب
  - الانتساب الموجه: هو نظام موازي لطلاب الانتظام، ولكن تقبل على أساسه الكليات النظرية طلاب المرحلة الثانوية بمجموع أقل بفروق ضئيلة عن المحدد لطلاب الانتظام، ويجوز للطالب المنتسب التحويل إلى طالب منتظم بشرط نجاحه بالكلية وحصوله على تقدير عام جيد على الأقل.[236]
  - الانتساب العادي: هو نظام يُقبل فيه حملة المؤهلات العليا الراغبين في الالتحاق بالجامعات المصرية للحصول على مؤهل عال ثان من الكليات النظرية
- التعليم المفتوح: هو نظام للالتحاق بالتعليم الجامعي بكليات محددة وذلك لمن مر على إنهائهم للمرحلة الثانوية عدة سنوات ولم يلتحقوا بالتعليم الجامعي أو لخريجين الجامعات الراغبين في الدراسة بمجالات إضافية. وتم إلغاء هذا النظام.[237]
- التعليم المدمج: هو نظام بديل للتعليم المفتوح الذي تم إلغاؤه ومشابه إلى حد كبير التعليم الإلكتروني، وهو عبارة عن نوع تعليم عن بعد يكون به جزء إلكتروني «على اليوتيوب»، ونسبة 25% وجهًا لوجه يمكن أن تتحقق عن طريق مؤتمرات الفيديو المرئية.[238]
- التعليم الإلكتروني: هو نظام تتبناه الجامعة المصرية للتعلم الإلكتروني يجمع بين مميزات التعليم التقليدي والتعليم الإلكتروني، يشتمل على محاضرات وفصول دراسية مباشرة بين الطالب والأستاذ في مراكز دراسية بعدة محافظات، وفصول دراسية افتراضية باستخدام تكنولوجيا المعلومات والاتصالات، ومؤتمرات فيديو مرئية يقوم بها الأساتذة في المراكز الدراسية، وتعلم ذاتي من خلال شبكة الإنترنت وشبكة معلومات الجامعة.[239]

## تعليم الكبار
يقوم بمسؤولية محو الأمية وتعليم الكبار الهيئة العامة لتعليم الكبار التابعة لوزير التربية والتعليم، وللهيئة جهاز تنفيذي يعين رئيسه بقرار من رئيس الجمهورية، ولها مجلس إدارة برئاسة رئيس الوزراء أو من ينيبه. تؤدي الهيئة دورها عن طريق فروعها في كل محافظات الجمهورية، ولكل منهم مجلس تنفيذي لمحو الأمية برئاسة محافظ الإقليم. تهدف فصول محو الأمية إلى إكساب الدارسين مهارات القراءة والكتابة والحساب، وإتاحة الفرصة للحاصلين على شهادات محو الأمية لمواصلة التعليم في المراحل الإعدادية والثانوية وصولاً للتعليم الجامعي. ويشترط للالتحاق بفصول محو الأمية أن لا يقل السن عن 16 سنة وأن يكون غير حاصل على شهادة نهاية الحلقة الأولى من التعليم الأساسي.

## البنية التحتية

### التشريعات
اختص دستور جمهورية مصر العربية التعليم بست مواد تبدأ من المادة رقم 19 حتى المادة رقم 25، حيث كفلت المادة رقم 19 حق التعليم لكل مواطن وأن هدفه بناء الشخصية المصرية والحفاظ على الهوية الوطنية وتنمية المواهب وتشجيع الابتكار والتزام الدولة بتوفيره وفقاً لمعايير الجودة العالمية، وأن التعليم إلزامي حتى نهاية المرحلة الثانوية أو ما يعادلها وتكفل الدولة مجانيته وتلتزم بتخصيص نسبة من الإنفاق الحكومي للتعليم لا تقل عن 4% من الناتج القومي الإجمالي له تتصاعد تدريجياً حتى تتفق مع المعدلات العالمية، وتشرف الدولة عليه لضمان الالتزام بالسياسات التعليمية لها. واختصت المادة رقم 20 بالتعليم الفني والتقني والتدريب المهني وتطويره والتوسع في أنحائه بما يتناسب مع احتياجات سوق العمل. وأكدت المادة رقم 22 على أن كفالة ورعاية الدولة لحقوق وتنمية كفاءة المعلمين وأعضاء هيئات التدريس. واهتمت المادة رقم 24 باللغة العربية والتربية الدينية والتاريخ الوطني كمواد أساسية في التعليم قبل الجامعي الحكومي والخاص، وأكدت المادة رقم 25 على التزام الدولة بالقضاء على الأمية.:13:14
بالإضافة إلى المواد ذات الصلة بالطفل، حيث جاء بالمادة رقم 80 أن لكل طفل الحق في التعليم المبكر في مركز للطفولة حتى السادسة من عمره، ويحظر تشغيل الطفل قبل تجاوزه سن التعليم الأساسي، وجاء في المادة رقم 81 أن الدولة تلتزم بضمان حقوق الأشخاص ذوي الإعاقة والأقزام صحياً واقتصادياً واجتماعياً وثقافياً ورياضياً وتعليمياً، ونصت المادة رقم 82 على أن تكفل الدولة رعاية الشباب والنشأ وتعمل على اكتشاف مواهبهم، وتنمية قدراتهم الثقافية والعلمية والنفسية والبدنية والإبداعية وتشجيعهم على العمل الجماعي والتطوعي وتمكينهم من المشاركة في الحياة العامة.:12:13

### المكتبات
ينقسم توزيع المكتبات في مصر ما بين المكتبات التي تتبع وزارة الثقافة مثل (فروع مكتبة مصر العامة، فروع مكتبة الطفل، مكتبة المجلس الأعلى للثقافة، المكتبة الموسيقية، مكتبة الحضارة الإسلامية، مكتبة القاهرة الكبرى، منشآت الهيئة العامة لدار الكتب والوثائق القومية، مكتبات الهيئة العامة لقصور الثقافة، مكتبات الهيئة المصرية العامة للكتاب) ومكتبات المراكز الثقافية المحلية والأجنبية التي تتبع الجهات المنشأة لها. بجانب مكتبة الإسكندرية التي تتبع رئيس الجمهورية، والمكتبات الملحقة بدور العبادة والمنشآت الدينية مثل (مكتبة الأزهر، مكتبة دير سانت كاترين)، والمكتبات الجامعية التي تتبع وزارة التعليم العالي ويمثلها اتحاد مكتبات الجامعات المصرية، والمكتبات المدرسية التي تتبع وزارة التربية والتعليم.

### مراكز التأهيل والتدريب

#### مراكز إعداد القادة
هي مراكز حكومية موزعة بين عدة وزارات وجهات تختص بتأهيل وتدريب الكوادر البشرية لإكسابها القدرات والمهارات اللازم توافرها لشغل الوظائف القيادية، ومنها مركز إعداد القادة للقطاع الحكومي بالجهاز المركزي للتنظيم والإدارة، مركز إعداد القادة لإدارة الأعمال بوزارة قطاع الأعمال العام، مركز إعداد القادة التربويين بوزارة التعليم، مركز إعداد القادة بجامعة القاهرة، مركز إعداد القادة بجامعة حلوان، مركز إعداد القادة بجامعة المنوفية، مركز إعداد القادة بالشركة المصرية للاتصالات، مركز إعداد القادة بالشركة القابضة لكهرباء مصر.

#### مراكز التعليم المدني
هي مراكز تابعة لوزارة الشباب والرياضة وعددها 9 تتوزع على محافظات القاهرة، دمياط، سوهاج، الفيوم، الأقصر، مطروح، الإسكندرية، البحيرة، الشرقية، ويقام بها العديد من الفعاليات والأنشطة والبرامج التدريبية التثقيفية الهادفة إلى تنمية قدرات ومهارات الشباب ورعاية المواهب.

#### مراكز التدريب المهني
هي مراكز تابعة لوزارة القوى العاملة تقوم على توفير التدريب والمعرفة اللازمة والمطلوبة لسوق العمل، وتوفير عمالة فنية مؤهلة ومدربة.

#### الأكاديميات التدريبية
هي أكاديميات حكومية موزعة بين عدة جهات تقوم على توفير برامج تدريبية في نطاق الهدف التي أنشئت من أجله ومن أمثلتها: الأكاديمية الوطنية لتأهيل وتدريب الشباب وتتبع رئيس الجمهورية وتهدف إلى تنمية الكوادر الشبابية بكافة قطاعات الدولة والارتقاء بقدراتهم ومهاراتهم. الأكاديمية الوطنية لمكافحة الفساد وتتبع رئيس هيئة الرقابة الإدارية، ويتمثل دورها في عقد دورات تدريبية لأعضاء هيئة الرقابة الإدارية، ويجوز أن يمتد نشاطها ليشمل تدريب أعضاء الهيئات والأجهزة المعنية بمكافحة الفساد داخل مصر وخارجها وسائر العاملين بالدولة.

### مجلس الوزراء

شعار الهيئة القومية لضمان جودة التعليم والاعتماد

- الهيئة القومية لضمان جودة التعليم والاعتماد (مصر): تقوم الهيئة على نشر ثقافة الجودة في المؤسسات التعليمية الجامعية وقبل الجامعية، وتنمية المعايير القومية لتواكب المعايير القياسية الدولية لإعادة هيكلة المؤسسات التعليمية، وتحسين جودة عملياتها ومخرجاتها. أنشئت الهيئة بالقانون رقم 82 لسنة 2006 وتتبع رئيس مجلس الوزراء، ولها فروعاً متعددة في محافظات مصر.[257]
- صندوق تطوير التعليم: أنشئ صندوق تطوير التعليم بالقرار الجمهوري رقم 290 لسنة 2004 بتاريخ 28 أغسطس 2004 برئاسة رئيس مجلس الوزراء وعضوية وزراء (التربية والتعليم، التعليم العالي والدولة للبحث العلمي، المالية، التعاون الدولي، التنمية الاقتصادية، الاتصالات وتكنولوجيا المعلومات، التجارة والصناعة)، وأربعة من ذوي الخبرة. يهدف الصندوق إلى تقديم المساعدة والدعم المالي للمشروعات التي تساهم في برامج تطوير التعليم في مستوياته المختلفة.[258][259]
- المجلس الأعلى للعلوم والتكنولوجيا: يختص بالتخطيط الاستراتيجي لاستخدام البحث العلمي التنمية ووضع الرؤى المستقبلية واعتماد الخطة الوطنية للبحث العلمي واقتراح سياساته.[260][261]:4

### وزارة التربية والتعليم والتعليم الفني

#### المجلس الأعلى للتعليم قبل الجامعي
هو المجلس الذي يتولى التخطيط للتعليم قبل الجامعي ورسم خططه وبرامجه ويضم ممثلين عن قطاعات التعليم والجامعات والأزهر والثقافة والتخطيط والمالية والقوى العاملة.:مادة2

#### المجلس التنفيذي للتعليم الفني والتدريب المهني
هو مظلة موحدة للتخطيط والتنسيق لمنظومة التعليم الفني والتدريب المهني بمؤسسات الدولة التعليمية برئاسة وزير التربية والتعليم وعضوية ممثلي وزارة السياحة، وزارة الاتصالات وتكنولوجيا المعلومات، وزارة الزراعة واستصلاح الأراضي، وزارة التجارة والصناعة، وزارة الاستثمار، وزارة التنمية المحلية والتنمية الإدارية، وزارة الإسكان والمرافق والمجتمعات العمرانية، وزارة التعليم العالي والبحث العلمي، وزارة القوى العاملة وزارة الهجرة، رئيس مجلس إدارة الصندوق الاجتماعي للتنمية، الهيئة القومية لضمان الجودة والاعتماد، رئيس اتحاد الصناعات المصرية، رئيس الاتحاد العام للغرف التجارية المصرية، رئيس الاتحاد المصري لمقاولي التشييد والبناء، رئيس الاتحاد العام للجمعيات الأهلية، ثلاثة من رجال الأعمال والصناعة، اثنان من منظمات المجتمع المدني ذات الصلة.

#### صندوق دعم وتمويل المشروعات التعليمية
أنشئ صندوق دعم وتمويل المشروعات التعليمية بالقانون رقم 227 لسنة 1989 برئاسة وزير التربية والتعليم بهدف دعم وتمويل المشروعات التعليمية بما في ذلك إقامة المدارس والمنشآت والمراكز التعليمية وتجهيزها وصيانتها وترميمها.

#### المعلمين
يشترط في التعيين لوظيفة معلم أن يكون المتقدم من خريجي كليات التربية أو الحاصلين على مؤهل عالي تربوي مناسب أو على مؤهل عال مناسب بالإضافة إلى شهادة أو إجازة تأهيل. واجتياز الدورات التدريبية اللازمة لشغل الوظائف الخاصة بالمهارات والمعارف والذي تعده الأكاديمية المهنية للمعلمين لهذا الغرض.:مادة1-3

#### الموجهين

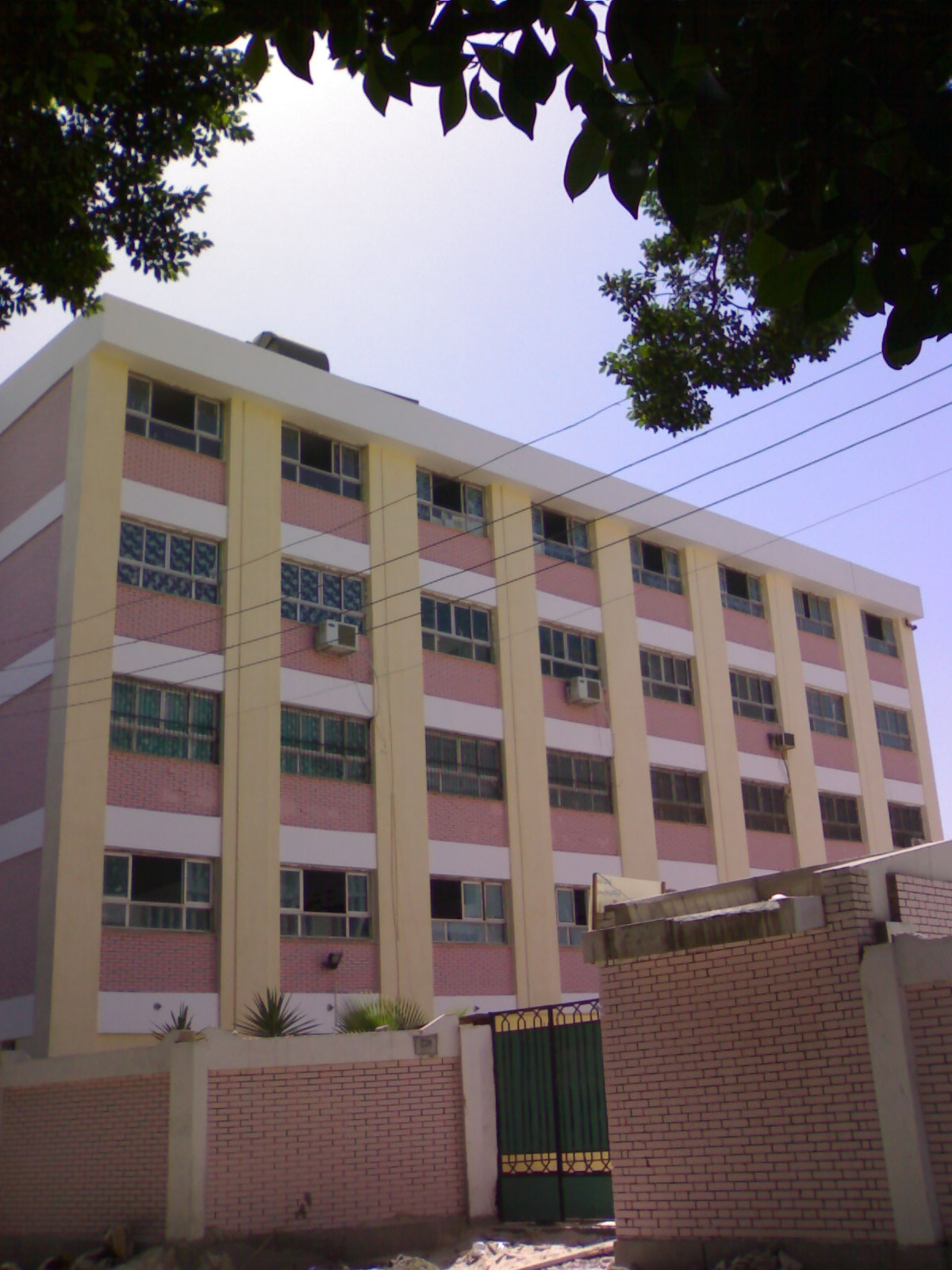
مبنى مدرسي تقليدي

يتركز عمل الموجهين على متابعة المعلمين وتحضيرهم لدروسهم بشكل علمي ومتابعة مدى تحقيق الهدف من الدروس التعليمية من خلال الأسئلة الشفوية والتحريرية وتقييم كافة عناصر العملية التعليمية والأنشطة ومستوى أداء الطلاب ونقل الخبرات إلى المعلم وتفعيل التعليمات في كل ما هو جديد بخصوص المواد الدراسية.:مادة3

#### الأبنية التعليمية
يقوم على بناء وصيانة المدارس في مصر الهيئة العامة للأبنية التعليمية والتي تتولى توفير المباني التعليمية والمحافظة على الحالة الفنية للمدارس وتجهيزها بالوسائل التعليمية والتجهيزات المعملية ووضع الخطط لاستيعاب الزيادة في أعداد التلاميذ.

#### التغذية المدرسية
تتمثل الفئة المستهدفة لبرنامج التغذية المدرسية في جميع طلاب الصفوف الدراسية بمراحل التعليم المختلفة من رياض الأطفال وحتى الصف الثالث الثانوي، وذلك لتحسين تغذية الطلاب وفي نفس الوقت تشجيعهم على الحضور من خلال جعل المدرسة جاذبة للتلميذ. وتمول التغذية المدرسية من الميزانية الحكومية بجانب ما يقدم من منح خارجية، ويرتبط العدد الفعلي للمستفيدين من هذا البرنامج بالميزانية المقررة له.

### وزارة التعليم العالي والبحث العلمي

#### المجالس العليا

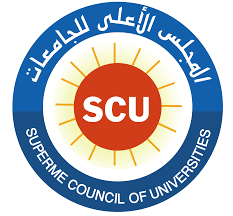
شعار المجلس الأعلى للجامعات

- المجلس الأعلى للجامعات: هو المجلس المسؤول عن تنظيم شؤون الجامعات الحكومية.[268]
  - المجلس الأعلى لشؤون الدراسات العليا والبحوث: يختص برسم السياسات العامة لكل من الدراسات العليا في الجامعات، استكمال أعضاء هيئة التدريس إيفادهم في مهمات علمية، عقد المؤتمرات والندوات العلمية.[269]
  - المجلس الأعلى لشؤون التعليم والطلاب: يختص برسم السياسة العامة للدراسة والتعليم وقبول الطلاب والخدمات الطلابية والأنشطة في مرحلة البكالوريوس والليسانس وتحقيق التعاون والتنسيق بين مجالس التعليم والطلاب وتقييم نظم الدراسة والامتحان والخدمات الطلابية.[269]
  - المجلس الأعلى لشؤون خدمة المجتمع وتنمية البيئة: يختص برسم السياسة العامة لتحقيق دور الجامعات في خدمة المجتمع وتنمية البيئة وحل مشاكل النشاط الإنتاجي وتنظيم المؤتمرات والندوات التي تستهدف خدمة المجتمع وتنمية البيئة.[269]
- مجلس الجامعات الخاصة والأهلية: هو المجلس المسؤول عن تنظيم شؤون الجامعات الخاصة والأهلية.[270][271]:155:156
- مجلس شؤون المعاهد العالية الخاصة: هو المجلس المسؤول عن تنظيم شؤون المعاهد العليا الخاصة.[272]
- المجلس الأعلى للتعليم التكنولوجي.[273]
- مجلس شؤون فروع الجامعات الأجنبية.[274]
- المجلس الأعلى للمستشفيات الجامعية.[275]
- الهيئة القومية للجامعات الأهلية والتكنولوجية.[276]

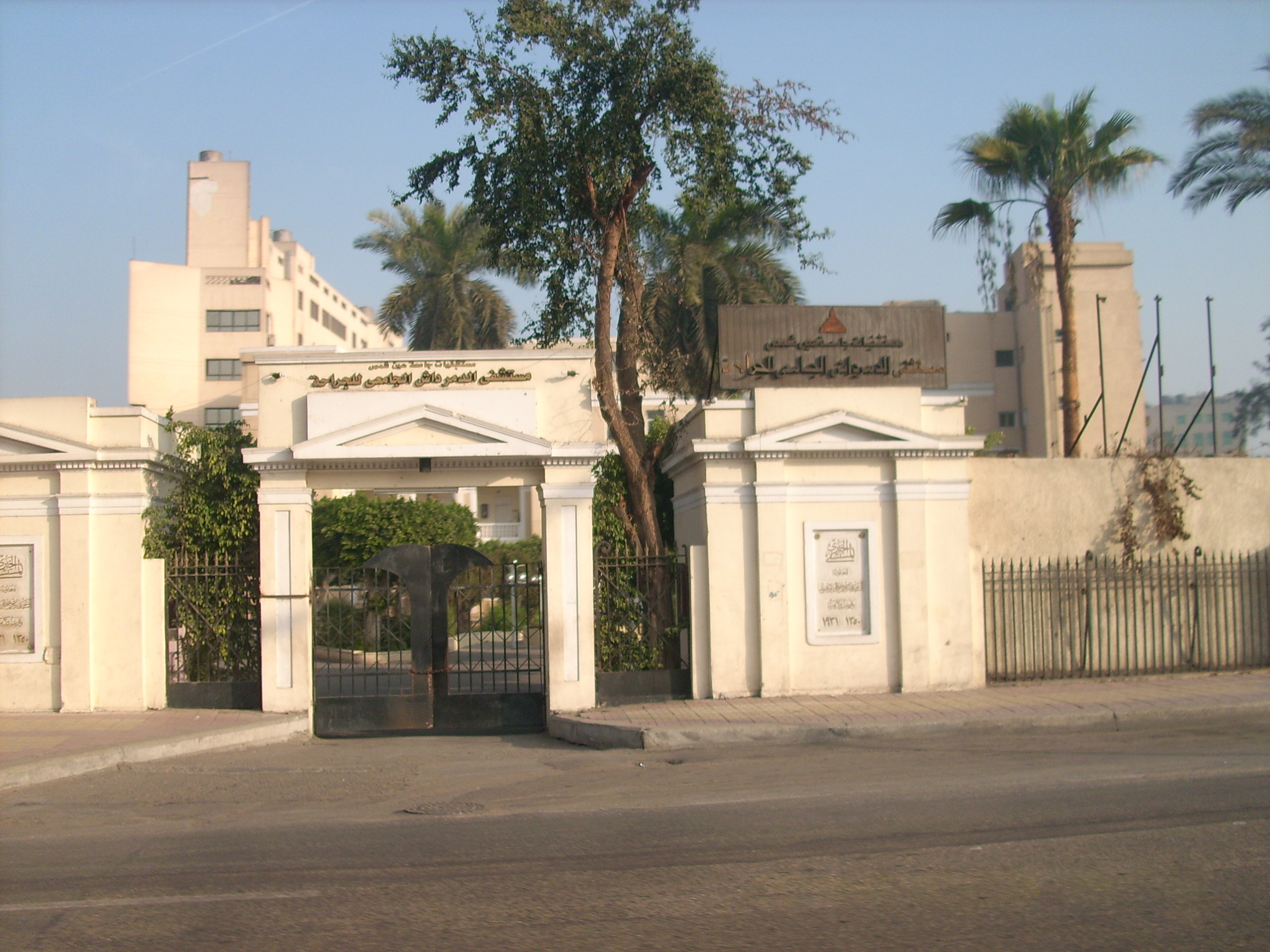
مستشفى الدمرداش الجامعي

#### أعضاء هيئة تدريس الجامعات
يقوم بتعيين أعضاء هيئة التدريس رؤساء الجامعات شرط أن يكون المعين حاصلاً على درجة الدكتوراه أو ما يعادلها من إحدى الجامعات المصرية في مادة تؤهله لشغل الوظيفة أو أن يكون حاصلاً على درجة معادلة معترف بها من الخارج.:مادة64:79

#### مكتب التنسيق
مكتب تنسيق القبول بالجامعات والمعاهد يتبع إدارياً وزارة التعليم العالي، وهو الجهة المختصة بقبول أوراق الطلاب الحاصلين على الشهادات المختلفة للمرحلة الثانوية وترشيحهم للجامعات الحكومية والمعاهد العليا والمتوسطة في حدود الأعداد والقواعد التي يحددها المجلس الأعلى للجامعات، بشرط حداثة المؤهل، ولا يقبل الطلاب الحاصلين على شهاداتهم في سنوات سابقة.

#### البحث العلمي

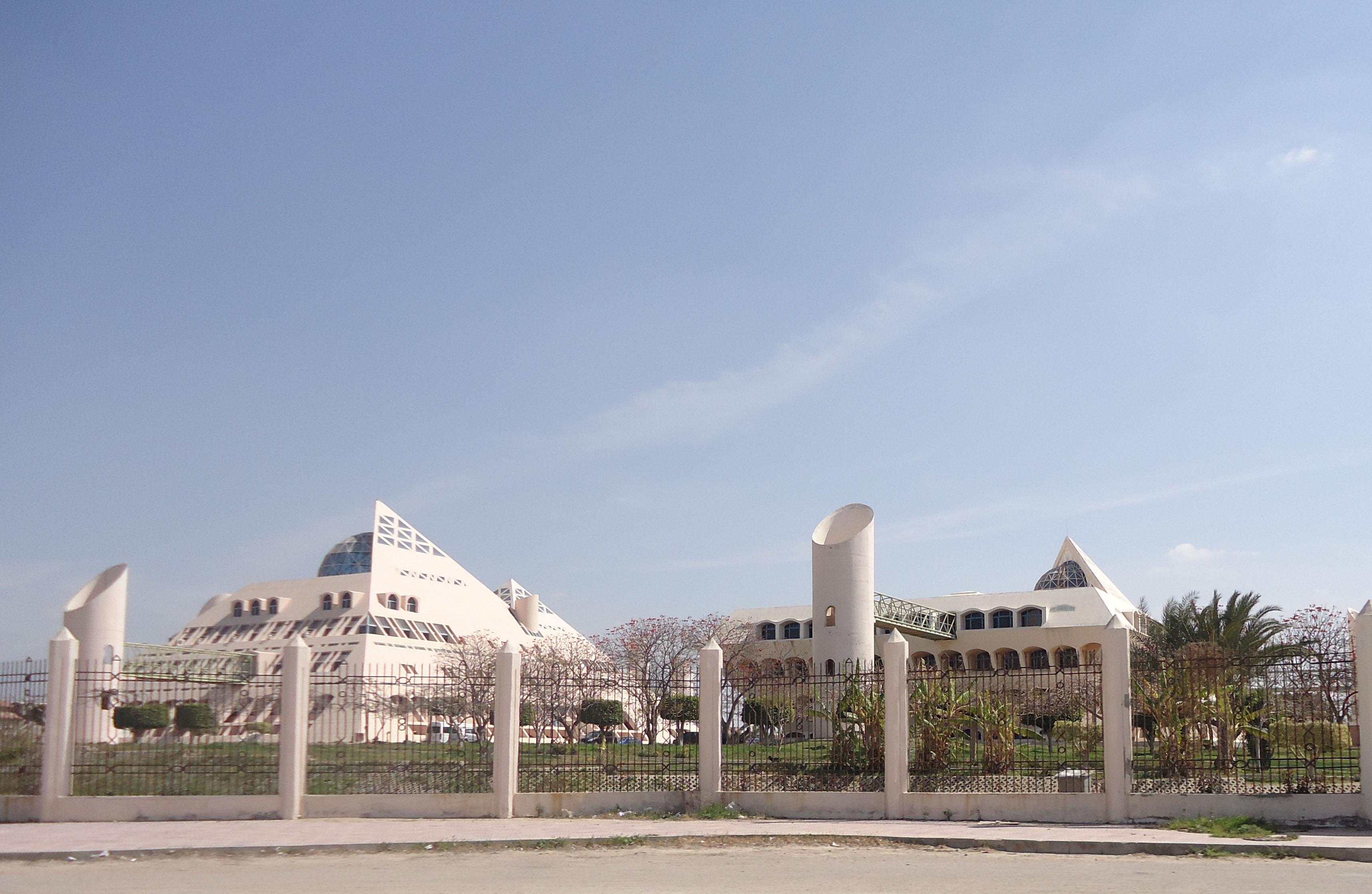
مدينة الأبحاث العلمية والتطبيقات التكنولوجية التابعة لمجلس المراكز والمعاهد والهيئات البحثية

وفقاً لدستور مصر 2014 فإن على الدولة تخصيص ميزانية للبحث العلمي لا تقل عن 1% من الناتج القومي الإجمالي. وتقع مسؤولية البحث العلمي في مصر على عاتق وزارة الدولة للبحث العلمي والتي تكون وزارة مستقلة أحياناً وتضم إلى وزارة التعليم العالي في أحيان أخرى تحت اسم وزارة التعليم العالي والبحث العلمي. ويأتي على رأس المؤسسات الراعية للبحث العلمي في مصر كل من:
- أكاديمية البحث العلمي والتكنولوجيا: تعمل على تطوير العلوم والتكنولوجيا من خلال عدد من المجالس النوعية مثل مجلس العلوم الطبية والتغذية ومجلس العلوم الاقتصادية والإدارية وغيره.[261]:4
- مجلس المراكز والمعاهد والهيئات البحثية: تتمثل مهامه في وضع الخطط والأهداف البحثية، والتنسيق والربط وإصدار اللوائح المشتركة بين المراكز والمعاهد البحثية، وتقييم أدائها وتقديم الدعم لها، ومتابعة ميزانياتها.[261]:4[280]
- صندوق الاستشارات والدراسات والبحوث الفنية والتكنولوجية: يمثل آلية للتعاون بين مؤسسات العلوم والتكنولوجيا والجامعات والجهات الإنتاجية.[261][281]:4
- هيئة تمويل العلوم والتكنولوجيا والابتكار: تهدف إلى تمويل الأنشطة العلمية والعمل على إيجاد آليات مناسبة ومرنة لتمويل منظومة العلوم والتكنولوجيا.[261][282][283]:4
- المؤسسات والمراكز البحثية الأهلية: وهي مؤسسات تتمتع بالاستقلالية التامة ويتم تمويلها عبر التبرعات من الهيئات والأشخاص، مثل مدينة زويل للعلوم والتكنولوجيا.[284]
- المراكز البحثية التابعة للجامعات: وهي مراكز تتبع كل جامعة على حدى بهدف خدمة الباحثين بمختلف كليات كل جامعة، مثل مجمع المعامل البحثية التابع لجامعة القاهرة.[285]
- المراكز والمعاهد والهيئات البحثية: وهي الجهات التابعة لوزارة البحث العلمي مباشرة.

### وزارة الصحة

#### المستشفيات التعليمية
في عام 1975 صدر قرار جمهوري بإنشاء الهيئة العامة للمستشفيات والمعاهد التعليمية للمساهمة في توفير الرعاية الطبية للمواطنين وفي نفس الوقت إتاحة فرصة للتدريب والتعليم للأطباء والفنيين. تعمل المستشفيات والمعاهد التابعة للهيئة بالتنسيق بين أجهزة وزارة الصحة وكليات الطب ومراكز البحث الأخرى.

## السمات

### التصنيف والاختبارات الدولية

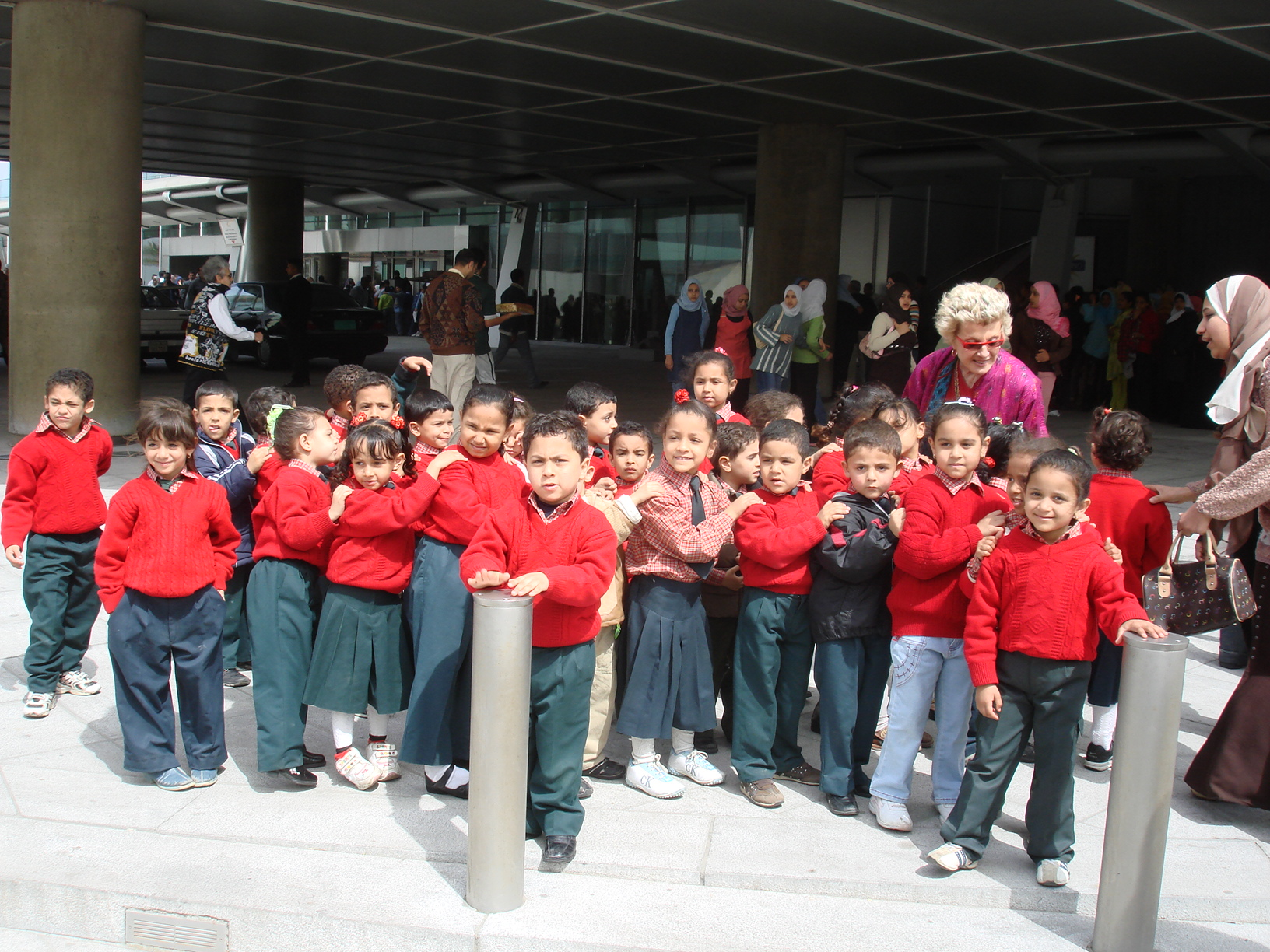
طلاب من الجنسين في المرحلة الابتدائية

طبقاً لمؤشرات التعليم بتقارير التنافسية الدولية في عام 2015/2016، جاءت مصر في المرتبة رقم 139 من إجمالي 140 دولة في مؤشر جودة التعليم الابتدائي، والمركز 59 ضمن 140 دولة في نسب الالتحاق بالتعليم الابتدائي، والمركز 80 ضمن 140 دولة في نسب الالتحاق بالتعليم الثانوي، والمركز 139 ضمن 140 دولة في جودة التعليم العام والعالي، والمركز 131 ضمن 140 دولة في جودة العلوم والرياضيات. وتشارك مصر في الاختبارات الدولية حول اتجاهات ومدى تقدم التعليم مثل بيرلز - الدراسة الدولية لقياس مدى تقدم القراءة (بالإنجليزية: PIRLS - Progress in International Reading Literacy Study)‏ واختبار التيمز أو التيمس - دراسة التوجهات الدولية في الرياضيات والعلوم (بالإنجليزية: TIMSS - Trends in International Mathematics and Science Study)‏ والتي تجريها وتنظمها وتشرف عليها الجمعية الدولية لتقييم التحصيل التربوي (بالإنجليزية: IEA - International Association for the Evaluation of Educational Achievement)‏ التي تتكون من ممثلين عن مجموعة من المؤسسات التعليمية والمراكز البحثية والأجهزة الحكومية.

### الاختلاط بين الجنسين
منع الاختلاط بين الجنسين هو السمة الغالبة في المدارس المصرية خاصة بعد انتهاء المرحلة الابتدائية ولكنه ليس مطبقاً بشكل كامل فهناك بعض المدارس الحكومية التي تسمح بالاختلاط حتى انتهاء المرحلة الثانوية، أما المدارس الخاصة والدولية فتميل للفصل في ساعات الدراسة فقط، فبعضها يطبقه في فصول منفصلة وبعضها في مبانٍ منفصلة، والبعض الآخر يسمح بالاختلاط داخل الفصول. أما المدارس العسكرية والدينية سواء الأزهرية أو الراهبات فيمنع بها الاختلاط نهائياً. وخلال مراحل التعليم فوق المتوسط والعالي يسمح بالاختلاط بين الجنسين سواء في المنشآت الحكومية أو الخاصة مع استثناء بعض الكليات الحكومية وجميع المنشآت العسكرية والدينية التي يتم فيها التدريس للجنسين في منشآت منفصلة تماماً.

## التحديات

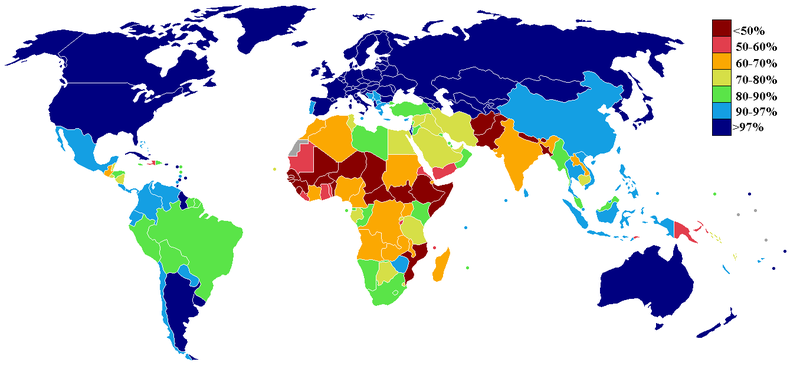
خريطة الأمية في العالم حتى عام 2011

- تمويل التعليم: تمثل قضية تمويل التعليم أحد المشاكل الرئيسية لنظام التعليم المصري، بسبب محدودية الموارد وعجز الموازنة العامة للدولة والسعي في نفس الوقت لتوفير خدمة تعليمية مدعمة للأعداد المتزايدة من الطلاب في المراحل التعليمية المختلفة.[291]:138
- العدالة وتكافؤ الفرص: يرتفع نصيب الطالب من الإنفاق العام على التعليم العالي إلى أكثر من ثلاثة أضعاف نصيب نظيره في التعليم قبل الجامعي على خلاف المتبع بعدة دول أخرى والتي يكون فيها نصيب الطالبين في التعليم العالي وقبل الجامعي متعادل تقريباً. حيث يمثل الطلاب الذين ينتمون للأسر الفقيرة 25% من طلاب التعليم الابتدائي، ونحو 14% من طلاب التعليم الثانوي، و4% من طلاب التعليم العالي. كما تقدر نسبة التحاق الطلاب الذين ينتمون إلى الأسر الأكثر رفاهية بالتعليم العالي بحوالي 98.5% في حين تصل هذه النسبة إلى 5.5% بالنسبة للطلاب الذين ينتمون إلى الأسر الأكثر حرماناً. كما ينحاز التعليم العالي بشكل واضح لطلاب الثانوية العامة الذي يشكلون تقريباً ثلث المقيدين في مرحلة التعليم الثانوي (العام والأزهري والفني) حيث يلتحق نحو 94% منهم بالتعليم العالي في حين يشكل طلاب الثانوية الفنية 55% تقريباً من جملة المقيدين ينتمي أغلبهم إلى أسر فقيرة وهؤلاء تنحصر فرصهم في 9% فقط هم الذين يستطيعون الالتحاق بمؤسسات التعليم العالي.[291]:144[292]
- الدروس الخصوصية: تمثل الدروس الخصوصية أحد التحديات البارزة لنظام التعليم المصري فحوالي 58.4% من الطلاب الحاليين يتلقون دروساً خصوصية خارج الساعات المدرسية، مما يتسبب في انتشار ظاهرة الغياب عن المدارس خصوصاً بين طلبة الثانوية العامة. ويلجأ الطلاب لتلك الدروس بغرض النجاح في نظام التعليم المعتمد فقط على الامتحانات في الوصول إلى المرحلة الدراسية التالية.[293]:3:4
- المناهج والامتحانات: المناهج الدراسية العامة هي مناهج تقليدية تعتمد على التعليم بالحفظ والتلقين ونظام الامتحانات المقررة للمصير، ويراها غالبية الطلاب صعبة الاستيعاب ولا تؤهل لسوق العمل.[293]:3:4
- التسرب من التعليم: بلغ إجمالي عدد المتسربين من مرحلة التعليم الابتدائي خلال الفترة من عام 2010 حتى 2011 حوالي 28841 تلميذ وتلميذة، ومن مرحلة التعليم الإعدادي 130564 تلميذ وتلميذة، ومن بين محافظات مصر ظلت 14 محافظة هي الأعلى في نسبة التسرب وهي (مطروح، شمال سيناء، جنوب سيناء، بني سويف، أسيوط، سوهاج، البحر الأحمر، المنوفية، الفيوم، قنا، دمياط، الغربية، الأقصر، القليوبية).[5]:9
- تعليم الفتيات: تتمثل الأسباب الأساسية لتسرب الفتيات من التعليم في عدة نقاط منها تفضيل الأسر الفقيرة لتعليم البنين على البنات في حال لم يستطيعوا تحمل النفقات، وكذلك أدوار النوع الاجتماعي السائدة للثقافة المحلية خصوصاً في الريف والصعيد التي تجبر البنات على المساعدة في الأعمال المنزلية أو الدخول في عمالة الأطفال، ويعزز ذلك النقص الحاصل في توافر فرص العمل للمرأة، وبعد المدارس في بعض المناطق الذي يرغم الفتيات على قطع مسافات طويلة في مناطق غير آمنة، وعدم توافر مرافق صحية منفصلة للبنات، وتساهم أيضاً التقاليد الثقافية التي توجه البنات نحو الأمومة المبكرة في تركهن للمدارس في وقت مبكر.[294]:14
- عمالة الأطفال: بلغ حجم عمالة الأطفال في مصر طبقاً لتقديرات منظمة العمل الدولية نحو ما يقرب من 2.2 مليون طفل، بنسبة تصل إلى 26%. ووفقاً لآخر إحصائية للجهاز المركزي للتعبئة والإحصاء لسنة 2013، فإن حجم عمالة الأطفال يبلغ نحو 1.6 مليون طفل، منهم 83% يعملون في الريف مقابل 16% في المدن، و46% من إجمالي هؤلاء الأطفال العاملين يتراوح بين 15 و17 سنة، و78% منهم من الذكور و21% من الإناث، ويقضي هؤلاء الأطفال عدد ساعات عمل تتعدى أكثر من 9 ساعات يومياً في المتوسط، وأكثر من ستة أيام في الأسبوع.[295]
- قصور القراءة والكتابة: يعاني نسبة متفاوتة من طلاب المرحلتين الابتدائية والإعدادية من ضعف القراءة والكتابة في انعكاس واضح لتأخر المناهج وطرق التدريس في تلك المراحل. ولمواجهة تلك المشكلة أجرت وزارة التربية والتعليم برنامج لعلاج ضعف القراءة والكتابة «القرائية».[296]
- الأمية: وصلت نسبة الأمية في مصر في عام 2012 إلى 28% في الفئة العمرية من 15 إلى 35 سنة، بإجمالي 17 مليون نسمة، و40% في الفئة العمرية من 15 سنة فأكثر بإجمالي 34 مليون نسمة. وتصل نسبة الأمية بين الذكور إلى 22% فيما تصل بين الإناث إلى 37%، وحوالي 64% من الأميين في المناطق الريفية لعدة أسباب منها الالتحاق بأعمال الفلاحة والفقر.[5]:9:10
- الرعاية الصحية: تعاني المدارس العامة في مصر من نقص في خدمات الرعاية الطبية خاصة في الصعيد والريف سواء في عدد الأطباء حيث يخصص طيب لكل 5 مدارس تقريباً أو الزائرات الصحيات أو غرف العزل الطبية المجهزة في حالة الأمراض المعدية أو نقص المستلزمات الطبية.[297]
- الكثافة الطلابية: يعاني التعليم العام في مصر من أزمة كثافة الفصول الدراسية، وهي انعكاس لمشاكل تمويل التعليم سواء في القدرة المالية على التوسع في بناء المدارس، أو عدم توافر أماكن للبناء، أو تكاليف صيانة الأبنية التعليمية. وقد تصل الكثافة في بعض المدارس العامة ما بين 90 إلى 140 تلميذاً في الفصل الواحد، مما يستدعي العمل في بعض المدارس بنظام الفترة الثانية لتوفير فصول لأعداد الطلاب المتزايدة. ويترتب على تلك الأزمة أغلب المشكلات المرتبطة بضعف مخرجات العملية التعليمية سواء إلقاء عبء ثقيل على المعلم لمقابلة الفروق الفردية والمتباينة لعدد كبير من الطلاب، قد لا تمكنه من توجيه اهتمام كافي لضعاف المستوى من جانب، والمتفوقين من جانب آخر، وعدم القدرة على معالجة القضايا الخاصة بالتربية كالقيم والسلوك. بخلاف توليد تأثيرات نفسية على الطلاب تتسبب في كراهية المدرسة.[298]
- أزمة القبول برياض الأطفال: تعاني بعض المناطق ببعض المدن ذات الكثافة السكانية العالية من أزمة ارتفاع سن القبول برياض الأطفال والذي قد يتعدى سن الخمس سنوات بسبب ارتفاع عدد المتقدمين للالتحاق بالمدارس الرسمية للغات (التجريبية سابقاً) مقارنة بالمقاعد المتوفرة لهم مما يضع أولياء الأمور في مأزق بلوغ أبنائهم سن السادسة فلا يمكن قبولهم لا بالمدارس الرسمية ولا بالمدارس الخاصة ولا يبقى أمامهم سوى المدارس العامة. ويعتمد نظام قبول الطلاب بمرحلة رياض الأطفال بالمدارس الرسمية بنوعيها على إجراء عملية تنسيق على 3 مراحل عن طريق الموقع الإلكتروني لوزارة التربية والتعليم، الذي يبدأ في تلقي الطلبات خلال شهر يونيو عن طريق اختيار ولي الأمر لنحو 5 رغبات في المنطقة التابع لها، وتقوم الوزارة بتحديد قبول الطفل طبقاً للتوزيع الجغرافي والسن على أن تكون الأولوية للأطفال الأكبر سنًا فالأقل، وبعد استيعاب المدارس لأعدادها القصوى يظل باقي الأطفال على قائمة انتظار.[299][300]

## التطوير

### نظام التعليم العام الجديد

#### مرحلة رياض الأطفال والمرحلة الابتدائية
يطبق النظام الجديد على الطلاب الجدد الذين سيلتحقون بالمدارس (الحكومية العامة، والمدارس القومية «عربي، لغات»، والمدارس الرسمية/التجريبية «عربي، لغات» وما في حكمها مثل المدارس اليابانية والصينية، والمدارس الخاصة «عربي، لغات»)، وذلك بصفوف رياض الأطفال 1 «كي جي 1» ورياض الأطفال 2 «كي جي 2» والأول الابتدائي في سبتمبر 2018، وهي أولى صفوف الالتحاق بالتعليم، على أن يتم تطبيق النظام الجديد تصاعدياً، حتى وصول الدفعة الأولى التي طبق عليها النظام إلى الصف الثالث الثانوي، ليتم نسف المنظومة الحالية، والعمل بمنظومة جديدة تماماً في كل شيء، ويستثنى من تطبيق النظام الجديد المدارس الدولية. على أن يتم تدريب المعلمين لمسايرة التطور الجديد في طريقة التدريس والمناهج والمواد العلمية.
المناهج وطرق التدريس
يوفر النظام الجديد مناهج جديدة تماماً، وطرق تدريس مبتكرة، تهدف إلى إلغاء فلسفة الحفظ والتلقين، وتستهدف تكوين شخصية مبتكرة تستطيع حل المشكلات، والتفكير خارج الصندوق، بجانب بناء الشخصية المصرية وإعلاء مبادئ حب الوطن والانتماء إليه.
تنقسم طبيعة المواد التي يدرسها الطالب في النظام الجديد إلى شقين، الأول مواد متصلة ببعضها، فمثلا سوف تكون هناك مادة تجمع اللغة العربية بالمفاهيم العلمية والمفاهيم الرياضية والمفاهيم الحياتية والفنية والمهارية، وتكون دروسها وفق القدرات العقلية لطلاب كل مرحلة، أما الشق الثاني فهي مواد منفصلة، مثل اللغة الإنجليزية والتربية الدينية والأنشطة بشتى أنواعها. ولن تكون هناك مادة خاصة بالعلوم ولا أخرى خاصة بالرياضيات طوال صفوف المرحلة الابتدائية، بل ستكون هناك مادة تشمل المفاهيم العلمية والرياضية والجغرافية البسيطة، وهذه المفاهيم سيتم تدريسها باللغة العربية.
لغة المناهج
الدراسة ستكون باللغة العربية منذ مرحلة رياض الأطفال وحتى انتهاء المرحلة الابتدائية في المدارس الحكومية العامة، والمدارس القومية (عربي)، والمدارس الرسمية «التجريبية» (لغات وعربي) وما في حكمها مثل المدارس اليابانية والصينية بالإضافة إلى المدارس الخاصة (عربي)، مع تدريس اللغة الإنجليزية كمادة أساسية، وتدرس المدارس الخاصة (لغات) والقومية (لغات) نفس المناهج ولكن مترجمة إلى اللغة التي تعتمدها المدرسة، مع إلغاء كتب المستوى الرفيع للغة الإنجليزية التي كانت تدرس بجانب كتاب الوزارة، واستبدالها بمنهج حكومي بديل اختياري. ولا يطبق تعريب المناهج على المدارس الدولية.
في حين سيتم تأجيل تطبيق النظام الجديد في المدارس الرسمية «التجريبية» لغات، ليبدأ التطبيق مع سبتمبر 2019 وليس سبتمبر 2018 كباقي المدارس الحكومية، حتى تكون هناك فرصة أمام أولياء الأمور لتقييم التجربة.
الامتحانات وطرق التقييم
لن يكون هناك امتحانات من الصف الأول حتى الثالث الابتدائي، بل يتم التقييم عن طريق التطبيقات البسيطة التي تقيس المستويات العلمية، حتى يتم كشف نقاط القوة والضعف عند كل طالب.
أما من الصف الرابع وحتى السادس الابتدائي، فتكون هناك امتحانات مختلفة تتماشى مع التطور العلمي والتربوي للطالب، دون أن تتحكم في نجاحه أو رسوبه بالمعنى الحرفي، وتكون توصيفية للتحصيل الدراسي للطالب، دون تمثيلها في صورة درجات، بل في شكل يحفز الطالب على المزيد من التفوق، وليس على تحصيل العدد الأكثر من الدرجات. وكبديل سيتم اعتماد نظام التقديرات الملونة «ممتاز، جيد جدا، جيد، مقبول، ضعيف» وكل تقدير يمثل بلون معين لتحديد البرامج اللازمة لرفع مستوى الطالب خاصة برامج الهجائية والقرائية والحسابية.

#### المرحلة الإعدادية
عندما يصل الطالب إلى المرحلة الإعدادية، سوف تكون هناك مادة خاصة بالرياضيات وأخرى للعلوم، يتم تدريسها باللغة الإنجليزية.

### تطوير منظومة التعليم العام الحالية
بالنسبة للطلاب الموجودين في المدارس بالفعل من الصف الثاني الابتدائي وحتى الثالث الإعدادي فلن يطبق عليهم نظام التعليم الجديد، مع استمرارهم بنفس المناهج وذات الامتحانات حتى يصلوا إلى مرحلة الثانوية العامة، مع تخفيض مناهجهم لتكون مناسبة لعدد أيام الدراسة الفعلية، حتى لا تكون مملة وطويلة ومكدسة.

#### نظام الثانوية العامة
يطبق هذا النظام ابتداءً من سبتمبر 2018 على من يلتحقوا بالصف الأول الثانوي، من خلال تسليم كل طالب جهاز حاسوب لوحي «تابلت» مجاناً، يحتوي على المنهج ومن خلاله يؤدي الطالب الامتحانات. بالإضافة إلى توزيع الكتب مع التابلت في أول سنة يطبق خلالها هذا النظام، ودون احتساب درجات العام الأول للتطبيق، مراعاة للتدرج في التطبيق. ويختار الطالب في الصف الثاني الثانوي بين شعبتين (علمي وأدبي)، دون التشعب لعلمي علوم أو رياضة.
في شهر يوليو 2021، بدأ تطبيق النظام الجديد للامتحانات الذي يربط بين النظامين الإلكتروني والورقي عبر أجهزة التابلت المدرسي ووفقا لنظام البابل شيت، عبر توزيع ورقة إجابة منفصلة، يقوم الطالب بكتابه بياناته الكاملة بها، ومدون بهذه الورقة ارقام أسئلة الامتحان، على أن يقوم الطالب بالتظليل على رقم الإجابة الصحيحة في هذه الورقة.
تجهيز المدارس
سيتم تجهيز المدارس على مستوى الجمهورية بخوادم حاسوبية داخلية تحتوى على المواد التعليمية، بالإضافة إلى شبكة إنترنت داخلية فائقة السرعة، تسمح للطالب بالاتصال بشبكة المدرسة الداخلية من خلال التابلت الخاص به، دون أن تسمح له بالاتصال بأي مواقع إنترنت أخرى حتى لا يتشتت ذهن الطالب. كما ستتاح نفس المواد التعليمية بخوادم مماثلة بقصور الثقافة التابعة لوزارة الثقافة ومراكز الشباب التابعة لوزارة الشباب على مستوى الجمهورية لتسهيل الوصول للمحتوى.
الامتحانات وطرق التقييم
ستكون الامتحانات عبارة عن 12 امتحانات في 3 سنوات يختار منهم الطالب أفضل 4 امتحانات في الدرجات الحاصل عليها، تؤدى الامتحانات إلكترونياً عبر جهاز التابلت، ويتم تصحيحها أيضا بشكل إلكتروني. ليضمن ذلك النظام للطالب أكثر من فرصة للتعويض، بحيث لا تكون أمامه فرصة واحدة مثل الثانوية العامة القديمة بأن يؤدي امتحاناً واحداً في نهاية الصف الثالث الثانوي ويكون مصيره متوقفاً عليه، بل سوف تكون هناك أمامه أكثر من فرصة للتعويض من خلال 12 امتحان.
الامتحانات عبارة عن بنوك أسئلة يتم وضعها من خلال معلمي الثانوية وتخزينها وحمايتها لدى جهة سيادية، وتكون من خلال المدارس ولن تكون قومية، وترسل أسئلة الامتحانات من بنك الأسئلة على تابلت الطالب مباشرة، لمنع الغش والتسريب.

#### قضايا جدلية
في 2019، تطورت أزمة تتعلق بنظام اختبارات نهاية العام حتى وصلت إلى مراكز الشرطة، حيث تجمع طلاب في أكثر من محافظة ليعربوا عن غضبهم إزاء فشلهم في أداء اختبارات نهاية العام بالنظام الإلكتروني الذي أقرته الدولة مؤخراً، واشتكى الطلاب إن الأخطاء التقنية وضعف شبكات الاتصال لم تمكنهم من أداء الاختبار عبر الأجهزة اللوحية ما اضطرهم إلى اللجوء إلى النسخة الورقية من الأسئلة بعد أن ضاع جزء كبير من الوقت، وتحولت الاحتجاجات إلى مشادات مع رجال الأمن ليلقى القبض على عشرات الطلاب، والذين تم احتجازهم لساعات قبل أن يفرج عنهم بقرار من وزير الداخلية. على الجانب الآخر، دافع وزير التربية والتعليم طارق شوقي عن النظام الإلكتروني واعتبره «نقلة نوعية في مسار التعليم في مصر». وقال شوقي إن منظومة الاختبارات الإلكترونية حققت «نجاحاً مدوياً»، نافيا حدوث مشكلات، وذلك على الرغم مما اعتبره شوقي «محاولات تشكيك».

### نظام التعليم الفني الجديد
يشتمل نظام التعليم الفني الجديد على سنة إعداد للطلاب قبل الدراسة لتأهيله لغوياً وتربوياً ومهارياً، مع تغيير نظام وشكل التقييم الخاص بالامتحانات، ليصبح قائماً على الفهم وليس الحفظ والتلقين، بالإضافة إلى تغيير شكل وجودة واسم المدارس الفنية الحالية تدريجياً لتصبح مدارس التكنولوجيا التطبيقية.
وسوف يقسم التعليم في المدارس التكنولوجية ما بين الجزء العملي والنظري بالتساوي، من أجل تخريج فنيين محترفين في شتى المجالات التي سيتم تدريسها في تلك المدارس. وسيكون نظام المدارس مطبقاً بالشراكة مع الوزارة وشركات استثمارية لها علاقات دولية، مما يخدم الطلاب بصورة أكبر، ويجعلهم يضمنون فرصاً للتدريب العملي خلال سنوات الدارسة.

## أبرز الحوادث

### مجزرة بحر البقر

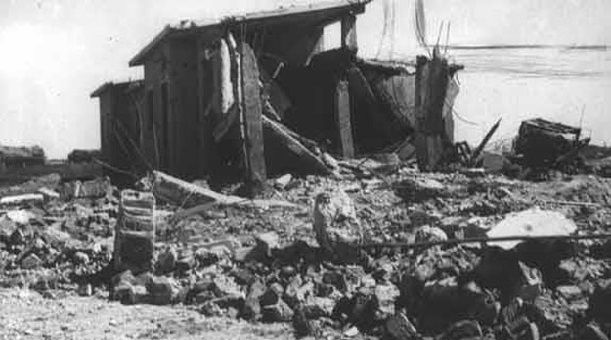
آثار القصف الإسرائيلي على مدرسة بحر البقر

في أبريل 1970 خلال فترة الاحتلال الإسرائيلي لسيناء، قصفت طائرات إسرائيلية مدرسة بحر البقر المشتركة في قرية بحر البقر بمركز الحسينية بمحافظة الشرقية. أدى الهجوم إلى مقتل 30 طفلًا وإصابة 50 آخرين وتدمير مبنى المدرسة تماماً. قامت مصر بالتنديد بالحادث ووصفته بأنه عمل وحشي يتنافى مع الأعراف والقوانين الإنسانية، بينما بررت إسرائيل موقفها بأن المدرسة كانت منشأة عسكرية مخفية.

### حادث قطار منفلوط
في فبراير 2012 شهدت مدينة منفلوط بمحافظة أسيوط حادث مروع إثر تصادم حافلة مدرسية مع قطار، أسفر عن وفاة 48 تلميذًا إضافة إلى سائق الحافلة ومعلمة كانت برفقة التلاميذ وإصابة 13 آخرين. أقيل على إثر الحادث وزير النقل ورئيس هيئة السكك الحديدية.

## الإحصائيات

### أعداد المدارس والتلاميذ في التعليم قبل الجامعي
| السنة:125:جدول97 | 2011/2012 | 2011/2012 | 2012/2013 | 2012/2013 | 2013/2014 | 2013/2014 |
| ---------------- | --------- | --------- | --------- | --------- | --------- | --------- |
| نوع التعليم      | حكومي     | خاص       | حكومي     | خاص       | حكومي     | خاص       |
| أعداد المدارس    | 35321     | 5900      | 35863     | 6156      | 37168     | 6584      |
| أعداد التلاميذ   | 16040516  | 1590123   | 16488088  | 1673536   | 16682653  | 1737330   |

### تكلفة التلميذ في التعليم قبل الجامعي بالجنيه
| السنة:127:جدول99 | 2009/2010 | 2010/2011 | 2011/2012 | 2012/2013 | 2013/2014 |
| ---------------- | --------- | --------- | --------- | --------- | --------- |
| ما قبل الابتدائي | 1791      | 1730      | 2188      | 2803      | 3644      |
| الابتدائي        | 1607      | 1819      | 1981      | 2454      | 3019      |
| الإعدادي         | 2327      | 2611      | 2938      | 3634      | 4470      |
| الثانوي العام    | 3990      | 3261      | 3747      | 4631      | 5426      |
| الثانوي الفني    | 4020      | 3660      | 3508      | 4341      | 5788      |

### أعداد خريجي التعليم العالي
| السنة:20:21:جدول1              | 2010   | 2011   | 2012   | 2013   | 2014   |
| ------------------------------ | ------ | ------ | ------ | ------ | ------ |
| الجامعات الحكومية              | 316783 | 332776 | 321809 | 325358 | 189566 |
| الجامعات الخاصة                | 9515   | 11161  | 12394  | 13787  | 10631  |
| المعاهد العليا الخاصة          | 81440  | 86777  | 74551  | 67618  | 45648  |
| الأكاديميات                    | 3831   | 4212   | 5018   | 8908   | 6469   |
| المعاهد الفنية (حكومية - خاصة) | 53677  | 47328  | 24249  | 47209  | 55873  |

### أعداد الحاصلين على درجات الدراسات العليا
| السنة:38:جدول8 | 2010  | 2010    | 2010    | 2011  | 2011    | 2011    | 2012  | 2012    | 2012    | 2013  | 2013    | 2013    | 2014  | 2014    | 2014    |
| -------------- | ----- | ------- | ------- | ----- | ------- | ------- | ----- | ------- | ------- | ----- | ------- | ------- | ----- | ------- | ------- |
| نوع التعليم    | دبلوم | ماجستير | دكتوراه | دبلوم | ماجستير | دكتوراه | دبلوم | ماجستير | دكتوراه | دبلوم | ماجستير | دكتوراه | دبلوم | ماجستير | دكتوراه |
| الأعداد        | 42477 | 8590    | 4415    | 48559 | 8683    | 4825    | 54434 | 9700    | 4331    | 73194 | 11037   | 4569    | 95218 | 17076   | 7752    |

## معرض صور

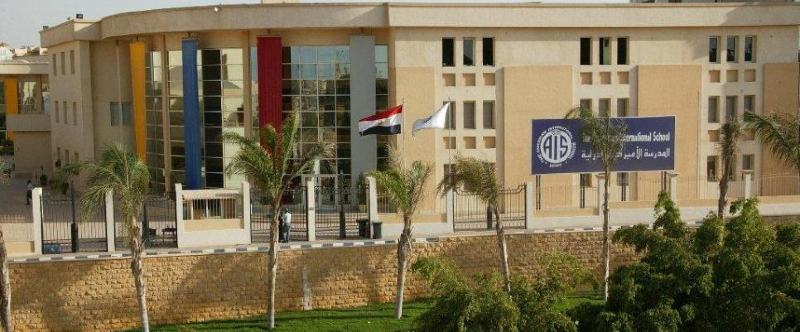
مدرسة أمريكية دولية بالقاهرة
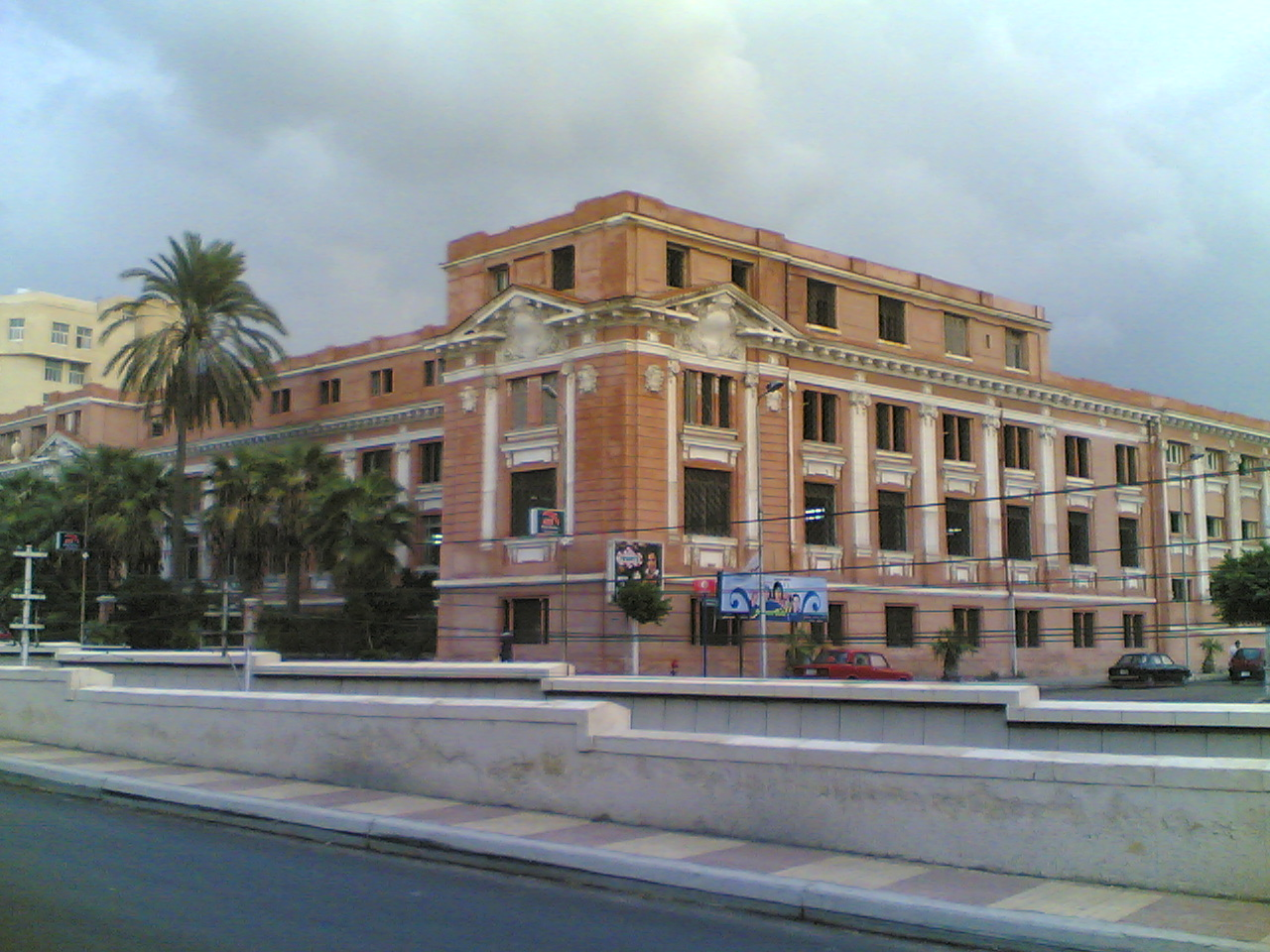
مدرسة ليسيه الحرية الفرنسية
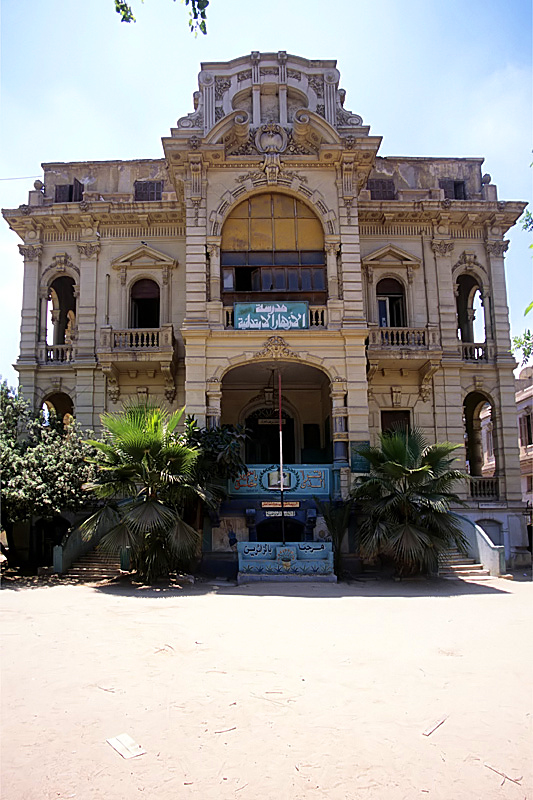
مدرسة ابتدائية داخل قصر فريال بطنطا
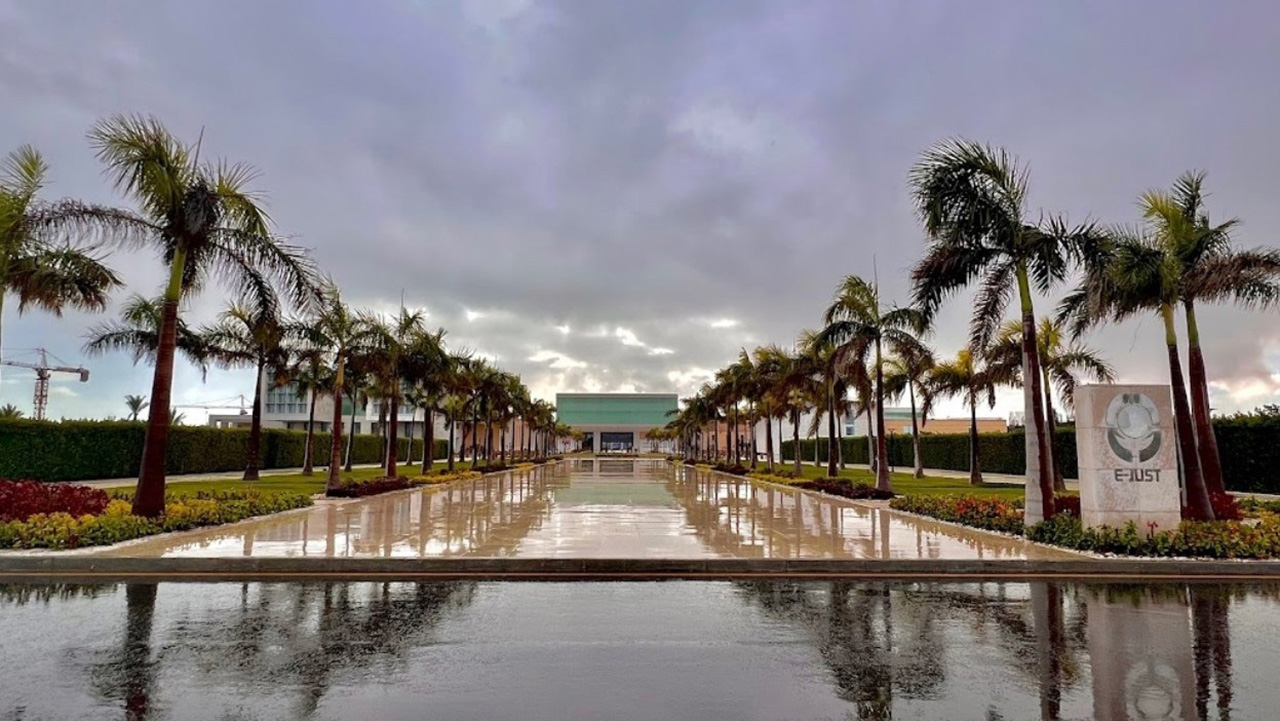
الجامعة المصرية اليابانية للعلوم والتكنولوجيا
جامعة برج العرب التكنولوجية
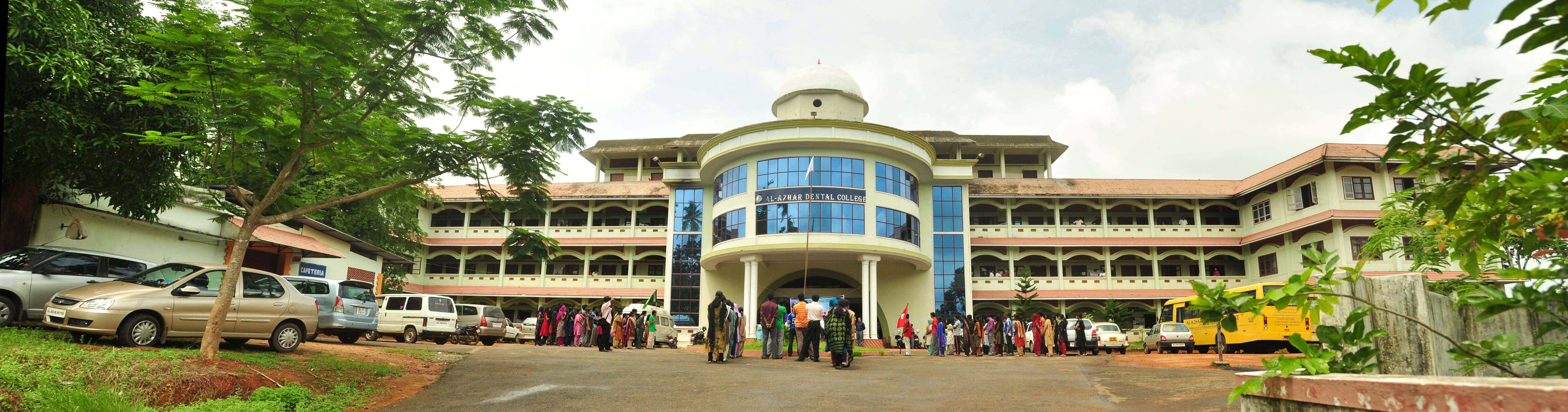
كلية طب الأسنان بجامعة الأزهر
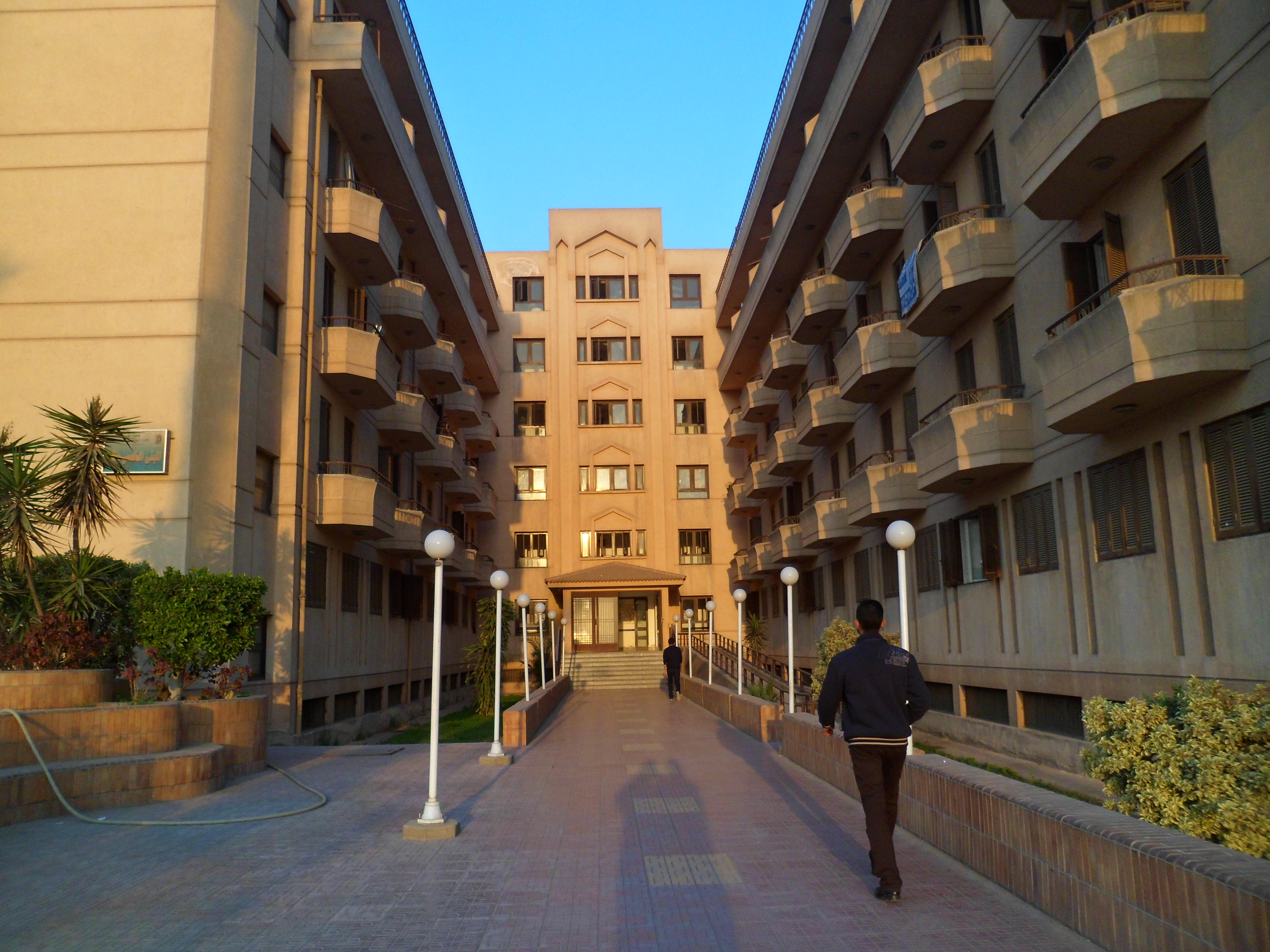
المدينة الجامعية بجامعة القاهرة
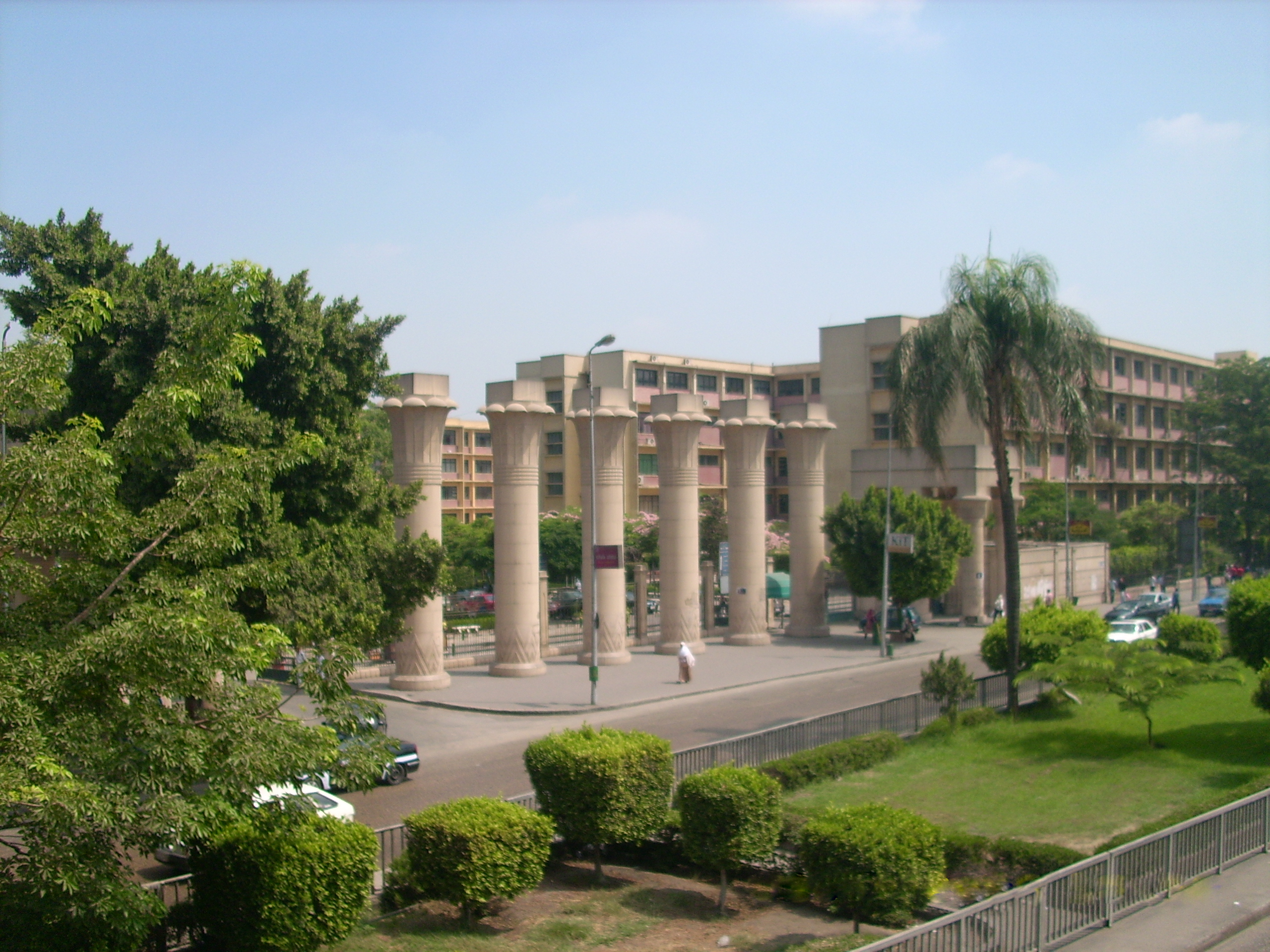
جامعة عين شمس
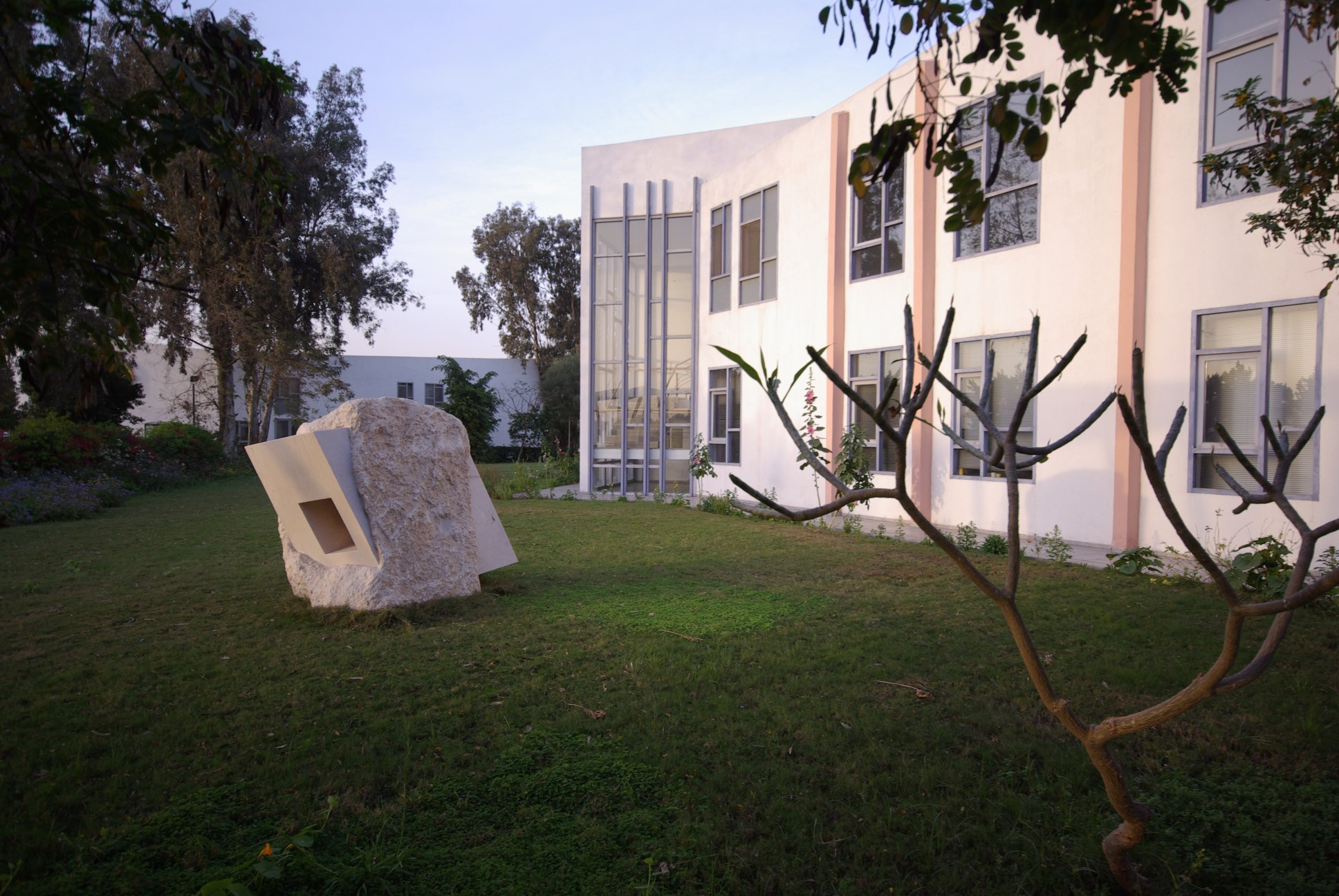
جامعة هليوبوليس
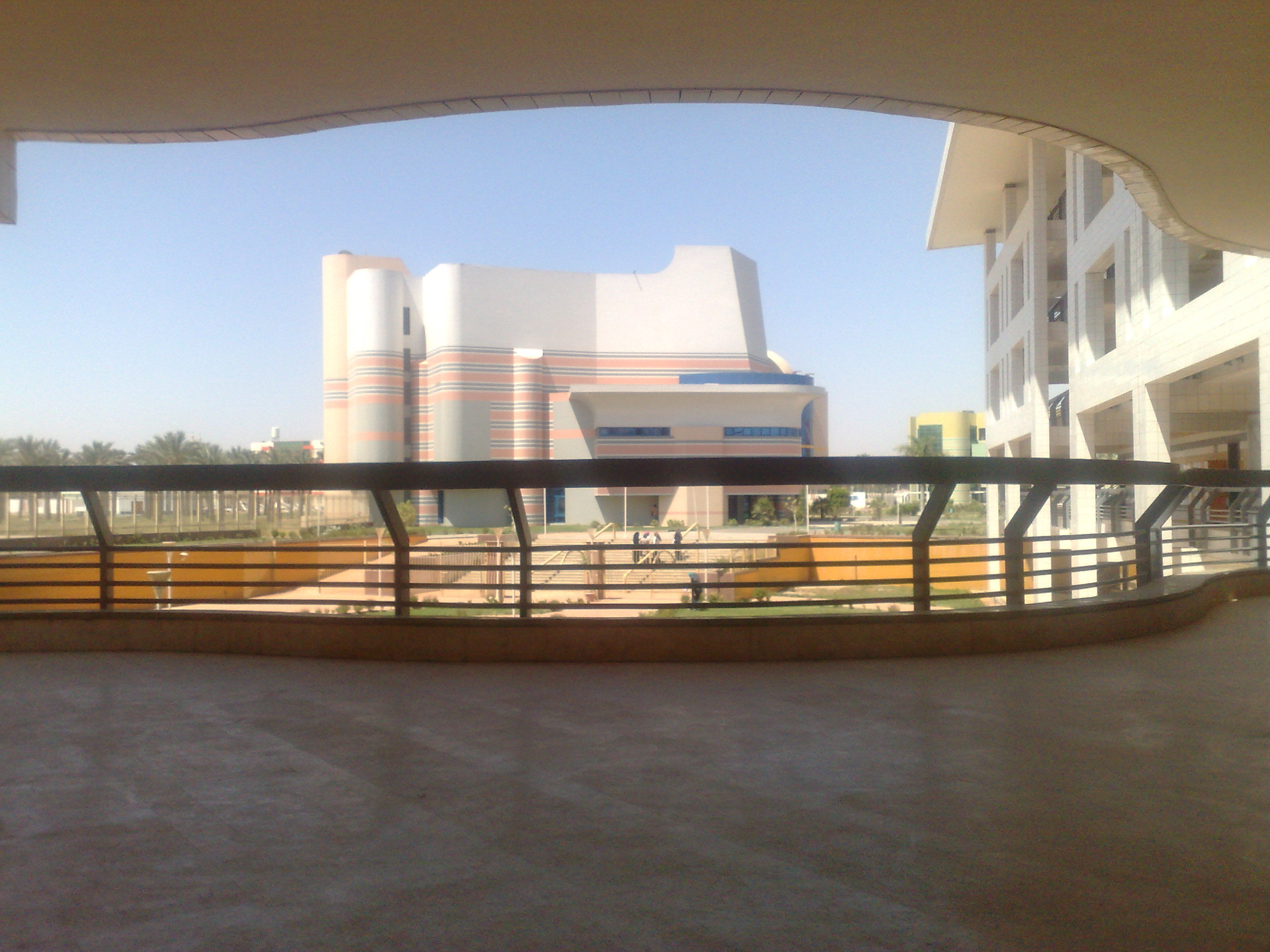
جامعة العاشر من رمضان
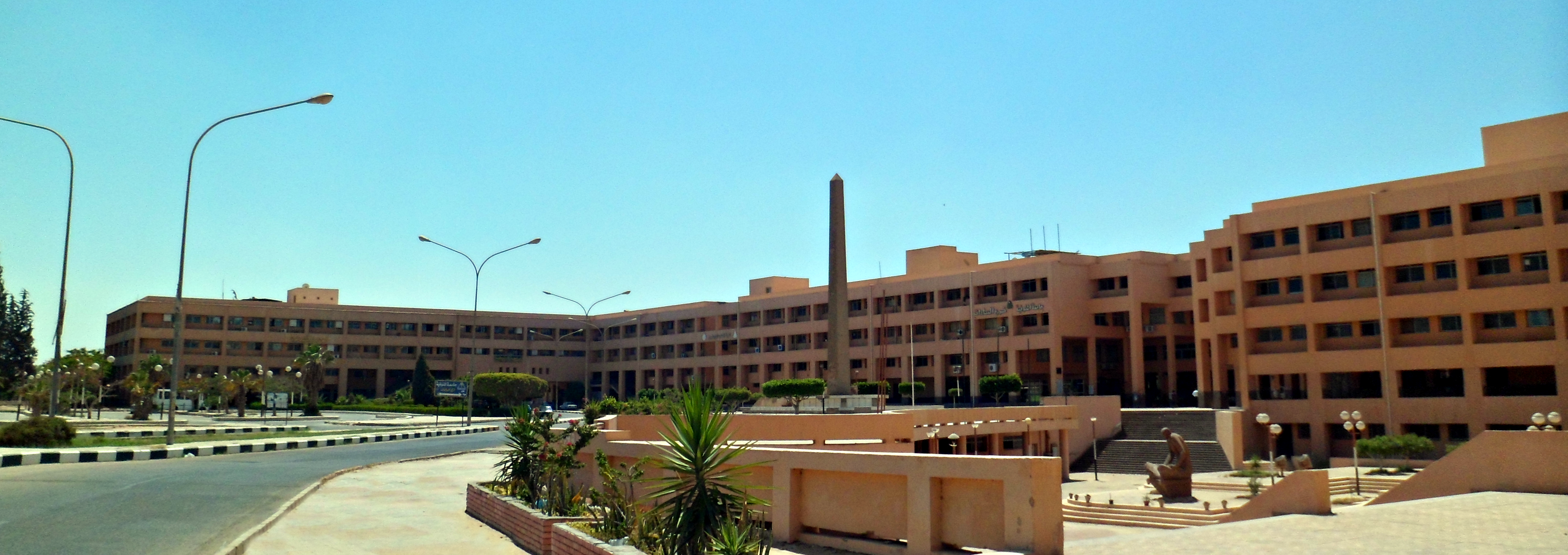
جامعة مدينة السادات
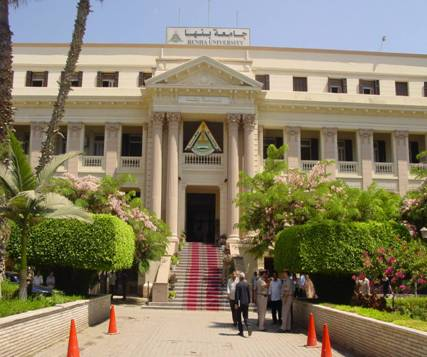
جامعة بنها
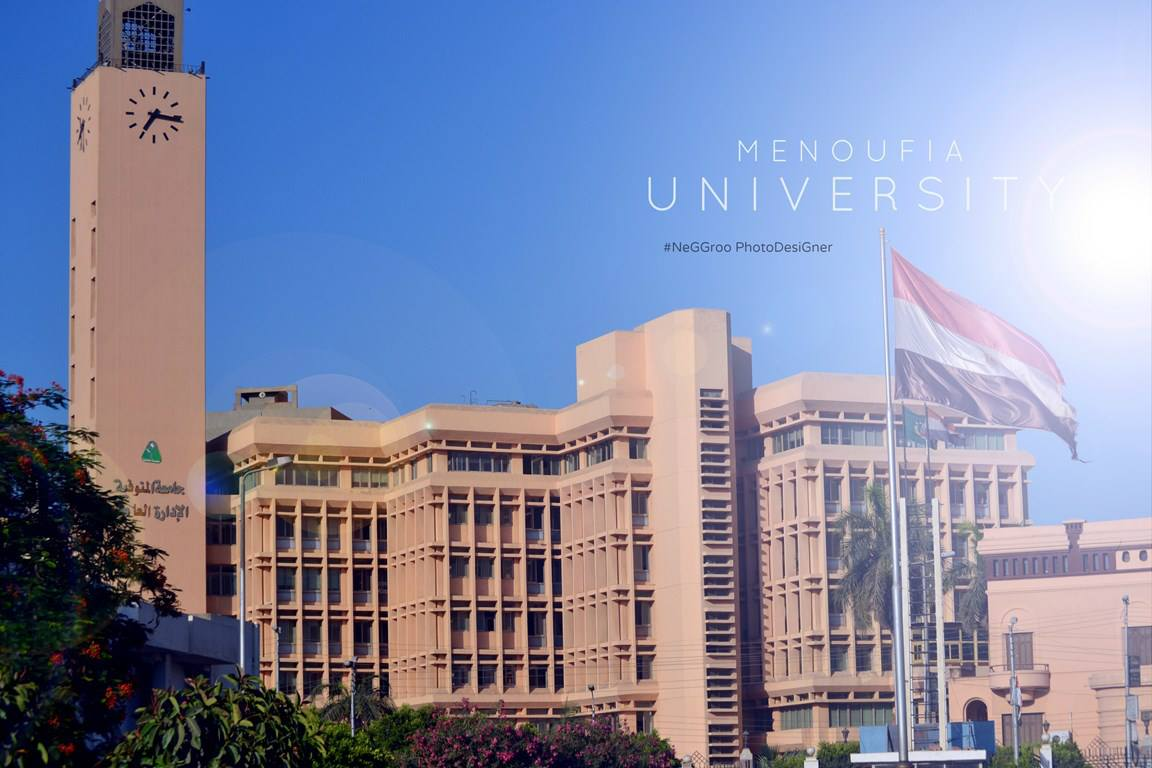
جامعة المنوفية
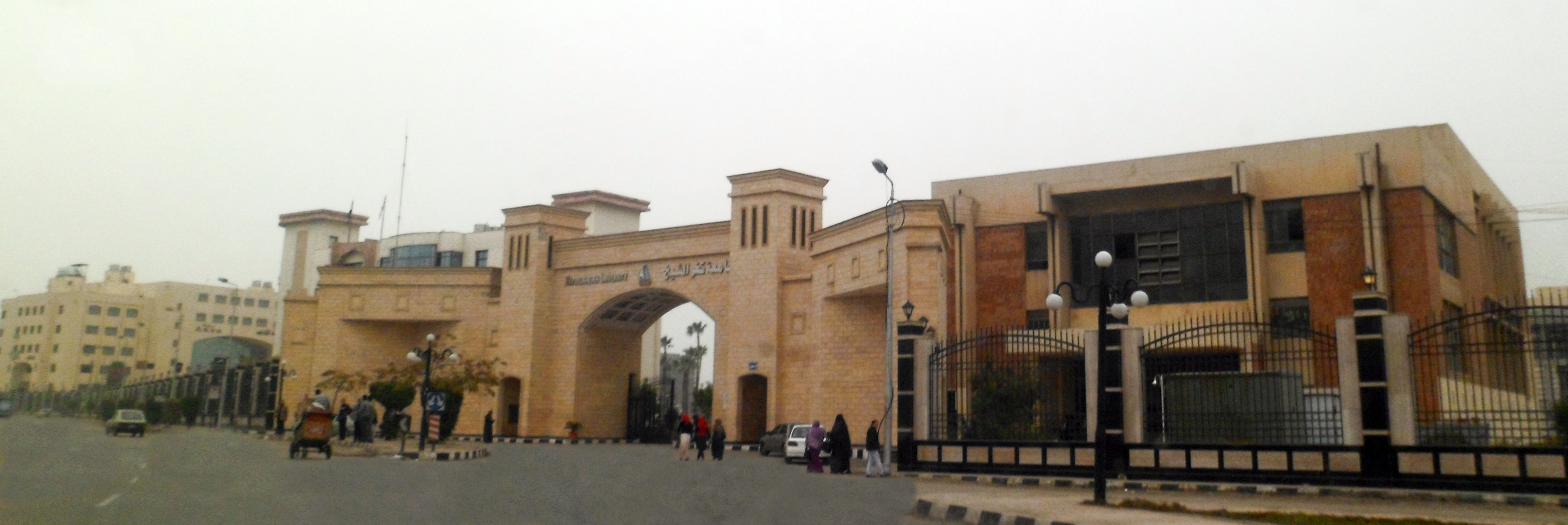
جامعة كفر الشيخ
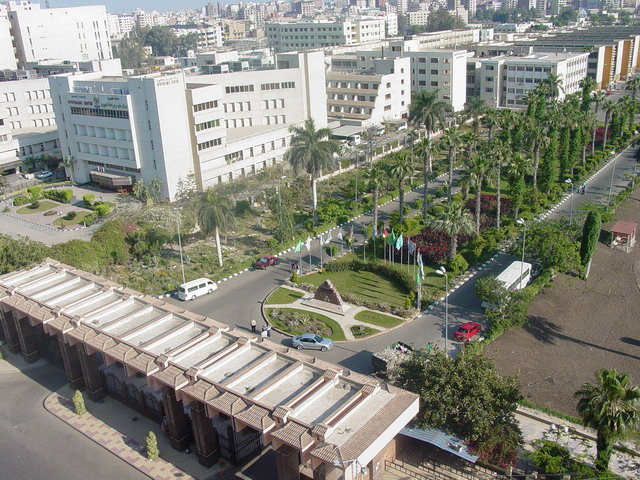
جامعة المنصورة
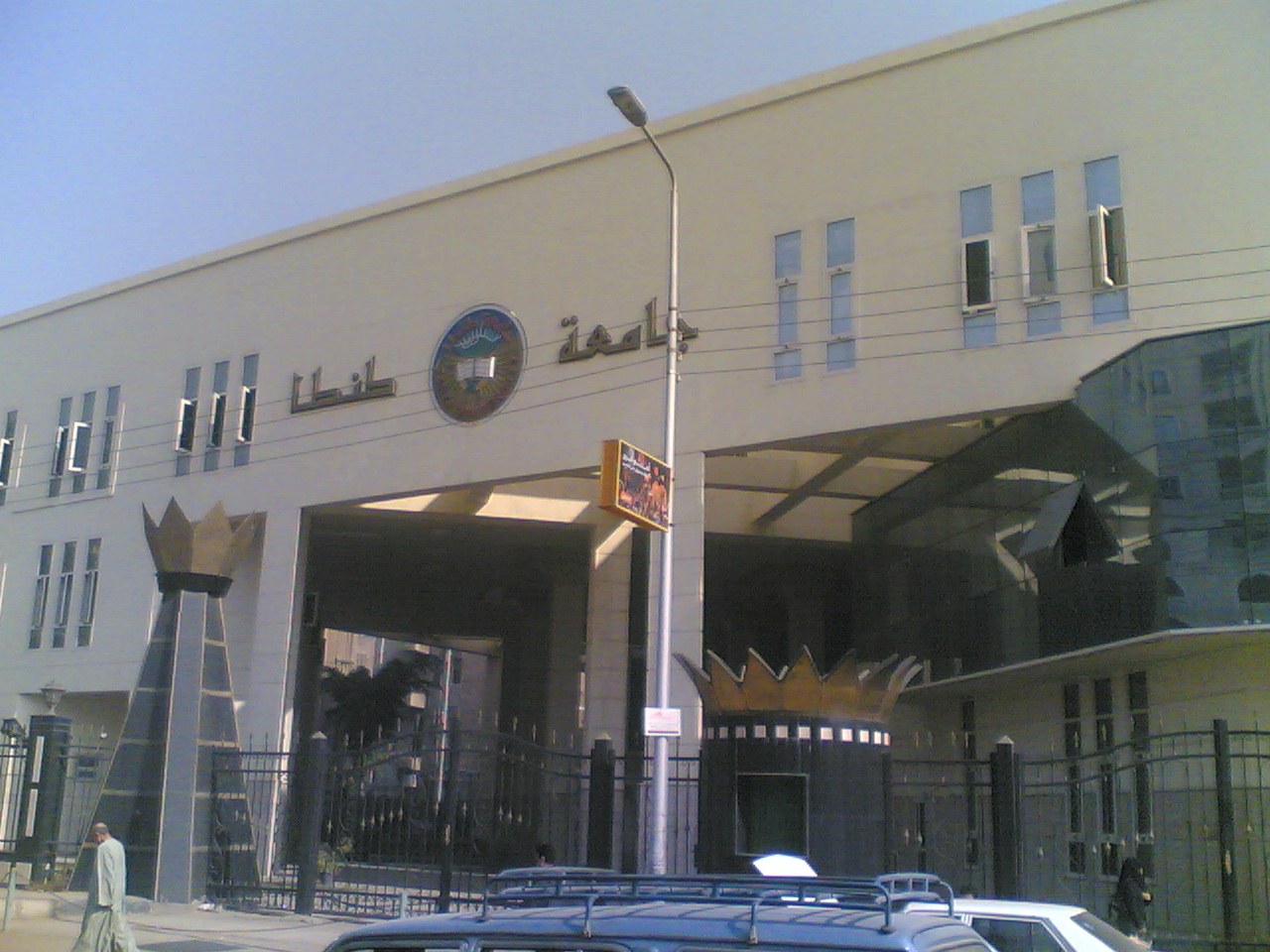
جامعة طنطا
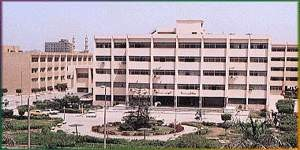
جامعة الزقازيق
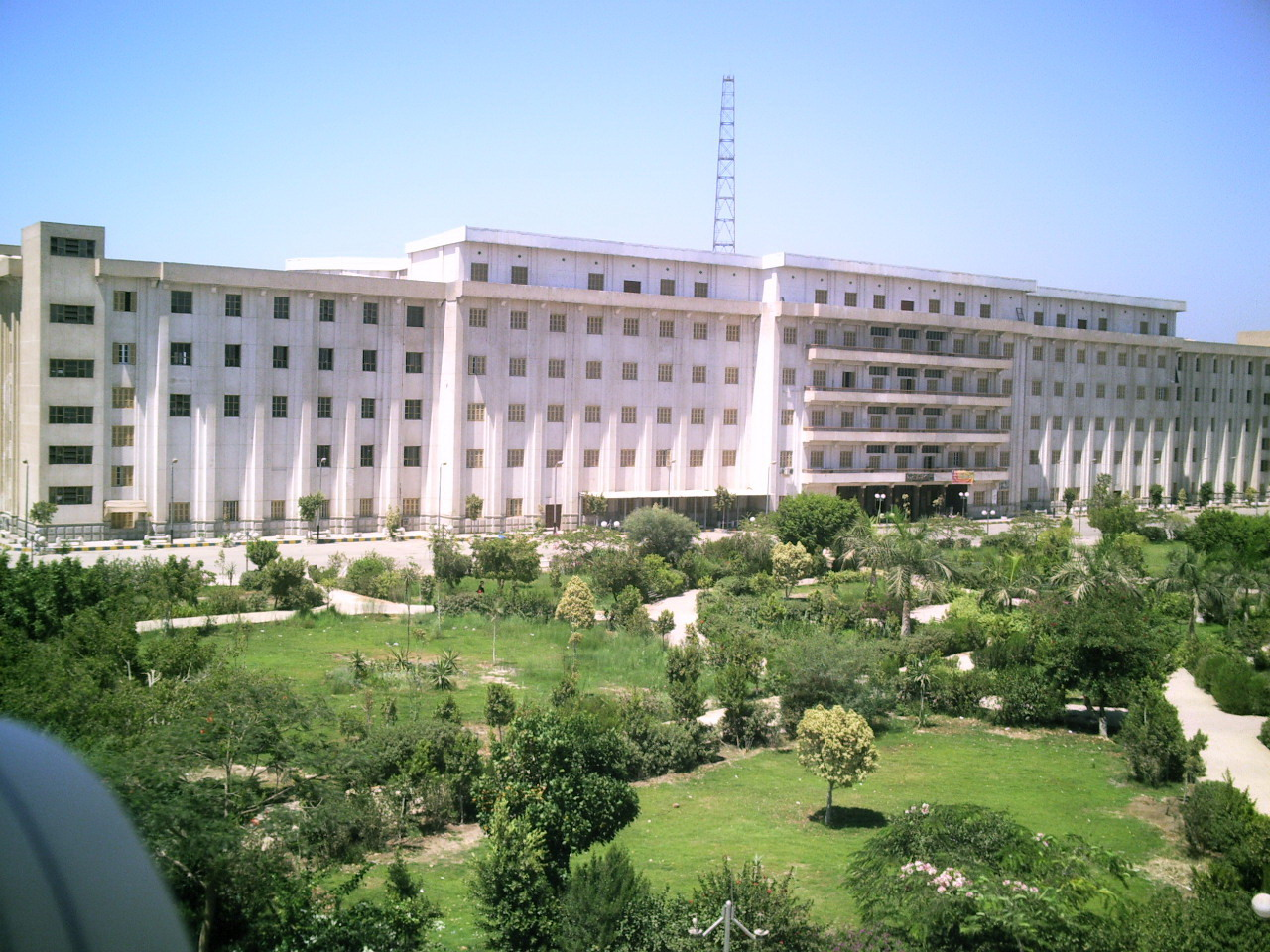
جامعة بني سويف
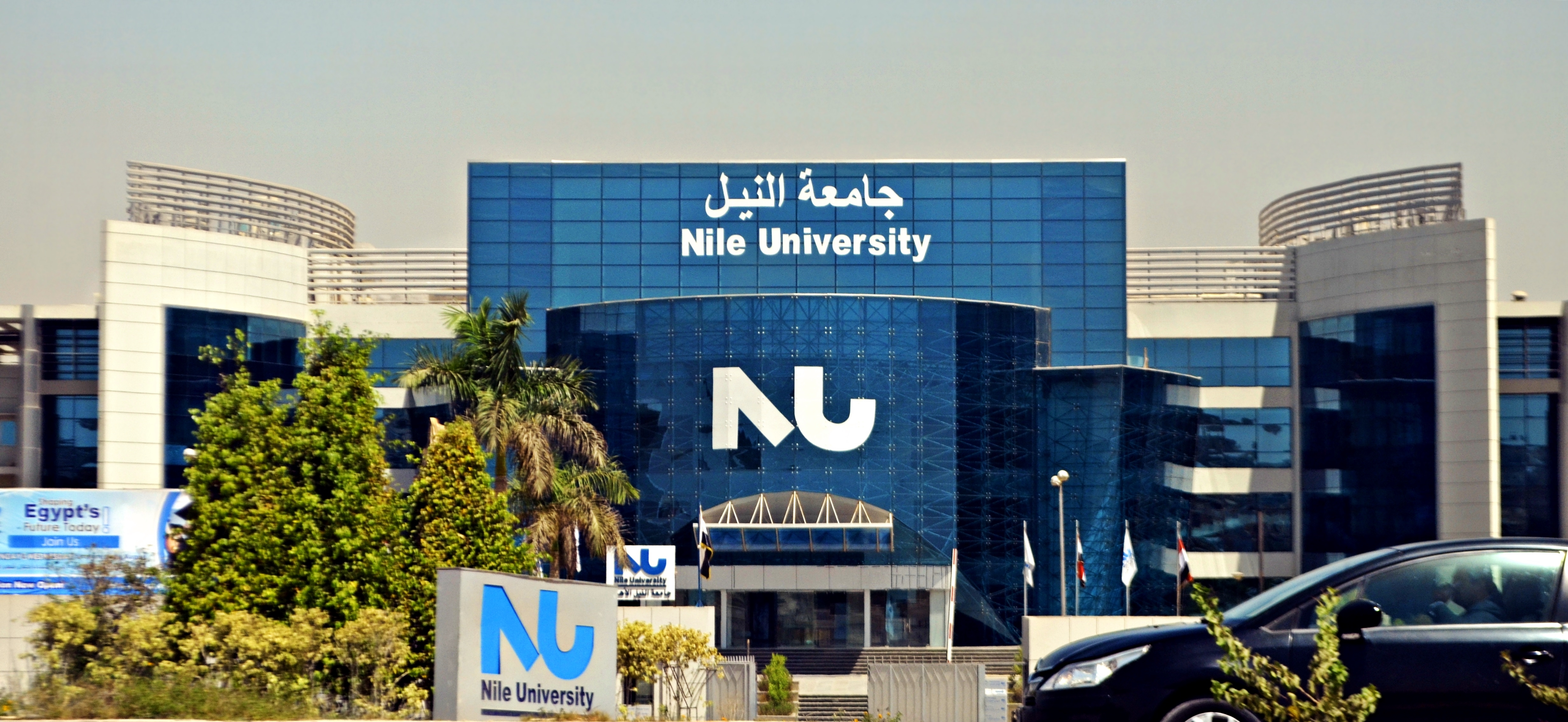
جامعة النيل
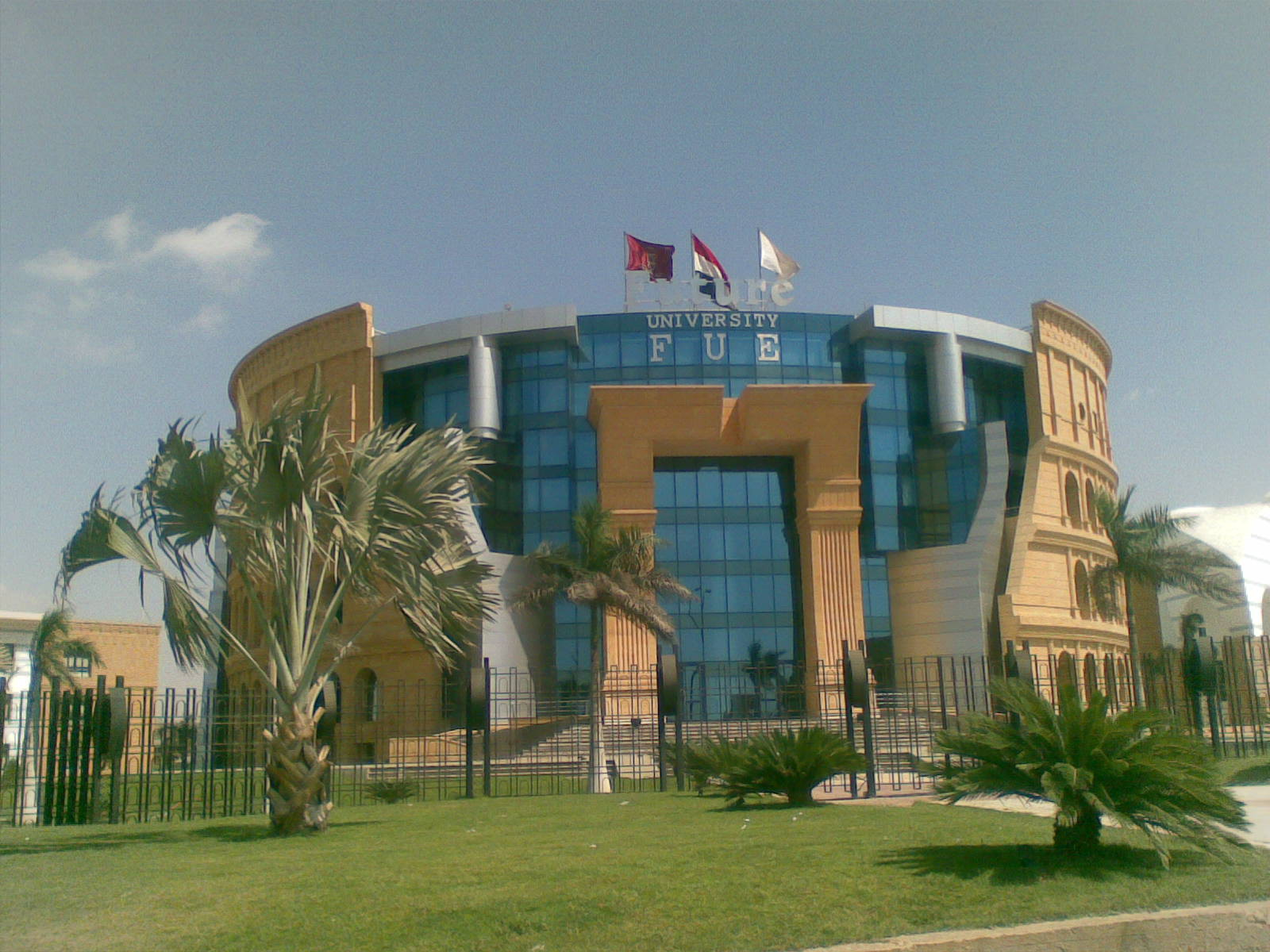
جامعة المستقبل بمصر
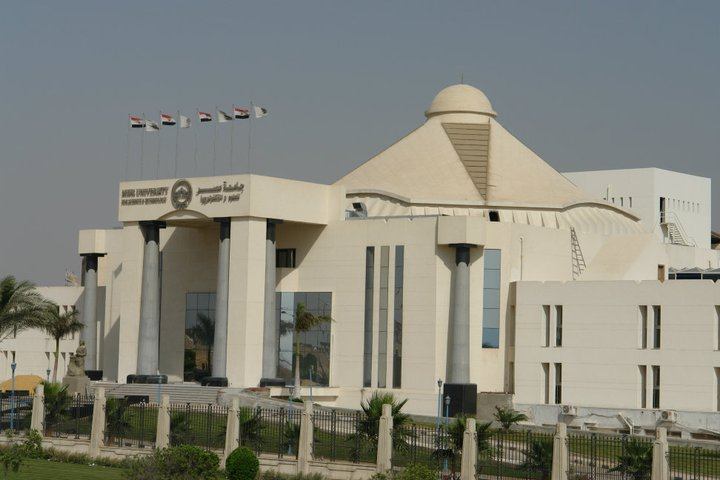
جامعة مصر للعلوم والتكنولوجيا
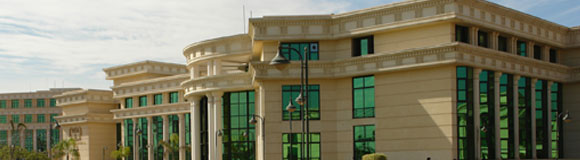
جامعة أكتوبر للعلوم الحديثة والآداب
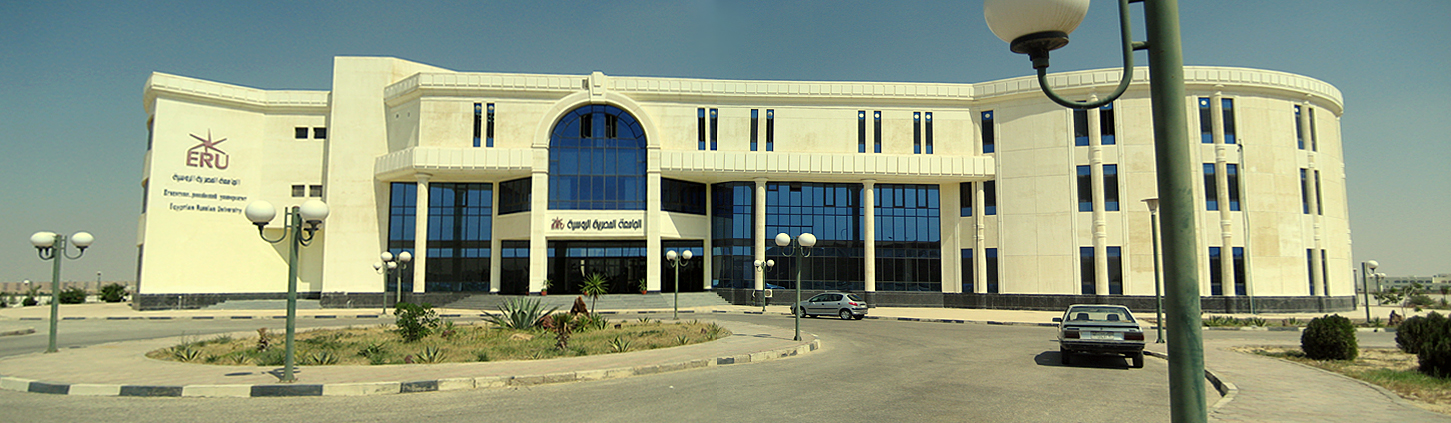
الجامعة المصرية الروسية
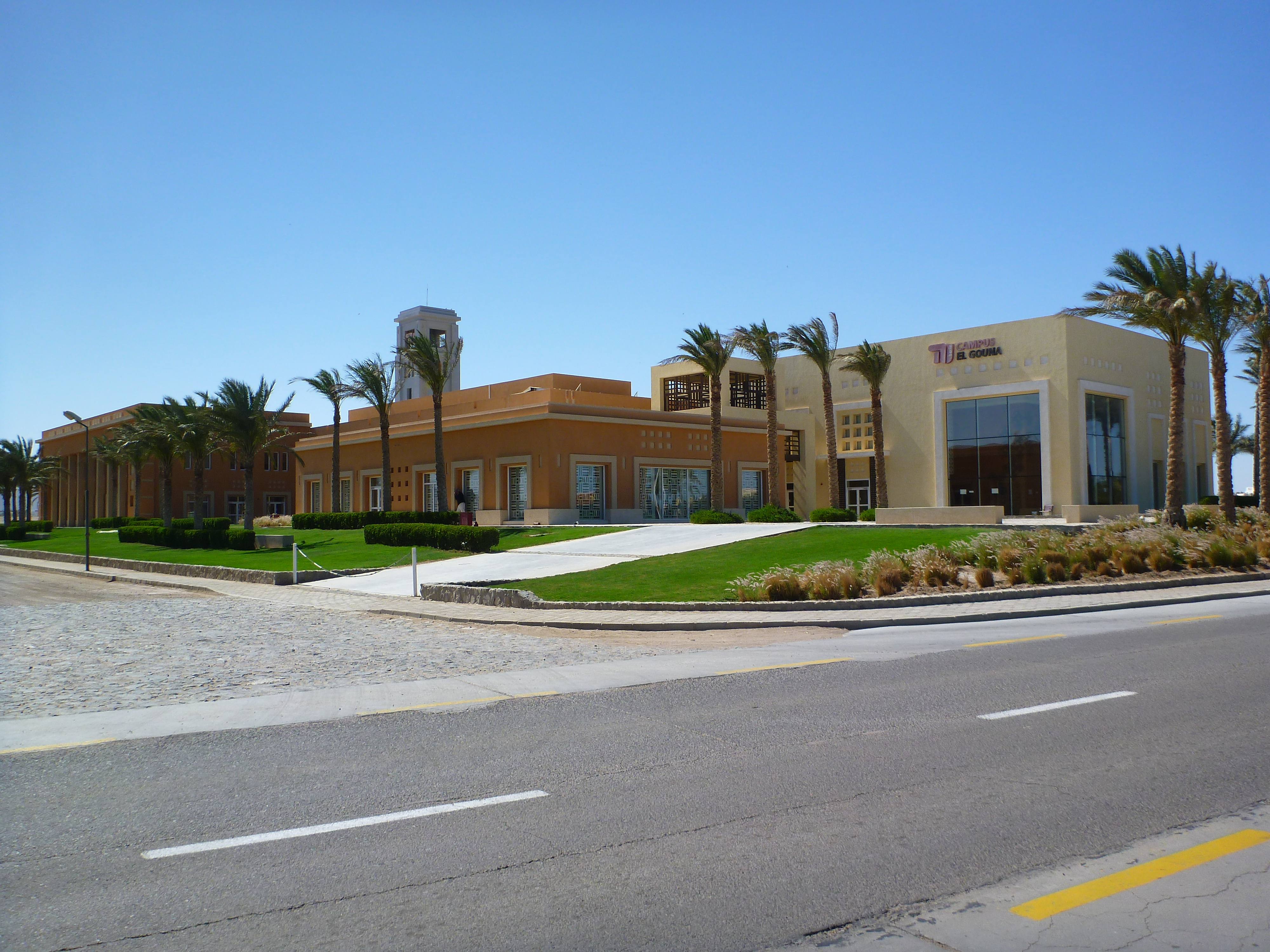
فرع جامعة برلين التقنية في الجونة
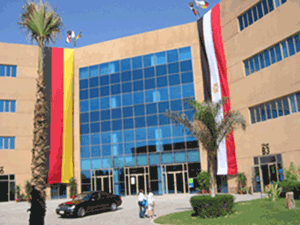
الجامعة الألمانية بالقاهرة
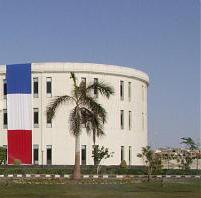
الجامعة الفرنسية في مصر
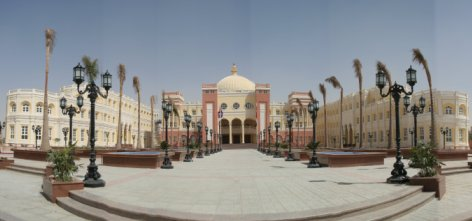
الجامعة البريطانية في مصر
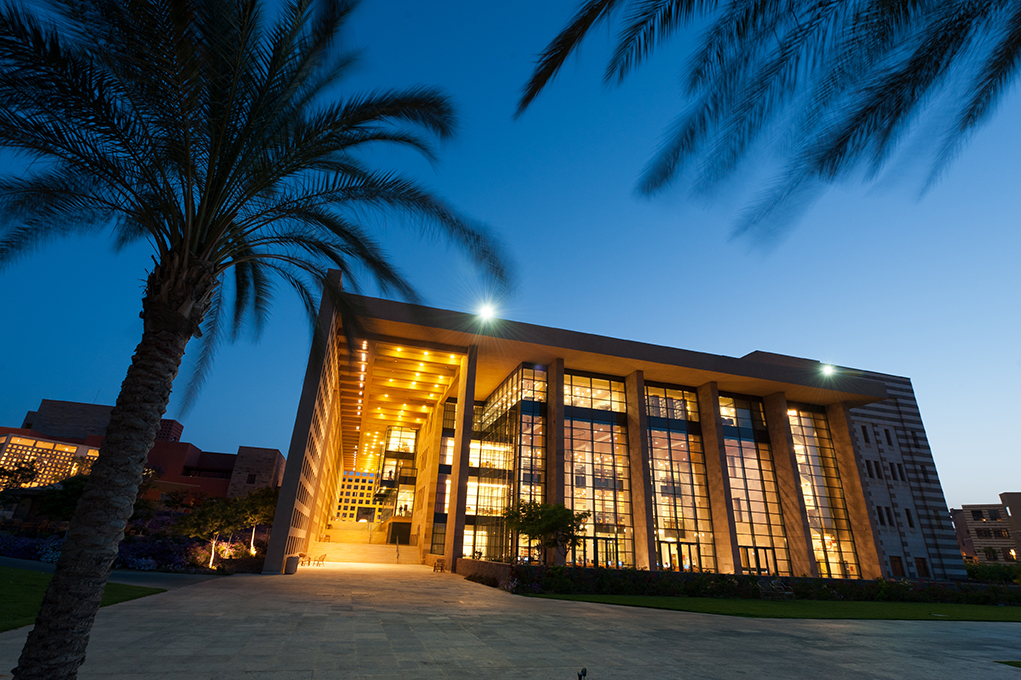
مكتبة الجامعة الأمريكية بالقاهرة - المبنى الجديد
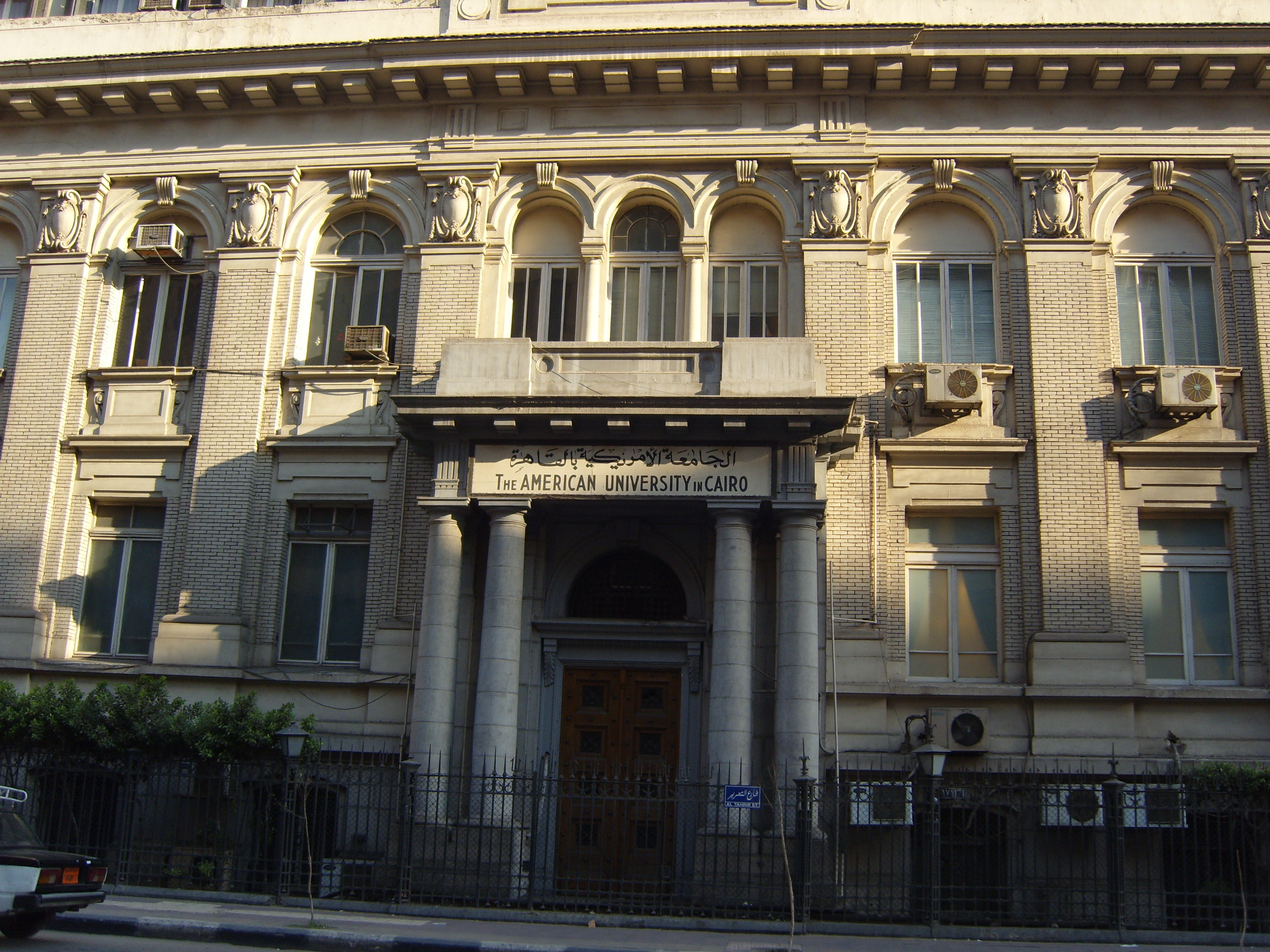
الجامعة الأمريكية بالقاهرة - المبنى القديم
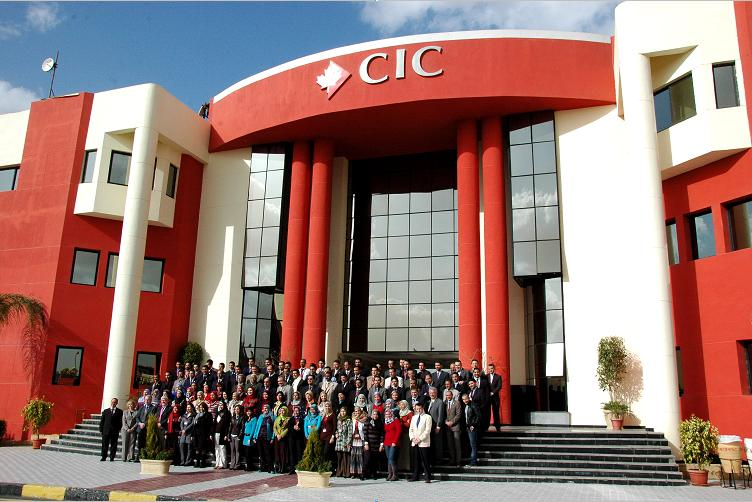
الكلية الكندية الدولية
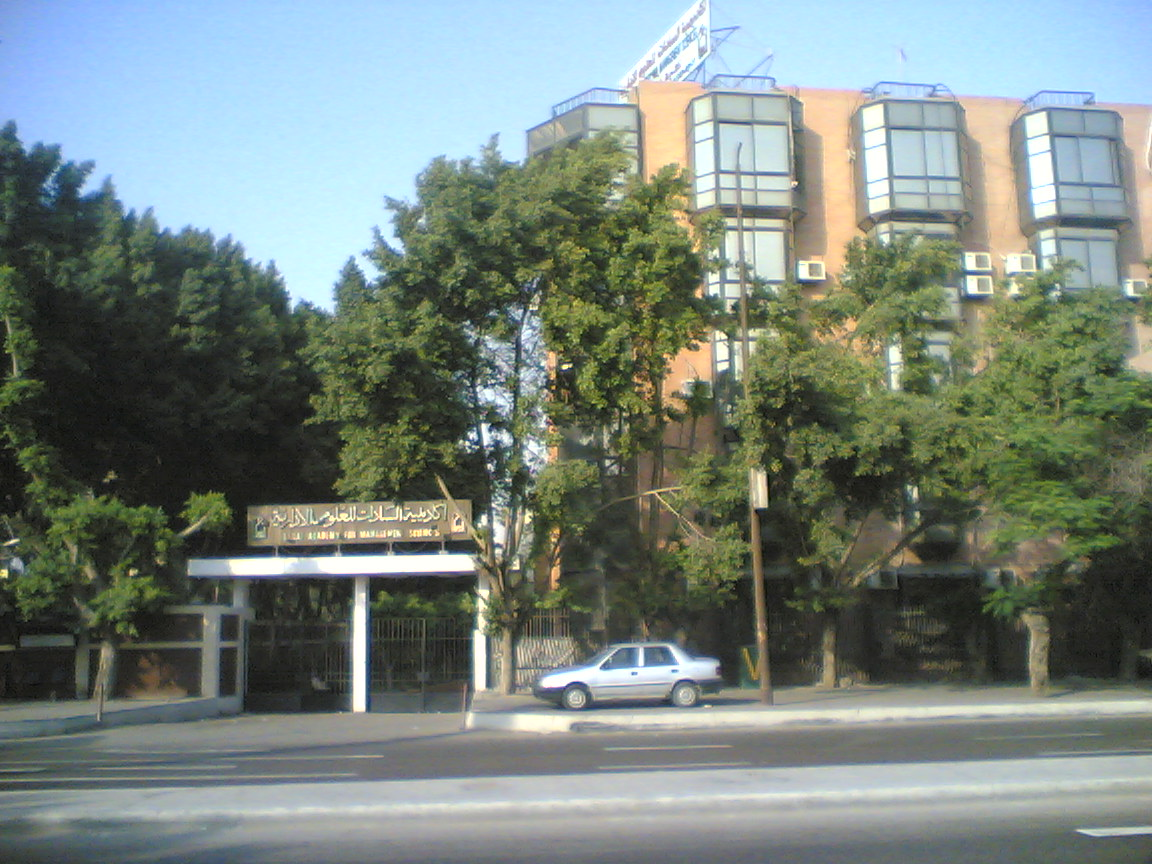
أكاديمية السادات